# 日本の国際関係
| 調査対象国     | 肯定 | 否定 | どちらでもない | 肯定-否定 |
| -------------- | ---- | ---- | -------------- | --------- |
| 中国           | 22%  | 75%  | 3              | -53       |
| スペイン       | 39%  | 36%  | 25             | 3         |
| トルコ         | 50%  | 32%  | 18             | 18        |
| パキスタン     | 38%  | 20%  | 42             | 18        |
| インド         | 45%  | 17%  | 38             | 28        |
| ロシア         | 45%  | 16%  | 39             | 29        |
| ペルー         | 56%  | 25%  | 19             | 31        |
| 世界平均       | 56%  | 24%  | 20             | 32        |
| ナイジェリア   | 57%  | 24%  | 19             | 33        |
| イギリス       | 65%  | 30%  | 5              | 35        |
| メキシコ       | 59%  | 23%  | 18             | 36        |
| ケニア         | 58%  | 22%  | 20             | 36        |
| ドイツ         | 50%  | 13%  | 37             | 37        |
| インドネシア   | 57%  | 17%  | 26             | 40        |
| アメリカ       | 65%  | 23%  | 12             | 42        |
| ギリシャ       | 52%  | 9%   | 39             | 43        |
| フランス       | 74%  | 21%  | 5              | 53        |
| ブラジル       | 70%  | 15%  | 15             | 55        |
| オーストラリア | 78%  | 17%  | 5              | 61        |
| カナダ         | 77%  | 12%  | 11             | 65        |

| 調査対象国     | 肯定 | 否定 | どちらでもない | 肯定-否定 |
| -------------- | ---- | ---- | -------------- | --------- |
| 中国           | 4%   | 90%  | 6              | -86       |
| 韓国           | 22%  | 77%  | 1              | -55       |
| パキスタン     | 51%  | 7%   | 42             | 44        |
| フィリピン     | 78%  | 18%  | 4              | 60        |
| オーストラリア | 78%  | 16%  | 6              | 62        |
| インドネシア   | 79%  | 12%  | 9              | 67        |
| マレーシア     | 80%  | 6%   | 14             | 74        |

日本の国際関係（にほんのこくさいかんけい）では、日本と主要な国家・国際機関との関係について述べる。第二次世界大戦終結以降から現在の日本の国際関係は、サンフランシスコ講和条約（1951年〈昭和26年〉9月8日署名、1952年〈昭和27年〉4月28日効力発生）および、各国との賠償・補償条約を経て再構築されたものである。日本の戦後補償条約一覧を参照。
アメリカと東アジア近隣諸国との外交関係を重要視することによって、世界との関係を維持している。

日本と外交関係を有する国の一覧(青色で示されている)

BBCワールドサービスやピュー・リサーチ・センターが定期的に実施している世界各国を対象とした対他国感情に関する調査によれば、調査対象国における対日・対日本人感情は好意的な回答を示しており、日本は、世界に対して良好な影響を与えていると評価されている。一方で、中国と韓国では日本を肯定的に捉える回答より、否定的に捉える回答が多い傾向にある。

## 各国との関係

### 地域協力・地域間協力
- アジア欧州会合（ASEM）
- アジア協力対話（ACD）
- アジア太平洋経済協力（APEC)
- ASEAN+3
- 欧州安全保障協力機構 - 協力のためのパートナー
- 欧州評議会 - オブザーバー
- 環太平洋パートナーシップ協定（TPP）
- 国際連合（UN）
- G20
- 主要国首脳会議（G7・G8）
- 太平洋同盟 - オブザーバー
- 日米豪印戦略対話 (Quad)
- 日中韓首脳会談
- 東アジア首脳会議
- 東アジア地域包括的経済連携（RCEP）
- 南アジア地域協力連合 - オブザーバー
- 六者会合（六ヶ国協議）

### 東アジア
東アジアでは古来、地理的に近い中国や朝鮮などを中心に外交が行われていた。日本は儒教・漢字文化圏の一角であり、伝統的な文化の中には雅楽、水墨画、陶磁器、書道など東アジアをルーツに持つ物が多い。明治以降、西洋文化を取り入れて発展した日本の文化が逆に東アジアに伝播した。欧米を始めとする世界中との外交が盛んになるのも、明治維新以降である。かつて日本領であった韓国や台湾は、現在でも重要な貿易相手である。一方、北朝鮮に対しては日本は国家承認しておらず、国交も無く経済制裁を行っている。日本、韓国、台湾はそれぞれアメリカ軍と同盟関係にあり、相互に緩やかな協力関係にある。一方、北朝鮮と中国は同盟関係にあり、中国とロシアも協力関係にある。

#### 中華圏

##### 中華人民共和国
中華人民共和国 : 日本は1972年日中共同声明及び1978年日中平和友好条約締結に伴い、中華人民共和国との国交を正常化した。
1979年に開始されたODAは、総額約3兆円以上を中華人民共和国に実施した。改革開放政策の後、経済的な成長を遂げて多くの日系企業が生産拠点を持ち、2006年（平成18年）より貿易総額でアメリカを上回って最大の貿易相手国となった。靖国神社問題や2005年の中国における反日活動などにより政治的な関係は冷え込んだが、中国の経済成長もあり両国の緊密な関係は続いている。尖閣諸島問題や東シナ海ガス田問題などの、領土問題等も抱える。

##### 中華民国
中華民国 : 
1972年の日中共同声明以降、日本は中華人民共和国を正当な国家として公式に認定し、かつ中華人民共和国の政治的主張（いわゆる「一つの中国」）に配慮し台湾を独立した国家とはみないことを約束した。その一方で台湾は、かつて日本が統治時代に行ったインフラ整備などをはじめとする近代化や、対中国の観点から日本に対して肯定的なイメージを持っている。
上記の理由から2024年現在も台湾を国家として承認しておらず、双方ともに大使館を配置しない代わりに民間の利益代表部を置く。第二次世界大戦後は国共内戦で共産党軍に敗北した中国国民党が台湾を支配する。

#### 朝鮮

##### 大韓民国
韓国 : 古くから、日本は朝鮮半島に成立した歴代政権とは一定の交流を維持し続けている。特に古代において、百済が滅ぼされたあとは白村江の戦いが巻き起こった。新羅の後、朝鮮半島全域に支配を広げた高麗とも貿易関係を維持し、次の李氏朝鮮とは初期こそ倭寇を背景に起こった応永の外寇および豊臣秀吉が大陸進出を狙って起こった文禄・慶長の役などで軍事衝突しているが、江戸幕府成立以後は朝鮮通信使が日本を訪問するなど安定した関係が築かれた。なお、朝鮮への玄関口としての役割を果たしたのは対馬で、応永の外寇の後に結ばれた嘉吉条約により宗氏はその利権をほぼ独占し鎖国体制下でも朝鮮との貿易を維持した。

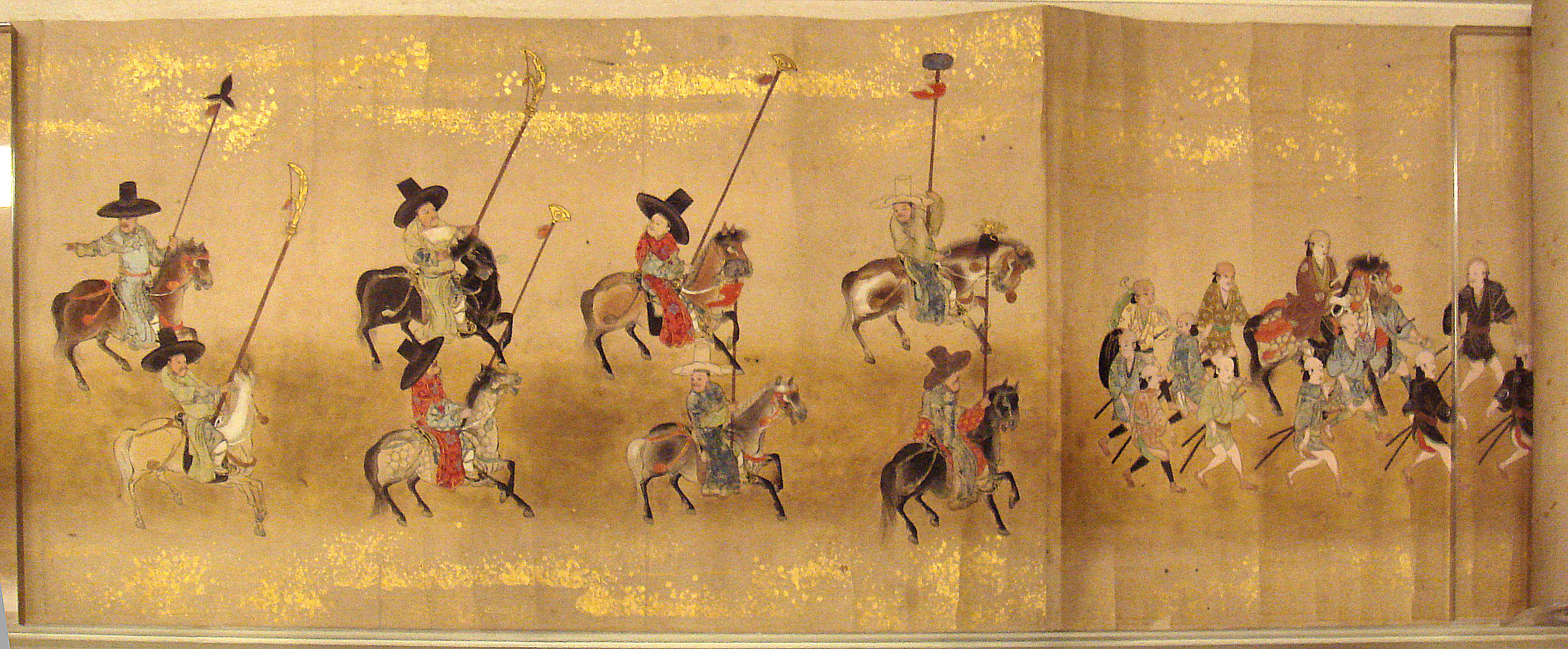
狩野安信『朝鮮通信使』大英博物館蔵。1655年作。

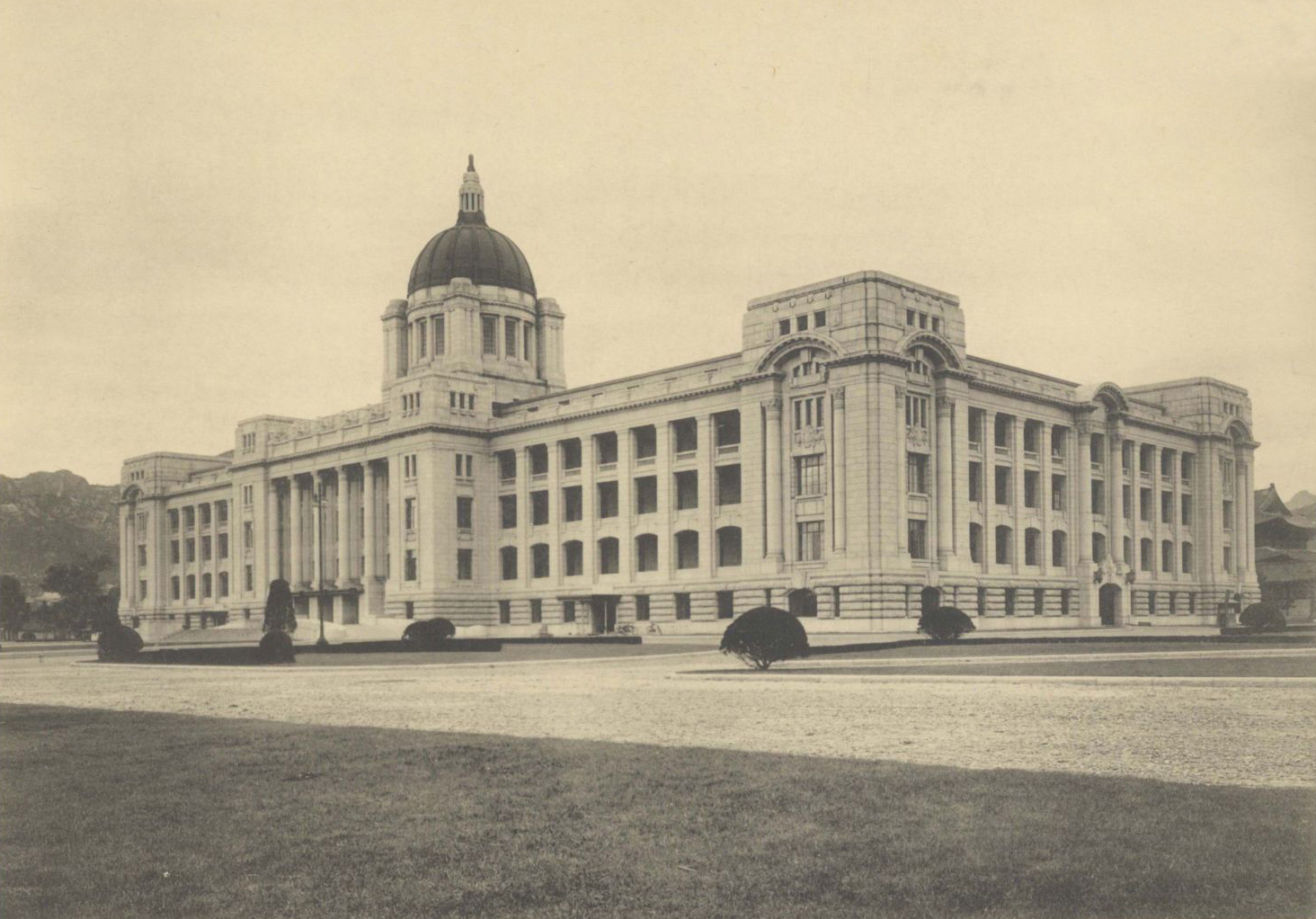
朝鮮総督府庁舎。1929年撮影。

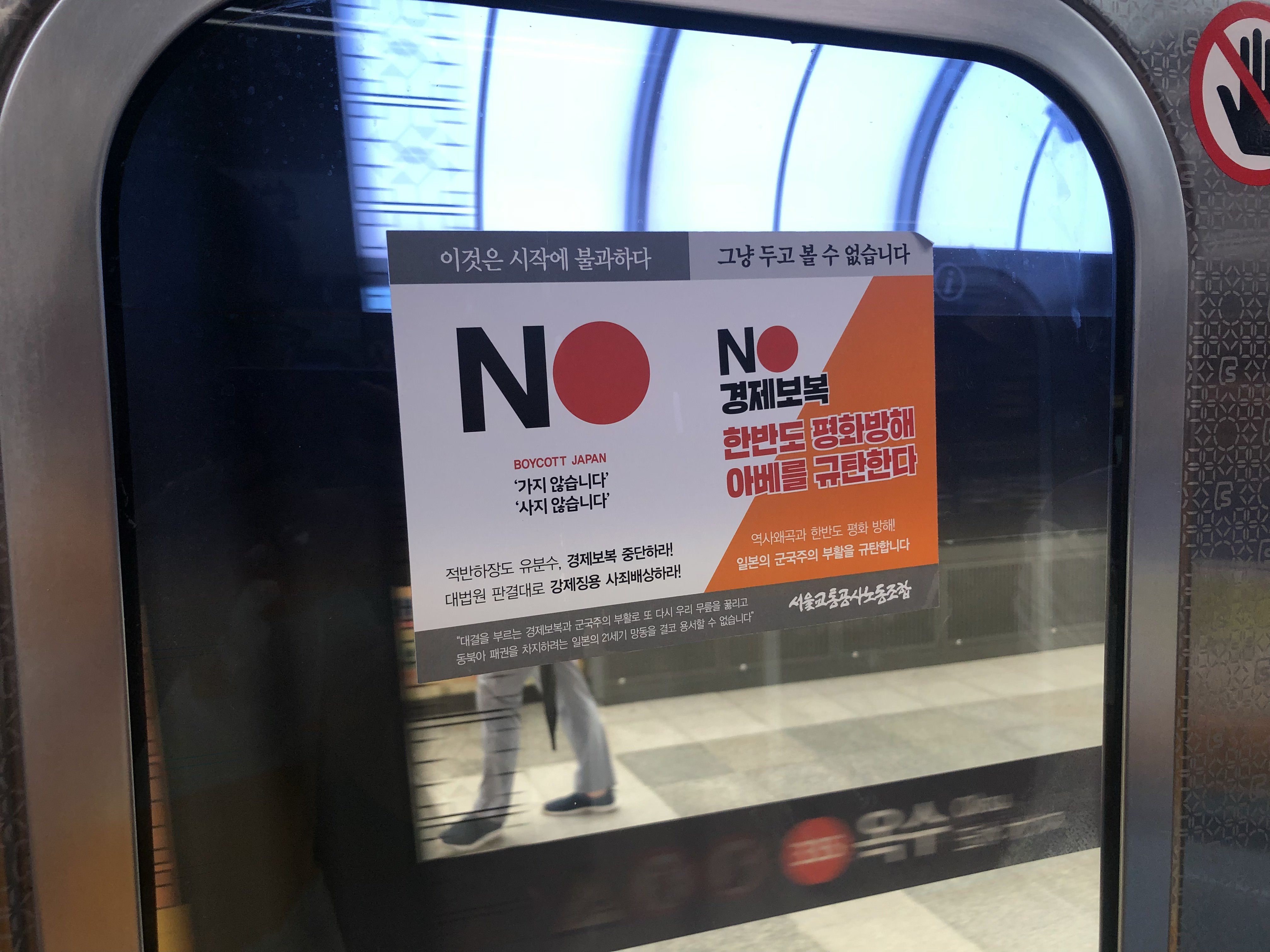
ソウル地下鉄の車両に張られた日本製品不買運動のステッカー。

1875年江華島事件が発生し、翌1876年には日本と不平等条約である日朝修好条規を締結。これにより清の属国から脱して近代化を目指す風潮が高まり、日清戦争で大日本帝国が勝利したことが決定打となって朝鮮は大韓帝国として自主独立を果たした。しかしその後、大韓帝国に対する指導権を巡って大日本帝国とロシア帝国の間で日露戦争が勃発し、日本はこれに勝利すると第二次日韓協約で韓国統監府を設置し大韓帝国を保護国化。1910年には日韓併合条約の締結により朝鮮は日本に併合された。日本の朝鮮統治については、学校が設置され、都市部を中心にインフラが整備された一方で、朝鮮語（韓国語）は軽視され、創氏改名や皇民化政策を通し、朝鮮固有の文化は抑圧された。徴用工や慰安婦などの人権侵害も起こり、現在でも事実関係や謝罪や賠償に関する認識を巡って現在でも様々な議論がある。
戦後、朝鮮半島は日本の支配からは脱したものの、北側は北朝鮮、南側は大韓民国に分断された。日本は同じ資本主義を標榜する韓国の側に立って朝鮮戦争中には掃海部隊や港湾労働者を派遣したり、日本国内で韓国軍の軍事訓練を受け入れるなどして韓国を支援した。
1952年、韓国が李承晩ラインを一方的に設定し、竹島(韓国名・独島)を占拠したことによって竹島問題が発生している。冷戦期には日本に潜入した韓国の工作員によって新潟日赤センター爆破未遂事件や金大中拉致事件などの事件が起こされている。
米韓同盟のもと李承晩独裁政権打倒後も歴代の親米軍事政権が独裁を敷き、1965年には日韓基本条約を締結して国交樹立が遂げられた一方で、親日派は抑圧された。ただし政権によってその程度は異なり、民主化後初の文民政権であった金泳三政権は朝鮮総督府の爆破解体など反日を強くアピールした一方で、金大中政権では日本の大衆文化が自由化されて日本への親近感を持つ人々の増加傾向も見られた。またこの時期は日韓共催でワールドカップが開かれ、両国関係の雪解けが期待された。しかし盧武鉉政権で近隣諸国に強硬な外交を行い、日本との領土問題や歴史問題にも強い姿勢で臨み、対日外交戦争を唱えて国策としての反日運動を活発化させた。李明博政権では前政権で悪化した近隣諸国との関係を修復し、日本にも「謝罪を要求しない」と明言するなど比較的穏健な姿勢で臨む方針を当初は見せたが、知的財産や漁業権の侵害や竹島問題など根本的な改善の兆しは見えていない。そののちの朴槿恵政権は日韓問題における韓国政府の立場を堅持しつつも知日的な姿勢を展開し、日韓FTA締結にも前向きであった。
このように複雑な日韓問題を抱えながらも、両国はともに先進国であり民主主義や資本主義、自由主義などの理念を共にしており、友好国としての側面もある。経済的には互いに重要な貿易相手国であり、2020年の対日輸出は輸出全体の4.9%、対日輸入は輸入全体の9.8%を占めていた。中国も含めて日中韓自由貿易協定の締結に向けた交渉が進められている。2015年までは日韓通貨スワップ協定も結ばれていた。また韓国に進出している日本企業は400社近いが、一方で反日運動の一環として日本製品不買運動がたびたび発生し、経済協力の障壁にもなっている。文化の面ではK-POPや韓国ドラマなど韓国の大衆文化が日本で流行する韓流現象があり、日本人の対韓イメージに影響を与えている。これに伴い、韓国での日本大衆文化の流入制限も徐々に制限を緩和しつつある。安全保障面では北朝鮮問題などがありアメリカを介した準同盟に近い状態であるが、韓国軍の艦艇によるレーダー照射問題や南スーダンにおける弾薬提供問題、日韓間の軍事情報の保護を目的とした日韓GSOMIAが一時破棄寸前になるなど等のトラブルも多い。
日韓における代表的な政治課題として、竹島領有権問題、日本海呼称問題、従軍慰安婦問題、徴用工訴訟問題が挙げられる。

##### 北朝鮮
北朝鮮 : 日本と北朝鮮（朝鮮民主主義人民共和国）との間には安全保障、人権、主権侵害等の深刻な問題を多く抱えており、また国交も存在しない。
北朝鮮は、韓国併合に対する評価や賠償問題・請求権問題、いずれについても決着していないとする立場である。日本政府は日韓基本条約に基づいて韓国政府のみが朝鮮半島の正統な政府であるとの立場である。なお、賠償問題も韓国との条約によって解決済みとの立場である。2002年の日朝首脳会談では、賠償権を相互に放棄し、日本が北朝鮮へ経済協力を行う方法で合意した(日朝平壌宣言)と発表され、または長らく認めてこなかった拉致問題を同会談において公式に認めたが、その後は「拉致問題は解決済み」とし、日本政府の態度を硬化させた。その後、国交正常化交渉の停滞を招いている。背景には、北朝鮮による日本人拉致問題や不審船事件などに対する日本の世論の反発や北朝鮮核問題などで孤立を深める北朝鮮の現状がある。日本はこれらを受けて、経済制裁を北朝鮮に行った。北朝鮮は核カードを使ってアメリカからテロ支援国家指定の解除を引き出した。
アメリカは北朝鮮が核拡散防止条約や国際原子力機関の協定を守るように働きかけており、日本もこうしたアメリカの立場を強く支持している。1998年8月31日、テポドンミサイルの実験を行って日本の大気圏内上空を通過するという安全保障の危機において、北朝鮮の核の開発・使用を凍結するために朝鮮半島エネルギー開発機構（KEDO）や米朝枠組み合意への支援を続けた。アメリカ、日本、韓国はロシア連邦を加えた六カ国協議で緊密に協力して対北朝鮮政策について政府レベルで話し合いを続けてきた。
現在、日本との交渉の中でいくつかの議題を話し合うことを拒否しているため、経済制裁を科して日朝国交正常化交渉を続けることも中断している。

### 東南アジア
東南アジア諸国とは基本的に友好関係を構築しており、タイ、フィリピン、マレーシアなど経済的にも文化的にも関係が深く、互いの国民に対する感情も良いとされる。
日本はこれら、各国との自由貿易協定（FTA）の締結を模索している。自衛隊のPKOとしての派遣も、初の派遣がカンボジアへ、東ティモールへも派遣された。東南アジア諸国連合（ASEAN）諸国との間で定期的に首脳会談を行い、関係を重視している。
この海域（特にマラッカ海峡）は中東から輸入した原油の9割近くが通過するなど非常に重要なルートであるが、海賊が頻繁に出没する。その対策として、海上保安庁が各国の沿岸警備隊に対して指導・共同訓練を行っている。

#### インドネシア
インドネシア : 歴史的には17世紀から交流が始まり、それは他の東南アジア諸国と同じように朱印船貿易によるものであった。その他、1764年には船乗りの孫太郎という人物が嵐に遭遇し漂流、ミンダナオ島やスールー諸島を経由してオランダ領東インド（蘭印、現・インドネシア）の南カリマンタン・バンジャルマシンにたどり着いている。日本が幕末にオランダと通商関係のみならず国交も樹立して明治維新後に開国路線を全面的に推し進めるようになってからは蘭印へ順調に日本人が進出し、1908年には蘭印の首府バタビア（現在のジャカルタ）に日本領事館が設置されている。その後、1920年にはスラバヤ、1928年にはメダン、1937年にはメナド、1941年にはマカッサルに領事館が開設されており、特に大都市を中心に日本人が多く日本人会が結成されていた。

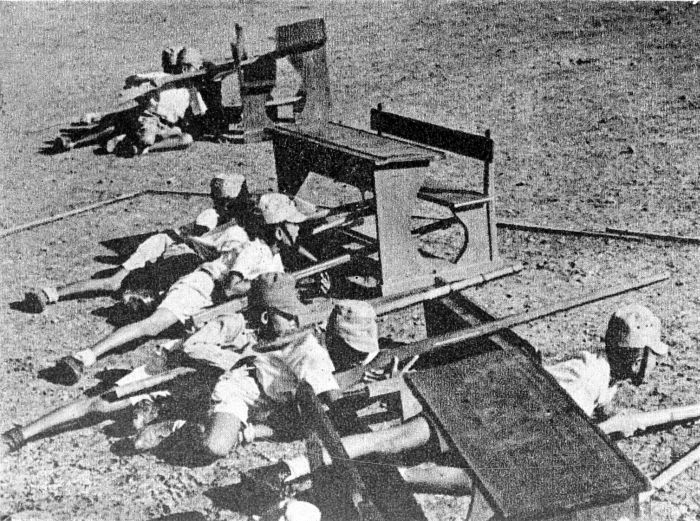
日本軍の訓練を受けるインドネシア独立派の若者。

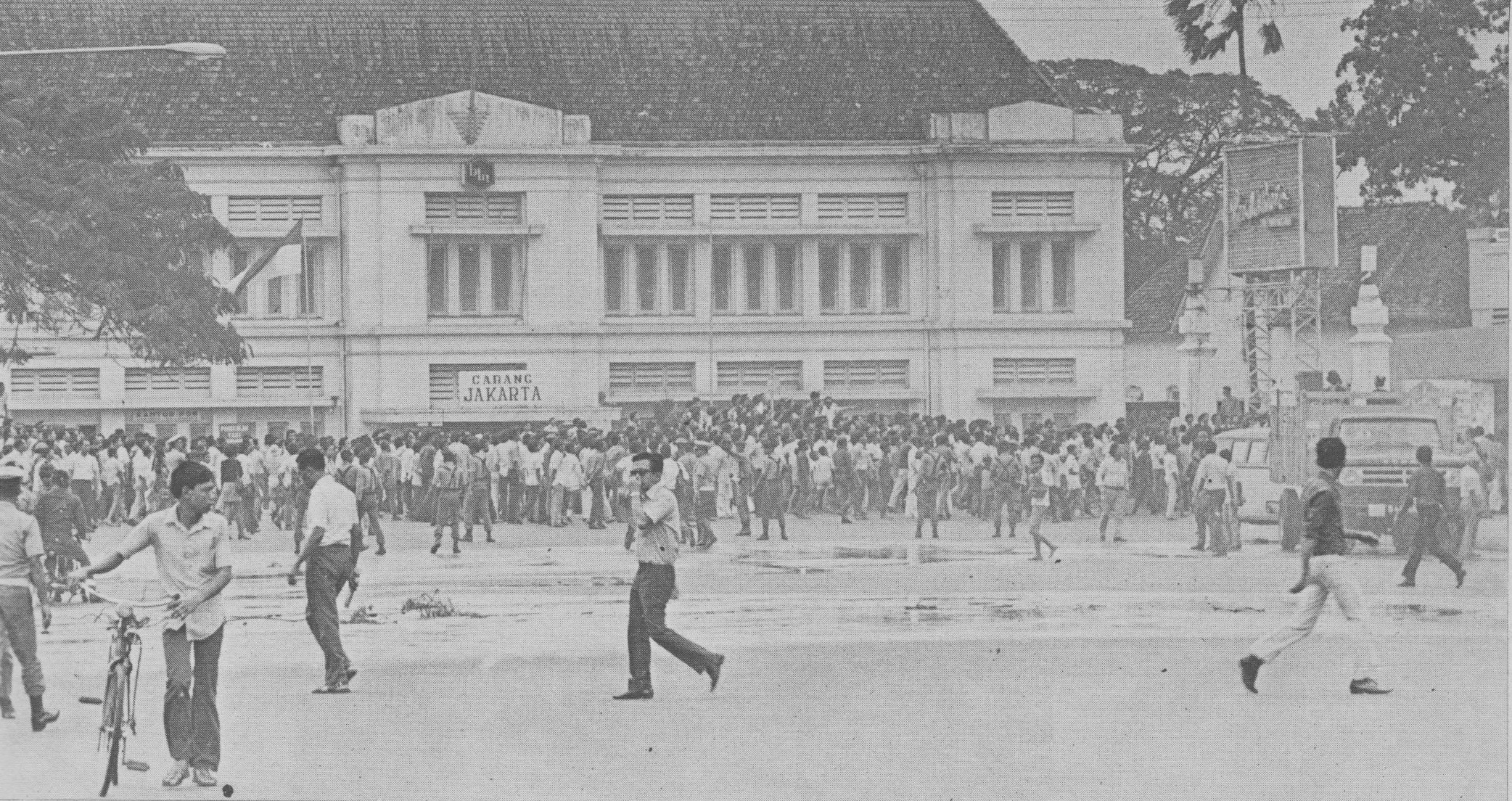
マラリ事件を起こす群衆。

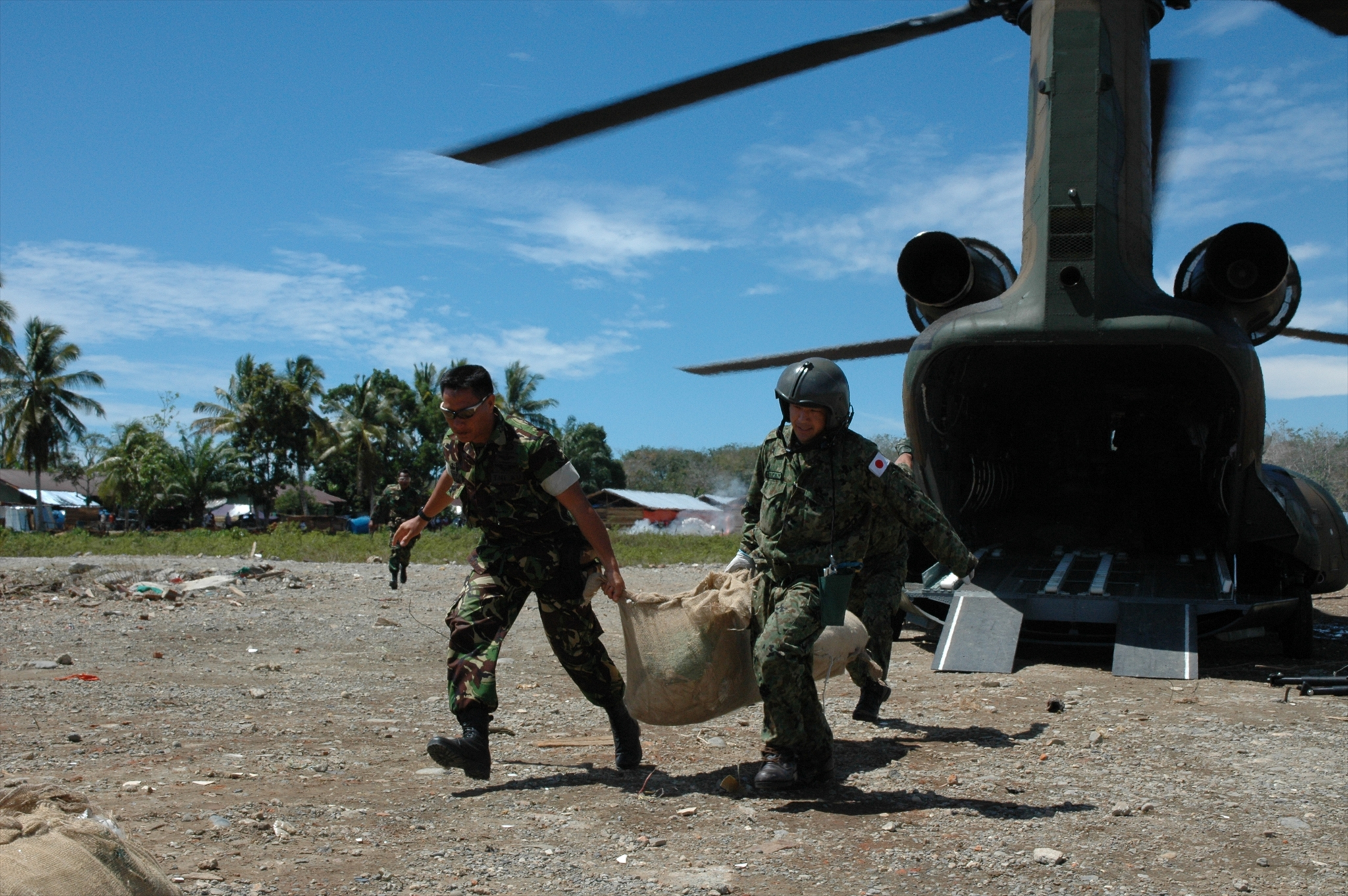
2014年スマトラ島沖地震でアチェ州に派遣された自衛隊員。

日本占領下時期には郷土防衛義勇軍がインドネシアの若者に武器を提供したり戦闘技術を教え、彼らはのちのインドネシア独立戦争で活躍するなど、日本軍がインドネシアの独立・民族意識形成を促した側面があった一方、多くの人々が「ロームシャ」として強制的に徴用された事実もある。戦後は一部の残留日本兵がインドネシア独立戦争に参戦し、死後は独立への貢献が認められカリバタ英雄墓地に埋葬された。このため戦中や戦後のインドネシアの対日感情は複雑なものがあったが、日本とインドネシアがそれぞれ独立を達成した後の1958年には平和条約が締結されている。
1960年代以後は、日本の自動車メーカーがインドネシア市場に進出した。このことはインドネシアが日本経済に支配されているとの認識を生み出し、反日運動の盛り上がりにつながった。1974年には大規模な反日運動「マラリ事件」が起こっている。このため福田赳夫首相（当時）が文化的交流を行い経済支配を目指さないものとする「福田ドクトリン」を表明し、これは対日感情の改善に結び付いている。
現在では有数の親日国として知られ、またG20やAPECにともに参加するなど多くの面で立場を同じにしている。経済的な繋がりで特筆すべきはLNG貿易であり、日本にとってインドネシアは常に液化天然ガスの主要供給国であることから死活的に重要な国である。これに関連して多くの日本企業がインドネシアに進出し、また政府開発援助も活発に行われていてその分野はハードインフラ整備に加え、統治能力支援や法整備支援などソフトインフラ整備の支援にも及ぶ。2004年のスマトラ島沖地震ではオーストラリア、ドイツに次ぐ金額の緊急支援を実施し、アチェ州には海上自衛隊の艦隊を派遣している。人的交流も多く、在日インドネシア人はおよそ14万人で在日外国人の上位10位以内に長年位置している。

#### カンボジア
カンボジア : 1632年には森本一房がカンボジアのアンコールワットを訪れ、その見取り図を日本に伝えている。第二次世界大戦中の1940年には日本軍が進駐し、1945年には傀儡政権のカンプチア王国が建てられた(日本占領時期のカンボジア)。ただし本格的な交流は戦後からで1953年にカンボジアが独立すると国交が樹立された。

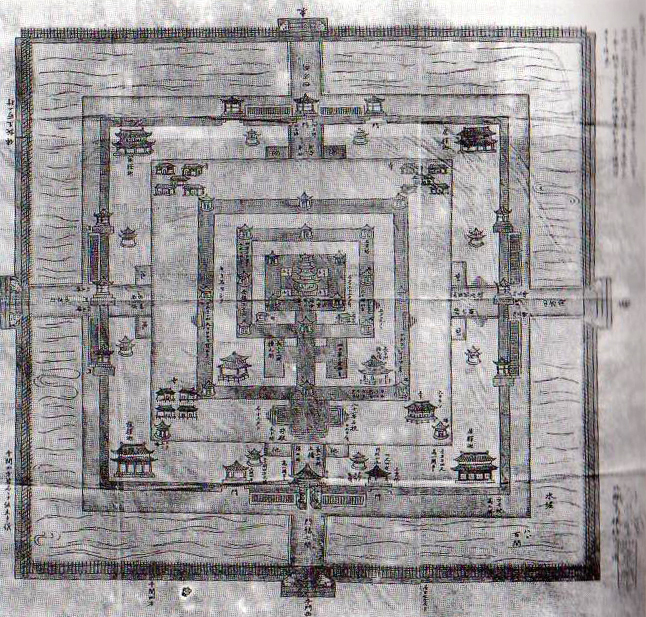
『祇園精舎図』として残るアンコールワットの実測図。

1980年代後半からはカンボジア内戦に疲弊したカンボジアに対し積極的な和平・復興支援を進めており、1992年には日本の自衛隊が国際平和協力法に基づいてカンボジアに派遣され、治安維持や地雷撤去などを行った。この派遣では警察官の高田晴行が殺害されるなどの事件が起き、後の自衛隊派遣における武器携帯の許可に繋がっている。当時、PKOに参加した高山良二も自衛隊を退官後、国際地雷処理・地域復興支援の会を立ち上げてカンボジアの地雷撤去に貢献し続けている。文化の面ではクメール・ルージュによって破壊・弾圧された仏教の施設や遺跡の復興に日本が大きく貢献している。
このような貢献が奏功し、現在では日本にとって友好国である。経済的な繋がりを緊密化すべく障壁の撤廃が順次進んでおり、2007年には日・カンボジア投資協定が、2015年には日・カンボジア航空協定が結ばれた。貿易面でもカンボジアにとって日本は主要な取引相手であり、2021年の対日輸出の構成比は6.1%で第4位、対日輸入の構成比は3.4％で第7位である。経済援助も多数実施されていて2001年にはおよそ60億円の供与でカンボジア初のメコン川を渡る橋「きずな橋」が建設されるなど、OECDの中では日本は最大のカンボジア支援国となっている一方で、近年は中国の存在感も強まっている。

#### シンガポール
シンガポール : 現在は友好国として知られる。シンガポールの急速な経済発展に伴い1990年代ごろから関係は緊密化し、2002年には日本・シンガポール新時代経済連携協定が発効された。これは、日本にとってもシンガポールにとっても初の自由貿易協定である。シンガポールにとって日本は中国、アメリカ、マレーシア、インドネシアなどに次ぐ主要な貿易相手国でもあり、2020年の対日輸出・対日輸出はともに全体のおよそ5％を占めた。日系企業の進出も多く700社以上がシンガポールに拠点を置いており、32,000人を越える在留邦人がいる。

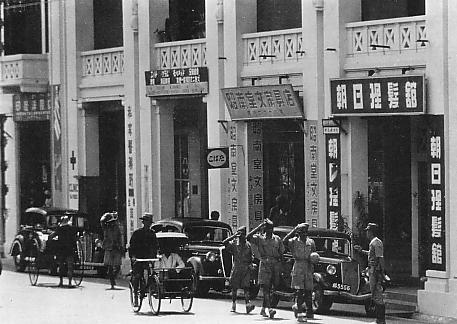
日本軍占領下のシンガポール。

歴史的な接触は1862年に山本音吉がシンガポールに移住したことに始まる。明治維新以後の1870年代にはからゆきさんを始めとして日本人の移住が進んだ。第二次世界大戦中の1942年には日本軍がシンガポールを陥落させ日本の軍政下に入り、昭和時代に南方に獲得した島であることから「昭南島」と名付けられ特別市が設置された。占領期間中にはシンガポール華僑粛清事件や双十節事件など日本軍による華僑の虐殺事件が発生し、一方でマラヤ人民抗日軍などが抗日運動を展開。戦後、日本人は一時撤退するも1957年にはシンガポール日本人会が設置され、それ以降平和的な関係が築かれている。

#### タイ
タイ : 朱印船貿易の拠点としてアユタヤ朝支配下のタイには14世紀、アユタヤ日本人町が形成された。その後日本が戦国時代に入ると戦乱から主君を失った浪人が大量に出現し、当時ビルマ・タウングー朝からの軍事的圧力に悩まされていたアユタヤ朝は浪人を傭兵として大量に雇い入れた。当地で活躍した山田長政も傭兵の一人である。結果、アユタヤ日本人町は15世紀から16世紀にかけて最盛期を迎え、経済的・社会的な影響力を有した。その後、江戸幕府が鎖国政策をとったため交流は衰退していき、18世紀ごろにアユタヤ日本人町は姿を消した。
明治維新を経た1887年には「日暹修好通商に関する宣言」（日タイ修好宣言）が結ばれて正式な国交が成立した。これは、日本が東南アジアと結んだ初めての条約であった。1898年には「日本暹羅修好通商航海条約」を締結。タイは、日本同様に欧米列強による植民地化を免れた数少ないアジア国家であり、政尾藤吉や安井てつなどはタイの近代化に尽力し、また1932年にはタイ立憲革命が巻き起こっているがそれには駐シャム公使矢田部保吉をはじめとする日本人の支援も背景にあった。第二次世界大戦では枢軸国とはされていないものの、日泰攻守同盟条約を結んで日本軍が進駐、日本に対し協力的な姿勢を見せた。
戦後は日本の国際社会復帰に尽力し、1963年にはプミポン国王が訪日。現代では親日国として知られ、経済的に深い繋がりを有している。タイの国際貿易に占める対日割合は輸出9.8%、輸入13.4%（2020年）であり中国に次ぐ主要貿易相手国となっている。また、日本のタイへの直接投資額は643億バーツに上り、これはタイの全投資額の4分の1を占めた。2007年には、日本にとってアジア三か国目となる経済連携協定が結ばれた。人件費・製造コストの低さからかねてより日本企業の製造拠点が多く置かれていたが、近年では経済成長により消費市場への転換も見られる。タイ王室と皇室との関係も良好で、日本を訪れるタイ人も増加している。2004年のスマトラ島沖地震では、自衛隊のタイ派遣も実施された。

#### 東ティモール
東ティモール : 第二次世界大戦中の1942年にはポルトガル軍の抵抗も殆ど無いまま、ポルトガル領ティモールは日本軍によって占領されている。本格的な交流の開始は東ティモール独立以後で、2002年には平和的な独立を果たすための自衛隊東ティモール派遣が、2006年には国連東ティモール統合ミッションのため警察官派遣がそれぞれ実施され、また現在でも安全保障上の交流がある。貿易面での関係性は弱いものの、経済支援の面では日本はオーストラリアに次ぐ東ティモールの援助国である。

#### フィリピン
フィリピン : スペインの植民地となっていたフィリピンを拠点として、16世紀にはフランシスコ会やドミニコ会が日本でキリスト教の布教を進めている。豊臣秀吉政権下では、スペインとの南蛮貿易に代わってキリスト教の布教を伴わないフィリピンとの直接の朱印船貿易が積極的に推し進められ、これを通して日本人商人が流入しマニラには日本人町が形成された

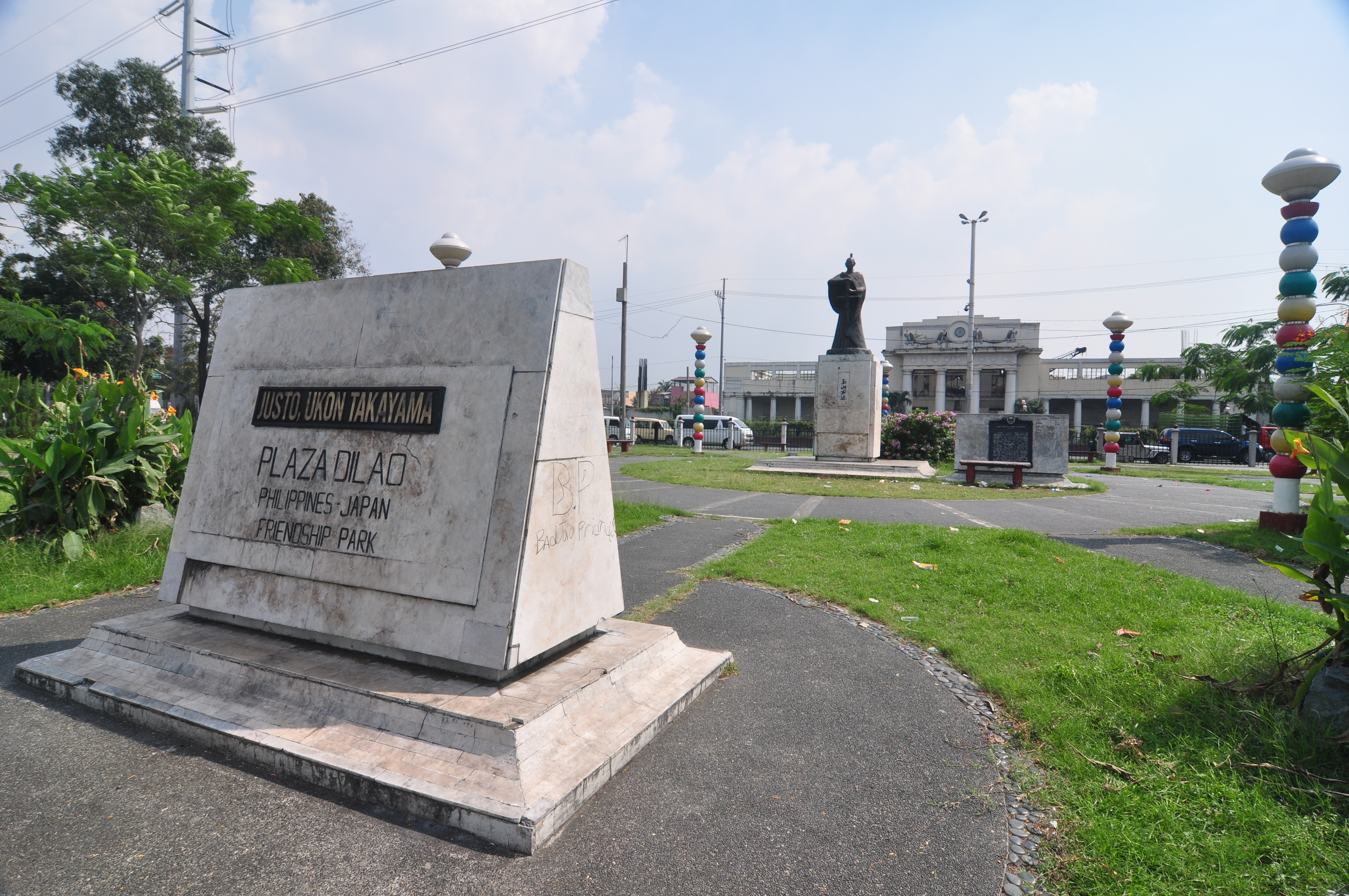
マニラ・ディラオ広場にある高山右近の像。

。しかし、江戸幕府の鎖国政策によりスペイン領フィリピンとの交流は途絶え、キリシタン大名として有名な高山右近は国外追放を受けてフィリピンへと流れ着いている。
明治維新以後は日本がスペインと国交を結んだことで交流が再開。フィリピンの宗主国がスペインからアメリカに変化すると1899年に米比戦争が起こるが、明治政府は武器弾薬を提供するなどフィリピン独立革命の支援を実施している。1913年にフィリピン第一共和国が崩壊するとアルテミオ・リカルテ将軍の亡命を受け入れた。第二次世界大戦では日本に占領され、フィリピン第二共和国が傀儡として建国、戦後は第三共和制へと移行した。1956年の日比賠償協定が締結されて日本からフィリピンへの賠償金支払いが順次始まり、1960年には日比友好通商航海条約が調印されている。ただし、フィリピンの対日感情が改善しない影響で条約の批准は1973年まで遅れた。
現在では一部を除き対日感情は大幅に改善しており、親日国の一つと見られている。その意識転換の大きな要因は莫大な開発援助で、日本は戦後賠償を終えた後もフィリピンに対し、多数の開発援助を実施している。2019年の対フィリピンの直接投資はシンガポール、中国、韓国に次いで大きく全体の5.1%を占めた。また主要な貿易相手国でもあり、フィリピンの国際貿易のうち対日割合は輸出15.1%・輸入9.4%といずれも第二位となっている。2008年には日本・フィリピン経済連携協定が結ばれた。経済的な繋がりの強さから人的交流も多く、在日フィリピン人は在日外国人として国籍別で第4位(2023年時点で32万人)の人口を擁する。情勢面での貢献も大きく、日本はフィリピン政府とイスラム過激派モロ・イスラム解放戦線との仲介を行った。政治的にも東南アジアにおける重要なパートナーの一国とみなされている。

#### ブルネイ
ブルネイ : かつては英領北ボルネオであり、第二次世界大戦中には英領ボルネオ作戦で日本軍が侵攻・占領した。占領期間中にはブルネイ県が仮設され、農地開墾、病院建設、学校開設、教育制度づくりなどが推し進められた。これらは独立後の速やかな友好関係成立に役立っている。戦後は主に石油・天然ガス貿易で日本と結び付いており、特に液化天然ガスは1990年代以来日本にとって常に上位10位以内の供給国である。2007年には日本・ブルネイ経済連携協定が締結された。またブルネイ王室と皇室の関係も良好。安全保障上でも協力関係にある。

#### ベトナム
ベトナム : 日本とベトナムの接触は奈良時代にまで遡る。734年、遣唐使判官として中国に渡っていた平群広成が蘇州を出発して日本に帰国する途中、嵐に見舞われ崑崙国と呼ばれる国に漂着している。これはベトナム中部に興ったチャンパ王国であると考えられている。一方でチャンパ王国の僧侶である仏哲も日本に渡って平城京に至り、林邑楽を伝え聖武天皇からの信頼も得ている。

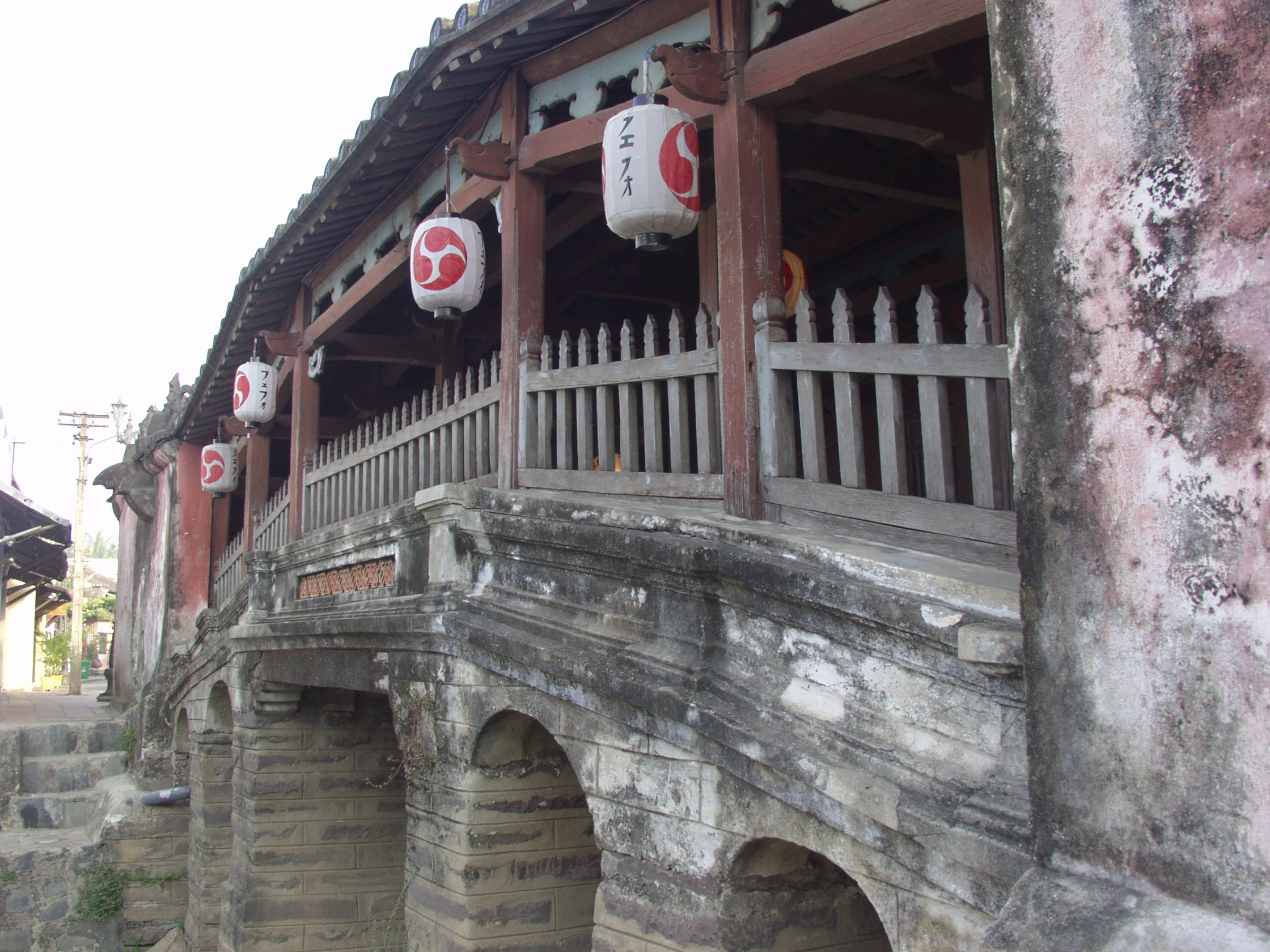
鎖国前に日本人が作ったとされるホイアンの橋。世界遺産に登録された。

16世紀から17世紀にかけては朱印船貿易を通じて交流し、ホイアンには日本人町が形成された。鎖国政策により交流は一時途絶えたが、明治維新を経た1905年にはファン・ボイ・チャウが反仏独立の支援を求めて来日し、さらには犬養毅に人材育成の重要性を説かれたことで大日本帝国に青年を留学させる東遊運動を興した。フランスとの関係悪化を恐れて日本は最終的には独立運動を支持しなかったものの、第二次世界大戦中の1940年には日本軍がフランス領インドシナに進駐している。戦後は第一次インドシナ戦争で残留日本兵の参戦が確認できる。
賠償金の支払いを契機として外交関係が再開し、南北統一後の1990年代にはカンボジア・ベトナム戦争を理由に実施されていた経済制裁が解除され、以降友好国としての関係が続いている。経済的な結び付きも強く、ベトナムにとって日本は輸出入両方で第3位の主要貿易相手国であり、また最大の支援国でもある。2009年には日本・ベトナム経済連携協定、2014年には日本・ベトナム原子力協定が発効している。在日外国人のうち、在日ベトナム人は2番目に多く全体のおよそ15%を占めている。また日本の外国人労働者でもっとも多いのがベトナム人の518,366人（外国人労働者数全体の25.3％）であり最大の外国人労働者供給地となっている。

#### マレーシア
マレーシア : 15世紀時点で琉球王国とマラッカ王国には交易関係が成立していた。ただし日本が本格的にマレーシアと交流を始めるのは明治維新以後、日本とイギリスが国交を結んでからである。第二次世界大戦中の1941年にはマレー作戦として日本軍が英領マラヤに対し侵攻し、日本の統治下に入った。占領期間中は日本軍によりマレー人やインド人が優遇され、それが現在のマレー人社会のマレーシアの原型となっている。一方で当時強い勢力を誇っていた華僑はシンガポール同様に差別・弾圧・粛清を経験して反日感情が高まり、マレー半島におけるマラヤ人民抗日軍の拡大につながった。

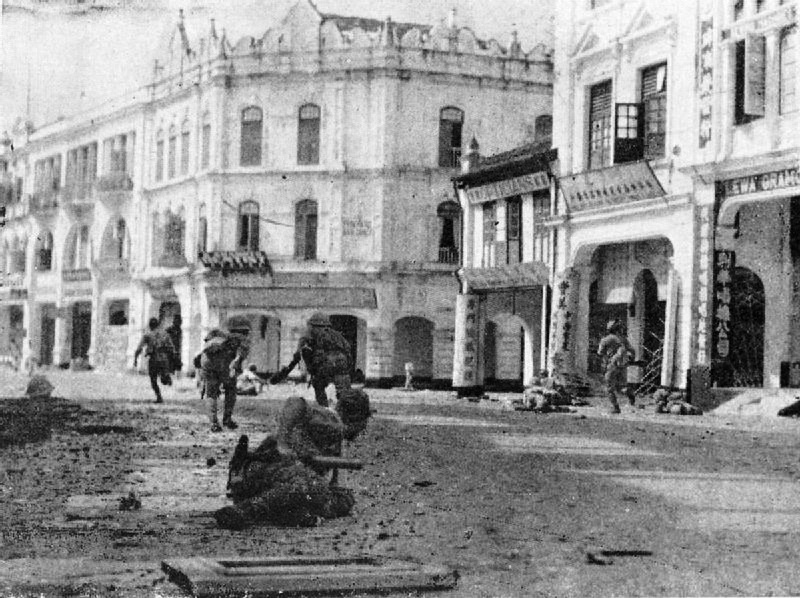
日本軍のマレー侵攻。クアラルンプールで撮影。

戦後の1950年代には国交が結ばれ、友好の基礎が確立された。1981年には、第4代マレーシア首相のマハティール・ビン・モハマドが日本を手本に国の開発を進める「ルックイースト政策」を導入。政策の一環としてペトロナスツインタワーが建築されたが、ツインタワーのうち一棟の建設を担ったのは日本の建築会社ハザマであった。現在でもマレーシアへの経済支援や交流の強化という形でルックイースト政策は継続しているが、マレーシアの経済成長や日本の影響力低下からマレーシア学生の日本留学の割合は減少している。一方で日本人の新たな留学先としてマレーシアが注目される逆転現象も起きている。
現在では親日国・友好国の一つとして知られる。経済的にも結び付きが強く、2020年のマレーシアの対日輸出は全輸出のうち6.3％、対日輸入は全輸入のうち7.7%を構成しており中国やシンガポール、アメリカなどに次ぐ主要貿易相手国である。特に液化天然ガスは1990年代以来日本にとって常に上位10位以内の供給国であり、資源の面で死活的に重要な国でもある。これに関連して日本は主要なマレーシアの投資国であり、三菱商事などがマレーシアのLNG開発プロジェクトに参入。2005年には日本・マレーシア経済連携協定も結ばれた。経済状態の良好さから有望な市場として日本企業の進出も多く、2020年時点で1,544社がマレーシア進出を果たしている。マレーシア在住の日本人も3万人を越えており、在留邦人としては比較的上位に位置する。また2020年まで14年連続で「移住したい国№1」に選ばれるなど日本人の移住先としても人気が高い。

#### ミャンマー
ミャンマー : 20世紀の初め頃にビルマ民族運動の先駆者であるウー・オッタマが日本を何度か訪れているが、日緬両国の本格的な接触は第二次世界大戦である。1942年には日本軍が当時イギリスに支配されていたビルマに侵攻し占領した。日本占領下のビルマでは鈴木敬司陸軍大佐を機関長として南機関が組織され、これは現在のミャンマー軍の前身にあたるビルマ独立義勇軍の創設を促し、1943年には傀儡政権としてのビルマ国が独立した。一連の流れは戦後のビルマの独立意識醸成を促したとされる一方で、カラゴン事件など日本軍による虐殺事件も起きている。1945年になると連合国の支援を受けた反ファシスト人民自由連盟による蜂起が活発化して日本軍が潰走し、日本はビルマにおける権益を喪失した。終戦後に連合軍によって行われた元日本軍人のビルマ抑留は、人道的な見地から21世紀になっても議論がある。

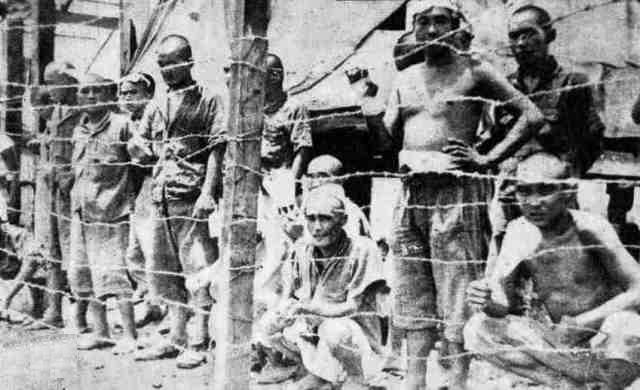
イギリスによる元日本軍人のビルマ抑留は、劣悪な環境や強制労働、人種差別、不要な処刑など人道的な問題が議論されている。

戦後それぞれ独立を達成した日本とビルマは1954年に平和条約と賠償協定を締結して、国交を樹立。以降は友好的な関係が築かれ、三井物産がミャンマー政府と共同開発したミンガラドン工業団地はミャンマー初の国際規格の工業団地で、日本企業が数多く入居している。特に軍政が終結した2015年から軍政が再開される2021年にかけては、日本にとって東南アジアで最も有望な投資先の一つがミャンマーであった。2020年の直接投資も国別でイギリスに次ぐ第2位で、全体の13.7％を構成している。政治的には民主化の指導者アウンサンスーチーが京都大学客員教授として京都に在住していたことがあるほか何度か訪日を実施しており、日本の占領時代を批判しつつも友好関係を維持する知日的な姿勢を展開し、京都大学や龍谷大学で名誉教授の地位を得ている。文化面では文学『ビルマの竪琴』で知られる。
一方で2018年に国連人権理事会がミャンマー国軍による「人道犯罪」の責任追及を目的とする独立機関設置を求める決議を採択したが、日本を含む7カ国は棄権した。2021年ミャンマークーデターでも日本は重大な懸念を表明したうえで、国軍に対してアウンサンスーチー国家顧問の解放や民主的な政治体制の早期回復を求めた一方、「クーデター」や「制裁」への直接的な言及は翌年まで見送られた。防衛大学校がミャンマー国軍の士官候補生を受け入れるなど独自の結び付きも維持している。こうした背景にはミャンマーとの友好関係や現在までの多大な援助があり、日本がクーデター後も引き続きミャンマー国軍との関係を維持している事実を以て人権団体から批判を受けることもある。

#### ラオス
ラオス : 歴史的な接触は朱印船貿易にまで遡り、キセルの火皿と吸い口をつなぐ竹の管「羅宇」は江戸時代にラオス産の斑紋のある竹を用いたことが由来と言われる。第二次世界大戦末期の1945年には、日本軍が明号作戦を発動してフランス領インドシナの一部を構成していたラオスからフランス軍を撃退。その後、ルアンパバーン朝のシーサワーンウォン国王は日本の後ろ盾のもとラオス王国の独立を宣言した。しかし日本の敗戦によりこれは撤回され、フランスの植民地に回帰している。第一次インドシナ戦争終結後は再びラオス王国として独立を果たし、日本と国交を樹立した。

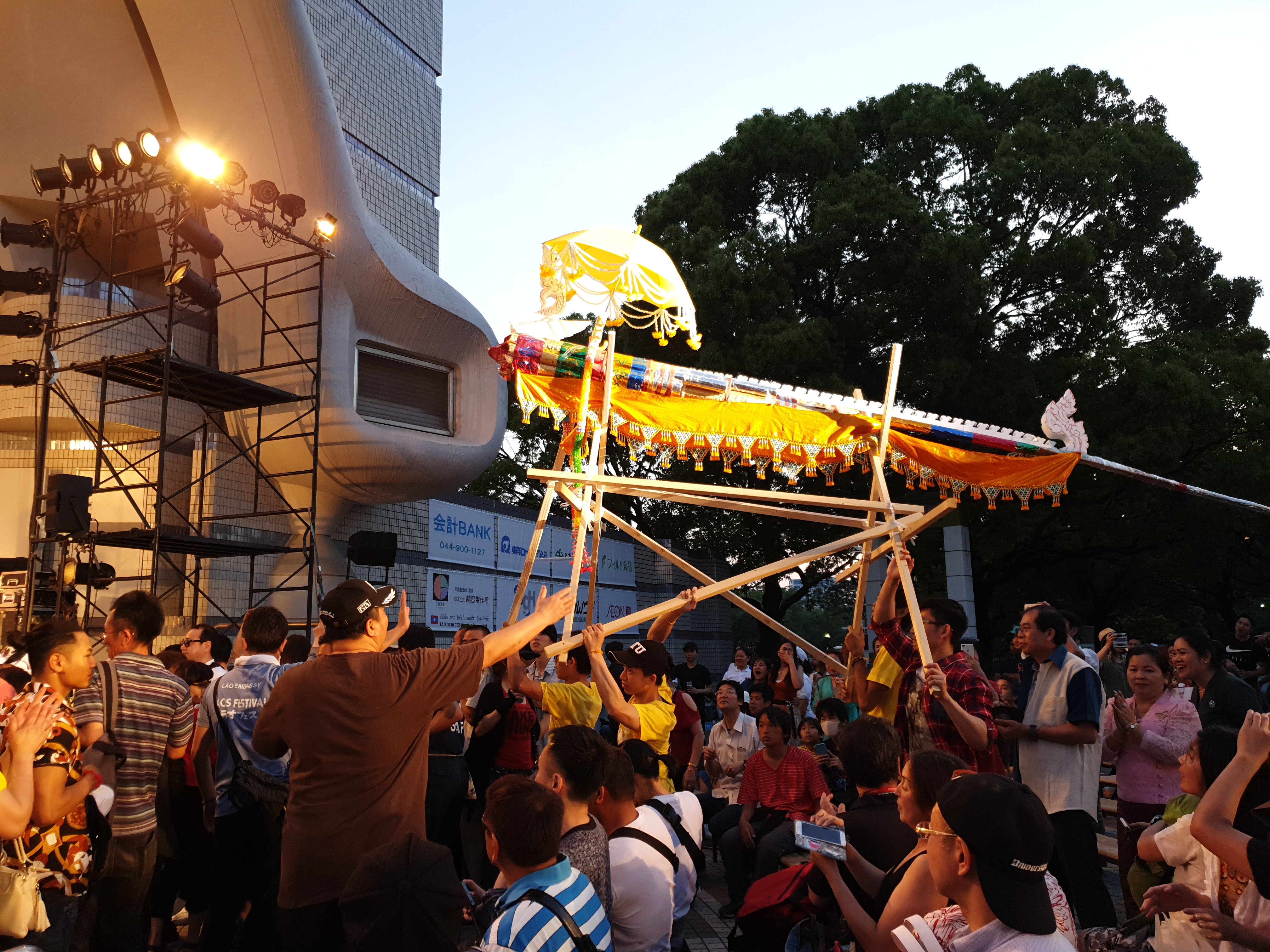
東京都渋谷区代々木公園で2019年に開催されたラオスフェスティバル。

現在では親日国の一つと見做されており、その背景には現在まで続く日本の経済支援がある。青年海外協力隊が初めて国外に派遣された先はラオスであり、1965年のことである。ただし経済的な関係はさほど強くなく、2020年のラオスの対日輸出は構成比1％、対日輸入は構成比2％に留まっており、また直接投資も中国やタイと比べると少ない。新興国として日本企業の進出が2010年代以降進んでおり、また2009年にはヴィエンチャンにラオス日本人商工会議所などが設置されるなど、段階的な発展の途上にある。政治的にはラオスは日本の常任理事国入りや捕鯨に関する立場を支持。またラオスの中等教育では日本語が第二外国語として取り入れられている。

### 南アジア
南アジア地域には歴史的にインド文化圏に属し、現代では世界最大の民主主義国家で、将来の超大国になる可能性を秘めるインドをはじめとして、大きな経済的潜在力を持つ国があり、近年では日本企業の進出も活発である。地政学的には、東アジア地域と中東地域を結ぶ海上の交通路に位置し、日本にとって戦略的に重要である。
核実験を行ったインドやパキスタンと距離を置いていた時期もあったが、近年、両国との関係が重視されるようになり、2006年（平成18年）に外務省アジア大洋州局に南部アジア部を新設した。インド、パキスタン、バングラデシュ、スリランカ、ネパール、ブータン、モルディブ等南アジア諸国は日本のODAを受けている。

#### インド
インド : 近年の著しい経済発展や情報技術での実績、国際社会における影響力の増大が注目されているインドは南アジアで最も関係性の強い国であり

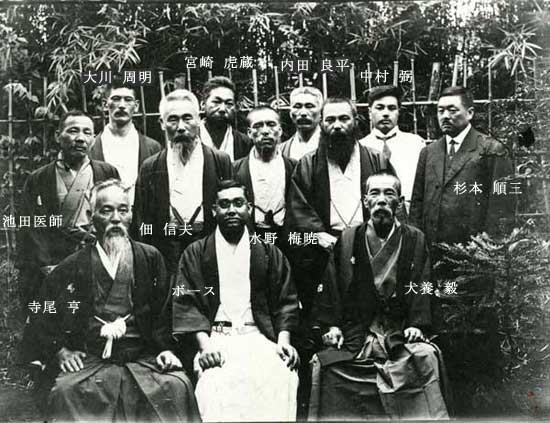
ラース・ビハーリー・ボースを囲む日本人支援者たち。犬養毅や大川周明がいる。

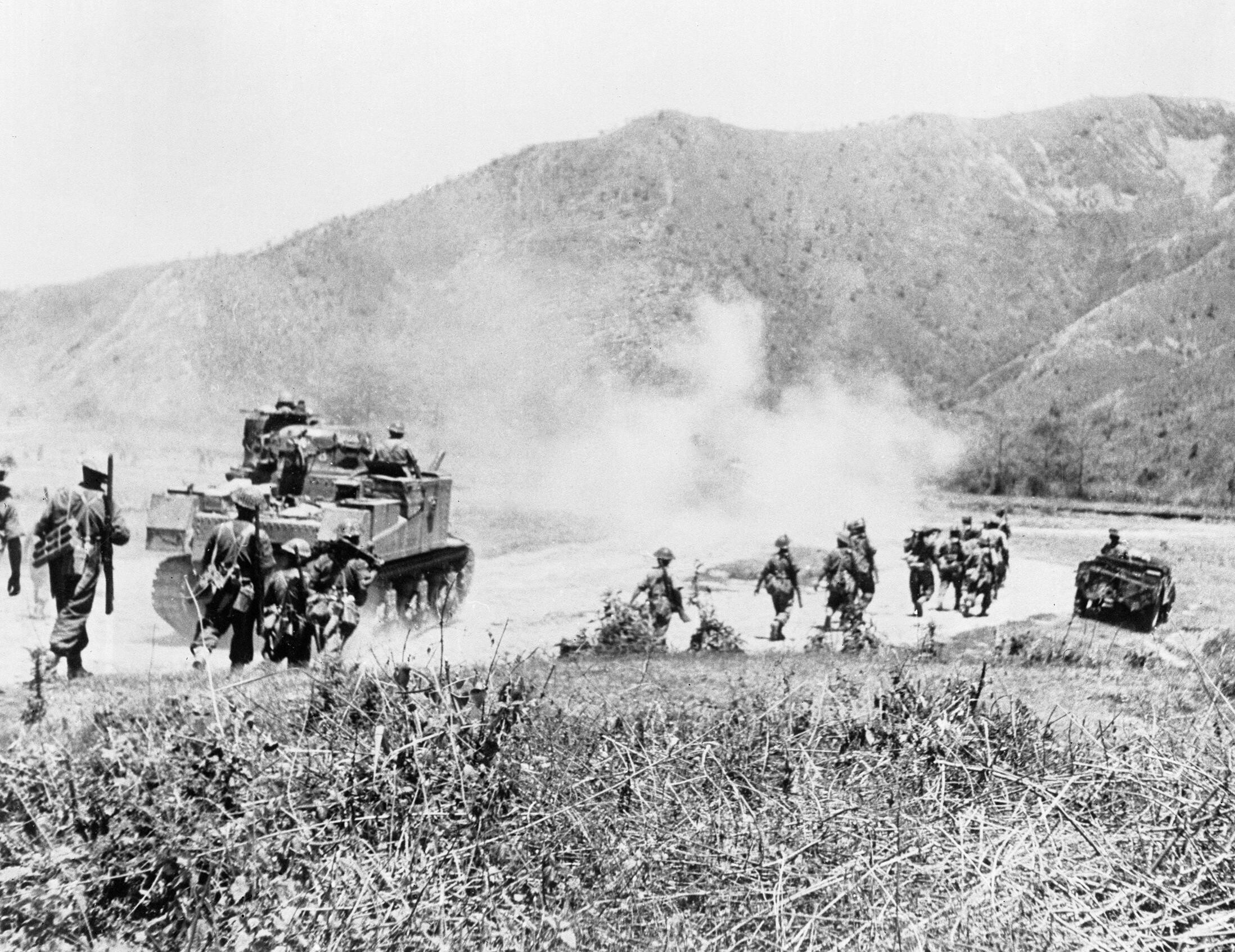
インパール作戦に失敗し敗走した日本軍を追走するグルカ兵。

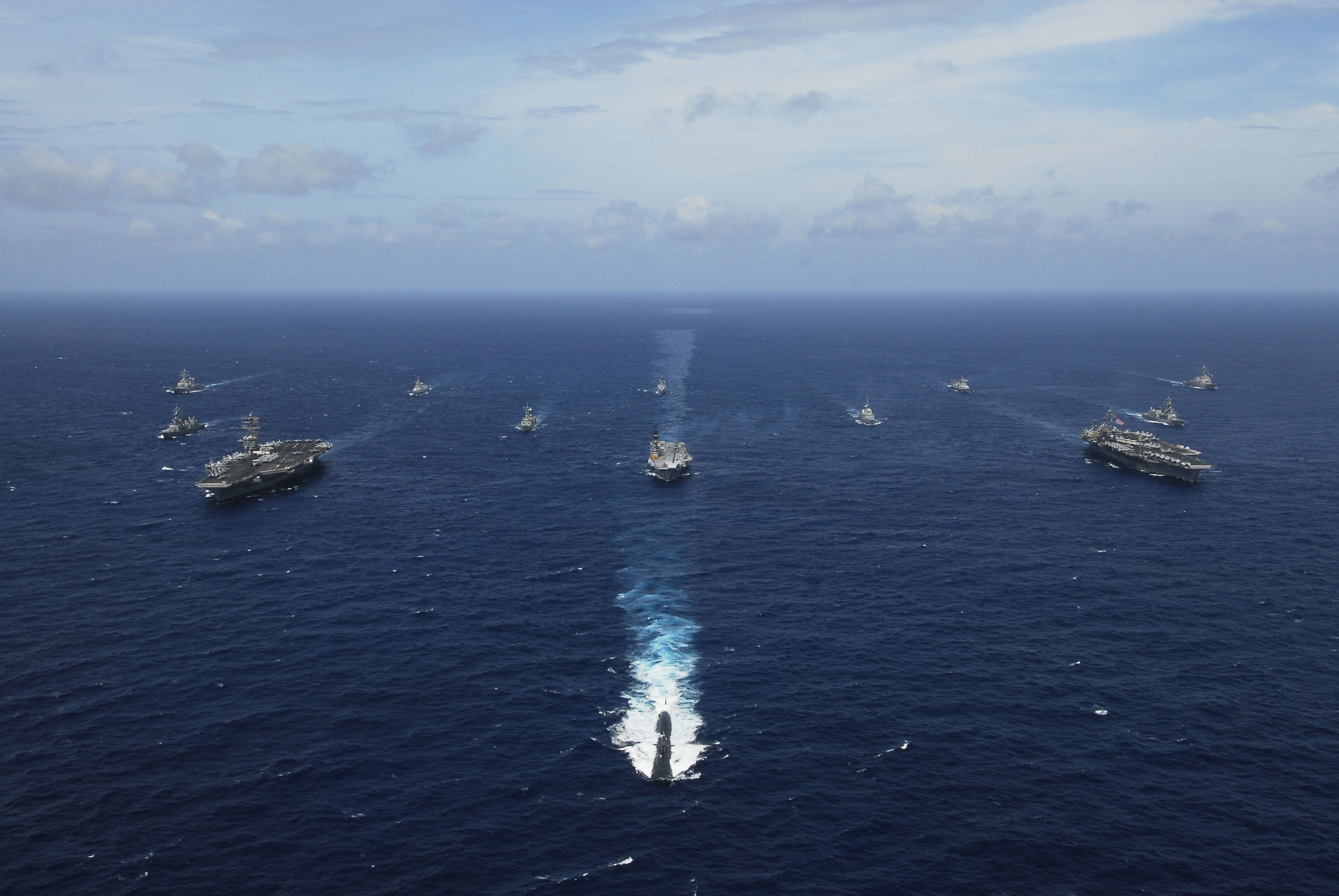
2007年のマラバール演習。米印に加え、日本が初めて参加した。

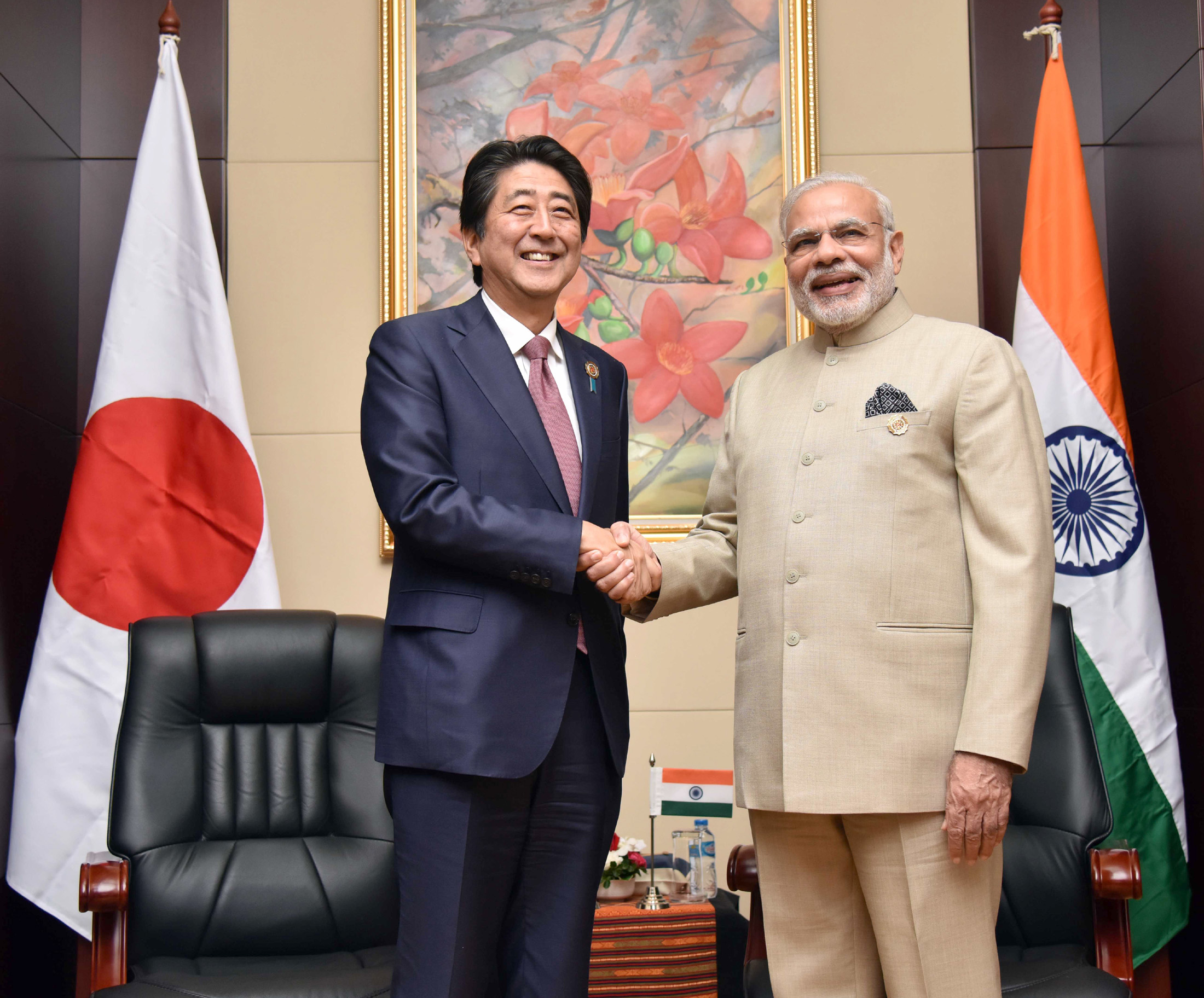
安倍晋三とナレンドラ・モディによる日印首脳会談。

、また今後関係性がさらに親密になることが期待されている国の一つである。経済的には、インドの2020年の対日輸出は構成比1.5%、対日輸入は構成比2.7%とともに際立って強い貿易関係があるとはいえないものの、今後の貿易拡大を目指して経済的な障壁の撤廃が順次進められており、2011年には日本・インド経済連携協定が締結された。インドに進出している日本企業はおよそ1,400社である。逆にインド企業の日本進出も進んでおり、代表的なインフォシスやタタ・コンサルタンシー・サービシズ、ウィプロはいずれもIT関連企業である。日本は早期からインド投資を開始した国の一国であり、現在ではその比重は下がっているものの未だに世界10位以内のインド投資国である。在日インド人はおよそ3万6000人で在日外国人のなかでは12番目に多い。
巨大化する中国を挟む地政学的な理由もあって、安全保障の面でも協力関係にある。2008年には日本国とインドとの間の安全保障協力に関する共同宣言が締結された。日本の安全保障条約の締結はアメリカ合衆国、オーストラリアに次ぐ三か国目である。インド軍と自衛隊の共同訓練も拡大する意向が示されており、両国の間で物資や役務を融通する物品役務相互提供協定（ACSA）も米英豪仏加に続いて締結され、2016年以降は米印によるマラバール演習に日本が正式なメンバーになるなど、互いに「準同盟国」へと変化しつつある。安全保障を念頭に置いたインド太平洋地域の開発でも協力している。またともに日米豪印戦略対話に参加し、ともに安全保障理事会における常任理事国入りを目指すG4のメンバーである。
歴史的な交流は6世紀、中国を介してインドから日本に仏教が伝わったことに始まり、そのため1500年の関係性があるとも言われる。仏教によって結びつけられた日印は、両国の僧侶や学者がしばしば互いの国を目指して航海の旅に出た。736年にはインドの僧侶菩提僊那は仏教を広めるために来日し、大安寺を拠点に東大寺の大仏の開眼供養会の導師をつとめている。一方で日本や中国ではインドは「天竺」として知られ、現在は世界遺産に登録されているナーランダ僧院の古い記録には日本から来た学者と弟子のことが書かれている。江戸時代に入ると天竺徳兵衛などがインドに渡った。これら交流は信仰や文化に強い影響を与えており、インドの女神サラスヴァティーは日本では弁財天として知られ、ブラフマーは「梵天」、ヤマは「閻魔」、バラモン教やヒンドゥー教におけるアスラは「阿修羅」として伝わっている。16世紀以降はポルトガル領ゴアと政治的・経済的な関係を結び、禁教令が出されると日本人キリスト教徒たちは迫害を逃れてゴアに渡り日本人コミュニティの形成を促した。1868年にはイギリスの商船を通じてインドを代表する料理であるカレーが持ち込まれた。
ただし本格的な交流の開始は日本が近代化の過程に入った明治時代からであり、19世紀末には日本とイギリス領インド帝国の間で綿織物市場における激しい国際競争が続いたが、1903年には大隈重信、長岡護美、渋沢栄一らによって日印協会が設立された。日露戦争以後の日本の列強としての台頭はアジアの復活としてインドを含む欧米植民地で肯定的に捉えられ、インド国民会議結成に強い影響を与えている。ジャワハルラール・ネルーはのちに朝鮮併合など日本の帝国主義に批判的になるも、日露戦争の直後は「小さな日本が大きなロシアに勝ったことは、インドに深い印象を刻み付けた。日本がもっとも強大なヨーロッパの一国に対して勝つことができたならば、どうしてそれがインドにできないといえようか」との言葉を残すなど影響を受けている。インドの詩人であるラビンドラナート・タゴールなども日本人の美意識を高く評価し
、岡倉天心・河口慧海・野口米次郎などと親交があった。またインド独立運動の指導者であるラース・ビハーリー・ボースがイギリスの統治から逃れ日本に亡命し、日印関係の基礎を築いた。日本に留学経験のあるA.M.ナイルも帰国後に独立運動の指導者のひとりになっている。
戦時中には日本が占領したシンガポールにて自由インド仮政府、および軍事組織であるインド国民軍が日本軍の支援によって設立。いずれもそのトップはスバス・チャンドラ・ボースが務め、日本軍の占領に協力してアンダマン・ニコバル諸島を統治。ボースは日本に赴き東條英機と会談を実施し、また将来のインド人パイロット育成のため東京ボーイズなど青年を陸軍士官学校または陸軍航空士官学校へと留学させた。ボース率いるインド国民軍と牟田口廉也ら日本軍によるインパール作戦は有名であり、ボースの遺骨は東京の蓮光寺に安置されている。戦後は極東国際軍事裁判でラダ・ビノード・パールが日本の戦争犯罪をある程度認めつつも平和に対する罪と人道に対する罪は戦勝国により作られた事後法であることから戦犯の無罪を主張。さらには1951年のサンフランシスコ講和会議では日本の主権と独立が限定的であると批判し、インドは出席を拒否した。ニューデリー開催の1951年アジア競技大会ではインドの支持のもと日本が国際スポーツ界に復帰するなど、インドは日本の国際社会復帰に尽力し友好関係が築かれた。1980年代には冷戦、1998年にはインドの核実験により一時的に関係は冷え込んだものの、21世紀に入るころには関係改善が果たされて現在に至っている。

#### スリランカ
スリランカ : スリランカは独立以前、セイロン島はイギリス領セイロンであり福沢諭吉、森鴎外、夏目漱石、与謝野晶子、昭和天皇などがヨーロッパに向かう途中の中継地としてコロンボに立ち寄っている。太平洋戦争開戦初期の1942年には日本軍とイギリス軍によるセイロン沖海戦が勃発。またその過程で日本軍はコロンボやトリンコマリーを空襲している。しかし戦後の1951年のサンフランシスコ講和会議で、独立国となったセイロンの大統領ジュニウス・リチャード・ジャヤワルダナが「憎悪は憎悪によって止むことなく、慈愛によって止む（Hatred ceases not by hatred, But by love.）」との仏陀の言葉を引用し対日賠償請求権を放棄するなど、日本の国際社会復帰に尽力した。

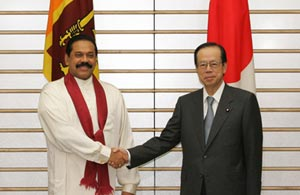
2007年、スリランカ大統領であるマヒンダ・ラージャパクサ（左）と内閣総理大臣である福田康夫（右）の首脳会談。

現在では親日国の一つとして知られている。2020年のスリランカの対日輸出は構成比1.9％で第8位、対日輸入は構成比3.3％で第6位であり、インドやイギリス、アメリカほどではないながら重要な位置を占める
。1997年、スリランカは将来的に日本との自由貿易協定を結ぶことを期待されるBIMSTEC（多方面技術経済協力のためのベンガル湾イニシアティヴ）に参加した。2021年時点で日本企業進出数は144社で、新興市場として注目されている。在日スリランカ人は在留外国人の中で14番目に多くおよそ3万人を数えるが、一方で2021年には名古屋出入国在留管理局の施設に収容されていたスリランカ人女性が健康上の理由で治療を求めるも認められず死亡した問題（ウィシュマさん死亡事件）も起きている。
スリランカでもシーレーンの要地と認識され、安全保障面では長年協力関係が続いているが、経済支援の面では日印に代わって近年では中国が台頭しつつある。またスリランカ内戦終結後、日本政府は明石康など専門家派遣や青年招聘を実施するなどして平和構築に貢献し、それら貢献もあってスリランカは日本の常任理事国入りを継続的に支持している。

#### ネパール
ネパール : 1899年に日本の黄檗宗修行僧の河口慧海がチベットに向かう途中に日本人として初めてネパールを訪れた。同時期の1902年にはチャンドラ・シャムシェル首相が8人の留学生を近代化を果たした日本へ派遣した。この二つは日本とネパールの交流の先駆である。1956年には外交関係が成立し、2000年には森喜朗が総理大臣として初めてネパールを訪問した。

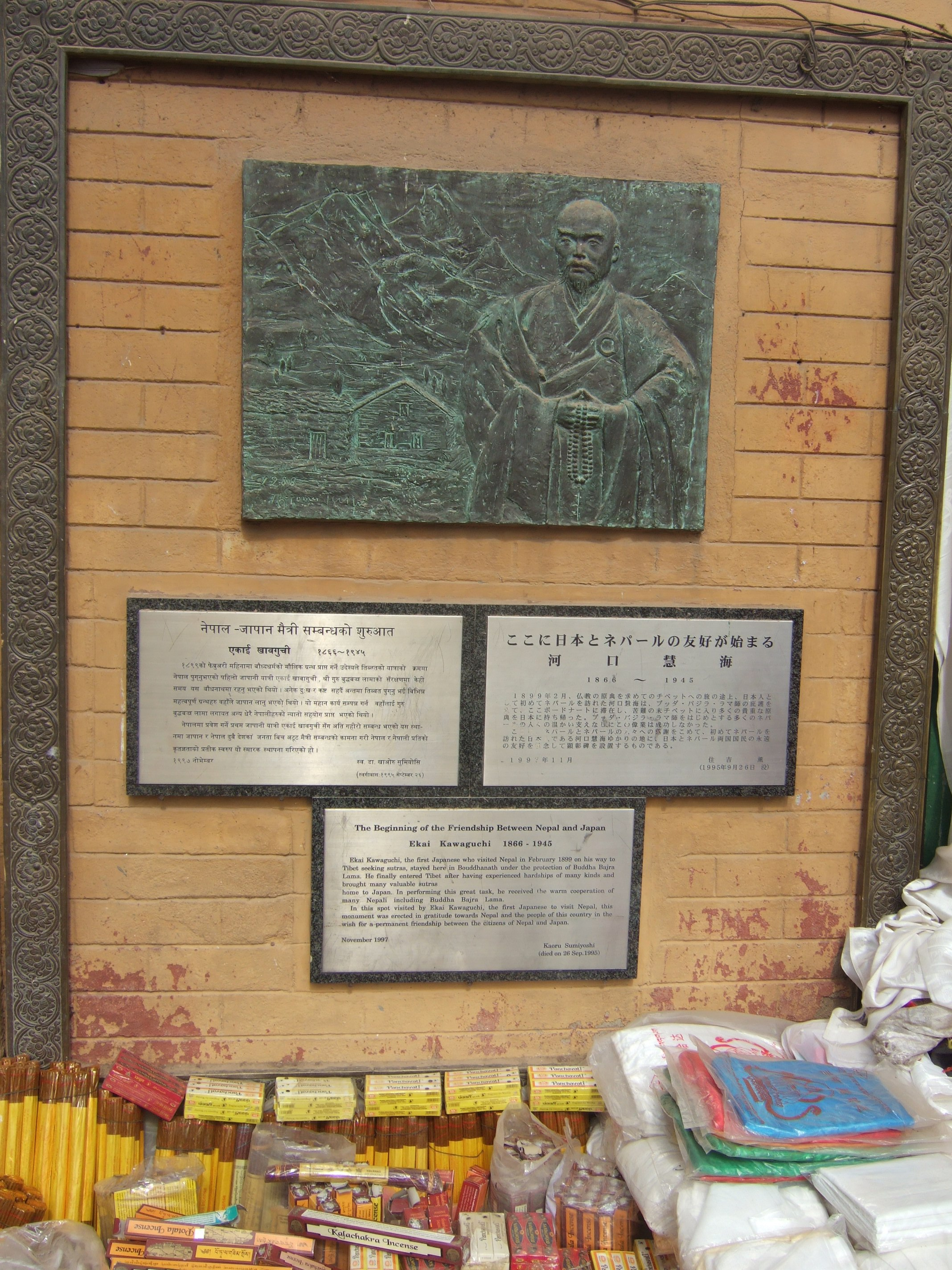
カトマンズ・ボダナートにある河口訪問の記念碑。

また間接的な交流ではあるものの、日本で広く信仰されている仏教の開祖・釈迦（本名・サンスクリット語 : ガウタマ・シッダールタ）の出生地は現ネパール領内にあるルンビニであり、その点では古代から交流があったと言える。ルンビニで生まれた釈迦はその後、インドのブッダガヤで悟りを開き、その教えはインドから中国を介して日本に伝来した。現在、ルンビニは世界遺産に登録されているがそれ以前は荒廃が目立ち、その整備や開発に寄与したのはウ・タント国連事務総長から直接その荒廃状況を聞いた日本の建築家・丹下健三である。
日本とネパールの関係は常に親密で友好的であり、2008年に王制が廃止されるまではネパール王室と皇室の間で交流があった。2015年のネパール地震では自衛隊などから構成される国際緊急援助隊が派遣され、救助活動にあたっている。これらの貢献もあって、ネパールは日本の常任理事国入りを支持する国の一つである。在留邦人のうち在日ネパール人は17万人と第6位の多さで民間の交流も多く、また在日留学生も3万5,000人程度を推移しており中国に次ぐ第2位の多さである。

#### パキスタン
パキスタン : 1952年の国交樹立直後、日本とパキスタンは綿花によって結び付けられた。パキスタンは日本の織物産業で使用される綿の主要供給地であり、一方で日本の紡錘はパキスタンの紡績工場建設に役立てられていた

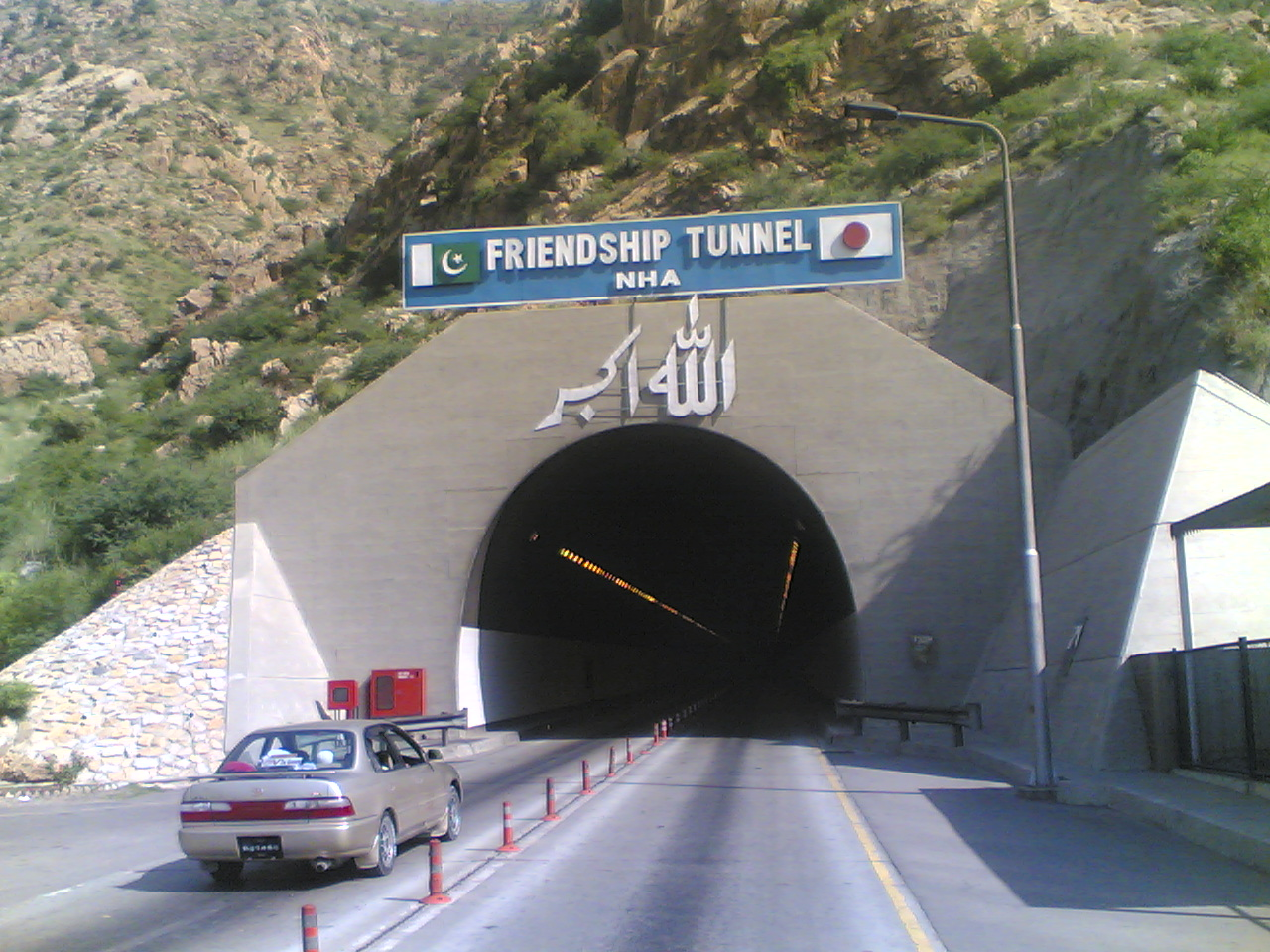
コハットトンネルの出入り口には日本とパキスタンの友好を示す看板が掲げられている。

。1960年代以降は日本の経済成長によって対パキスタンへの経済支援が活発化し、それが現在の友好関係につながっている。日本の支援で有名なものは、126億円の円借款で大成建設により建設された全長約1800ｍに及ぶコハットトンネル、インダス川におけるガジ・バロータ水力発電所建設事業、パキスタンを縦断する全長1,024kmの幹線道路「インダス・ハイウェイ」の建設などが挙げられる。
1998年（平成10年）の地下核実験では日本は強い抗議をしており、そこから2005年（平成17年）4月までは制裁として援助を停止していた。しかし自衛隊イラク派遣などで安全保障の観点から中東への影響力が強いパキスタンの協力が必要と感じた日本政府は関係の再開と強化を目指し、当時の小泉純一郎内閣総理大臣が訪問したのを機に有償資金援助を再開した。
現在では、日本はアメリカとイギリスに次ぐパキスタンの主要援助国であり、友好国としてパキスタンの発展に貢献している。一方で貿易関係はやや希薄で、2020年の対日輸出の構成比は0.7％、対日輸入の構成比は2.8%に留まる。在日パキスタン人は2021年6月時点で約19,000人とイスラム圏ではインドネシアに次いで多い。またアフガニスタンへの人道活動で知られる医師の中村哲は1980年代当初はパキスタンのカイバル・パクトゥンクワ州で活動しており、彼を支援するために設立されたペシャワール会は今では活動の重心がアフガニスタンに移っているが「ペシャワール」はパキスタンの都市である。

#### バングラデシュ
バングラデシュ : 独立以前の東パキスタン時代、日本の対パキスタン支援の3分の2が東パキスタンに注がれていた。その背景には気候風土が比較的近いこと、親日的であること、外国援助のほとんどがパキスタン本国に対して行われていたことがある。1971年にはパキスタン軍によるバングラデシュ独立運動の武力弾圧が行われ、これを境に日本は難民の支援、国連外交、パキスタンへの援助停止などバングラデシュの独立プロセスを支援。特に議員の早川崇が独立以前の東パキスタンのサイクロン被害に対し街頭募金を実施したほか、独立以後は日本特使としていち早くバングラデシュを訪問した。1972年2月10日には西側諸国で最も早くバングラデシュを国家承認し国交を樹立した。

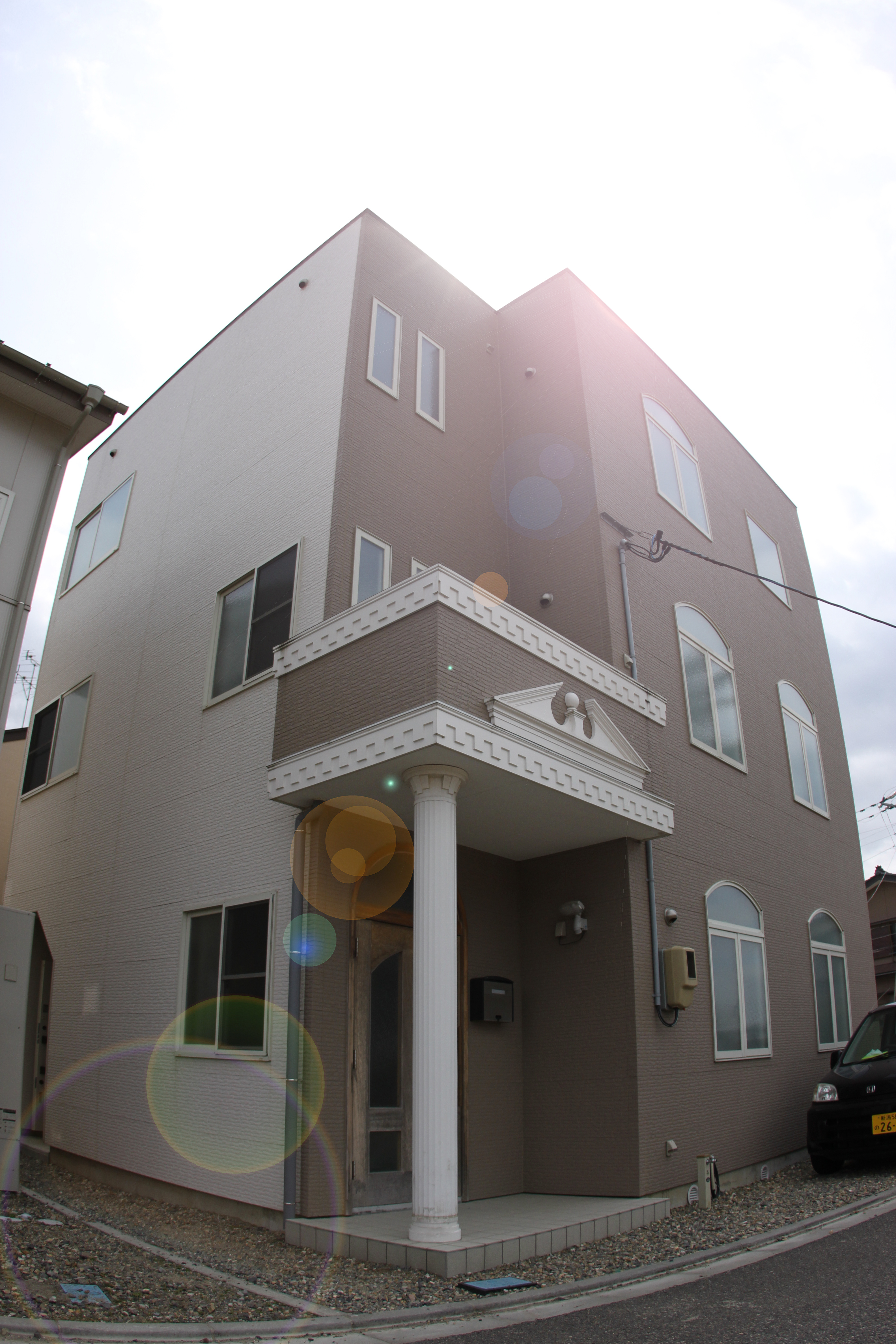
アンヌールモスク新潟の起源はバングラデシュ人留学生が設立したムスリムグループ「アンヌール」に遡る。

独立以後は積極的にバングラデシュ支援が実施された。バングラデシュは中央に国土を東西に分けるブラマプトラ川が流れており、それが東西の往来を困難にしていたが、日本の支援で1998年にジャムナ多目的橋が架橋されている。このような歴史からバングラデシュは親日的な姿勢を見せている。初代バングラデシュ大統領ムジブル・ラフマンの娘のシェイク・ハシナ首相は、バングラデシュの国旗を制定するときに「父は日本の日の丸を参考にした」と述べている。
現在ではあらゆる面で結び付きが強く、同時に将来的には自由貿易協定の締結や日本企業のさらなる進出、日本人観光客の促進など関係発展も期待されている。経済面では2019年時点のバングラデシュの対日輸出は構成比3.1%で第9位の輸出相手国、対日輸入は構成比2.48%で第7位の輸入相手国である。バングラデシュから日本への主要輸入品目は革製品、既製服、冷凍エビなど。また日本は主要なバングラデシュ直接投資国である。政治的にも協力関係にあり、日本の非常任理事国選出を支持したことがあるほか、日本の常任理事国入りにも賛成の姿勢を見せている。文化・学術的な関係も深まりつつあり、2020年のバングラデシュ人留学生はおよそ3,000人で国籍別で9番目に多く、2009年にはバングラデシュの留学生が中心となって新潟市にモスクが建設された。

#### ブータン
ブータン : 国交樹立以前は植物学者の西岡京治がブータンの農業の発展に寄与し、最高の爵位「ダショー」を授かっている。1986年の外交関係樹立以来、日本とブータンの関係は皇室・王室間の交流、経済協力等を通じて友好関係にある。日本人とブータン人は外見が非常に良く似ているとされる。ブータンは大の親日国としても知られ、その為国際機関での選挙・決議等において常に日本を支持する重要な支援国でもある（安保理改革に関するG4枠組み決議案の共同提案国、国連人権委員会等）。

#### モルディブ
モルディブ : 国交樹立以後、友好国である。国土のほとんどが低地であり、常に水害のリスクが伴うモルディブでは1987年、異常な高潮に襲われ首都の浸水や伝染病の蔓延など大きな被害に見舞われた。このことを契機として日本政府は1987年から2002年までの15年をかけて首都マレの全周約6キロにわたる護岸工事を実施した。その後2004年にはスマトラ島沖地震が発生しインド洋各国で大規模な被害を出したが、マレは日本が建設した防波堤に守られ一人の死者も出さなかったことが知られている。この貢献を受けてモルディブは日本国民に「グリーン・リーフ賞（環境賞）」を授与した。他国の国民全体に対して同賞が授与されるのは初めてのことである。以後も日本からモルディブへの消防車の供与など、防災上の交流は緊密である。

### 中央アジア・西アジア
中央アジア諸国はかつてシルクロード経由で日本へも文化的な影響を及ぼしていたが、現在の人的な関係は乏しい。経済基盤の貧弱な国が多く、更に海に面していないために輸送コストなども掛かるなどの理由から一部の希少な地下資源を除き、貿易などの経済的な関係も他地域と比べて活発と言えない状況にある。ただ、この地域に栄えた古代王朝や仏教遺跡の研究などの学術関係での交流は活発である。
西アジアは主要な原油供給元であり、経済的に密接な関係を保っている。だが、文化的交流は比較的乏しい。但し宗教的な対立要因が無いため住民の対日感情は比較的良好とされる。

#### アフガニスタン
アフガニスタン : 日本はバーミヤン渓谷の文化的景観と古代遺跡群の修復などに多額の援助を行っている。アメリカ合衆国が行った武力攻撃を支持したが、部隊の派遣は、自衛隊インド洋派遣に留めている。

#### イスラエル
イスラエル : 日本は中東和平やパレスチナ問題に関して中立の立場であり、政府高官が訪問する際にはイスラエル・パレスチナ自治政府の双方と会談が設定される等、バランスが図られている。

#### イラク
イラク : イラク戦争の後、日本は自衛隊イラク派遣を行った。

#### トルコ
トルコ :トルコも、オスマン帝国以来の宿敵であるロシアを日本が日露戦争で勝利したことに非常に感銘を受けて、青年トルコ運動など独立運動が盛んになったこともあり親日感情が根強い。
その他にもエルトゥールル号遭難事件などの影響もある。

### 大洋州・オセアニア

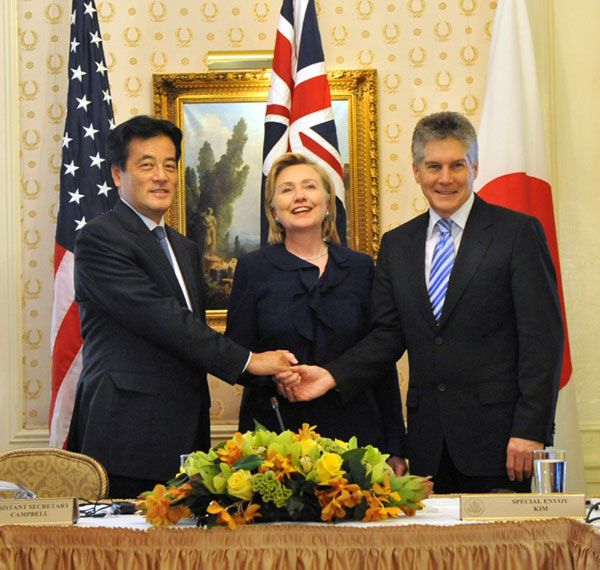
2009年9月21日、ウォルドルフ＝アストリアにて握手を交わす日本の岡田克也外務大臣、アメリカのヒラリー・クリントン国務長官、オーストラリアのステファン・スミス外務大臣。

オセアニアの中でも南洋諸島の各国は、かつて日本が委任統治領ないし占領地として統治下に置いていたこともあり、関係が比較的深い。
ミクロネシア連邦では、日系人のトシオ・ナカヤマやマニー・モリが大統領に選ばれている。パラオではかつて日系のクニオ・ナカムラが大統領に就任し、一部の自治体で日本語が公用語として採用されている（実際に日本語を日常的に使用している訳でなく、象徴的な意味合いが強い）などの経緯もあり、官民とも非常に親日的である。

#### オーストラリア
オーストラリア : 日本はオセアニアで最大の影響力を持つオーストラリアと非常に緊密な関係を築いている。日米豪の防衛首脳会談が行われたこともあり、経済、軍事、外交などで共同歩調を取る。2007年（平成19年）3月には、自衛隊とオーストラリア軍とが国際連合平和維持活動（PKO活動）の共同訓練、反テロ活動、津波など地域災害に協力して当たることなどが盛り込まれた安全保障協力に関する日豪共同宣言に調印した。これにより、日本にとって安保分野で正式な協力関係を結ぶ（アメリカに続く）2番目の国となる。
日本とオーストラリアの間には相互利益、友好といった相互関係が認められるだけではなく、緊張の要素もなかには見られる。白豪主義がかつて強固に存在し、日本脅威論も盛んだった。
太平洋戦争時には、日本軍からダーウィンを爆撃されたり、サンダカン死の行進など連合軍捕虜として日本軍に虐待を受けた。近年の緊張の最大は日本の経済支配に対する懸念であったが、1990年代に日本が不景気に入るにつれて薄れていった。
同時にオーストラリアの政府と財界は日本が輸出市場に不可欠であり、相互にとって将来の成長とアジア太平洋地域の繁栄には必要な存在であるとみている。
加工貿易をしている日本にとって、オーストラリアは原料と食糧の供給をしている非常に重要な資源国でもある。1990年には、日本の輸入の5.3%がオーストラリアからのものであった。
石炭、鉄鉱石、羊毛、そして砂糖を多く輸出していることから日本に対して貿易黒字となっている。日本からの資本の投資による輸入製品や近年のアメリカ産および、カナダ産牛肉の輸入禁止によって重要な輸出国ともなった。

#### サモア
サモア : 友好的な関係が築かれている。1966年にはスパリゾートハワイアンズの前進にあたる常磐ハワイアンセンターが開業するが、ここで長年実施されている「ポリネシアンショー」はサモアの踊りとファイアーナイフダンスを取り入れている。これを契機に福島県いわき市とサモアの間に交流が生まれており、2016年にはいわき市に在福島サモア名誉領事館が開設されたが、これはスパリゾートハワイアンズの経営会社である常磐興産の社内に入居している。

#### ソロモン諸島
ソロモン諸島 : 1978年7月7日、ソロモン諸島がイギリスから独立したことを受けて日本は直ちに独立を承認、両国の間で国交が樹立された。戦時、戦後の日本では古戦場のガダルカナル島が有名で、戦跡めぐりツアーや慰霊ツアーも組まれている。

### 北米

#### アメリカ合衆国
アメリカ合衆国 : 軍事・経済・政治すべてにおいて緊密かつ重要な関係を築いている。
日本にとってアメリカは唯一の同盟国であり、アメリカにとっても日本は戦略的な意味で重要な同盟国の一つでもある。両国は、安全保障面で強い協力関係を築いている。第二次世界大戦（太平洋戦争・大東亜戦争）で両国はアジア太平洋地域で4年間に渡って激しい戦闘を繰り広げたが、戦後はアメリカを中心とする連合国軍が日本を占領・統治した。アメリカによる日本への援助は、1946年（昭和21年）から1951年（昭和26年）の間に「ガリオア資金」 (GARIOA) と「エロア資金」 （EROA）から約18億6000万ドルが拠出された（1973年完済）。この援助が日本の経済の早期復興に役立った。
サンフランシスコ講和条約締結により、7年の占領時代を経て日本が主権を回復した後は、日米安保条約での日米同盟に基づき基地用地および駐留経費の一部（思いやり予算）を提供している。これについては沖縄などで縮小運動が起きることがあり、しばしば政治的な課題として浮上する。日本国内では、日米安保条約が日本の安全保障や外交の自主性を損なっていると批判されることもあるが、日本政府は周辺諸国（とりわけ、ロシア・中国・北朝鮮）の軍事力に対する警戒感から同盟の強化を図る考えである。
この両国は、時に激しい経済・貿易摩擦を起こしながらも経済関係でも強い結びつきを持っている。黒船来航から始まる経済関係は、アメリカの経済力を背景に大きなものであり続け、アメリカは日本にとって2006年（平成18年）まで最大の貿易相手国であった。
また、両国の経済的な結びつきの大きさ故に文化・慣習面での差異が感情的な摩擦を招くこともある。また日本が犯罪人引渡し条約を結ぶ数少ない国の一つである。
日米関係は1990年代初めの経済・貿易摩擦が顕著化したときにもっとも悪化したが、バブル経済崩壊以後の日本経済の停滞（失われた10年、失われた20年）・1990年代以後のアメリカ経済の成長・日系企業の現地化の努力などにより、以前ほどアメリカにとって脅威とはみなされないようになった。
湾岸戦争の際には、日本は莫大な金額の資金援助を行っていたが直接的な軍事的支援を行わなかったためにアメリカ政府から批判された。その後も、日本は小泉純一郎内閣が行った自衛隊イラク派遣などより積極的な安全保障上の協力を行うようになった。

#### カナダ
カナダ : カナダと日本の外交関係は1889年の在、バンクーバー日本領事館の開設をもって公式に始まった。1929年、カナダは東京にアジアで初めてとなる公使館を開設し、同年日本もオタワの領事館を公使館へ格上げした。
一部のカナダ系日本人の間では、後年に両国が相互に設置した常設の公使館に先駆けて非公式な接触があった。永野万蔵もカナダに渡った最初の日本人として知られ、1877年にはブリティッシュコロンビア州ニューウェストミンスターに上陸したとの記録がある。在バンクーバー日本領事館はオタワの公使館が設置される40年前の1889年に開設された。
カナダ人のG.G.コクランが同志社大学、同じくデビッドソン・マクドナルドも青山学院大学の創設にそれぞれ関与した。
1923年の関東大震災においては、カナダの蒸気船エンプレス・オーストラリアとその艦長サミュエル・ロビンソンは勇敢にも発災から間もなく救助活動を行ったことで国際的に称賛を浴びた。
カナダの駐在武官だったハーバート・シリル・サッカーも日露戦争 (1904年-1905年) 中、旧日本軍と共に戦場に赴いて功績を挙げたことにより、日本政府から勲三等瑞宝章に叙されたのに加えて、旧日本軍からも従軍記章を授与された。
カナダと日本は1928年に外交関係を樹立して以来、経済・政治・社会文化等の分野で重要な関係を築き、アジア太平洋地域において能動的な役割を担っている。両国は国際社会の一員として人権・持続可能な開発・平和維持活動等でイニシアチブを発揮し、これらを強力に推進している。
日加関係はG7/G8、国際連合、OECD、QUAD（アメリカ、カナダ、EU、日本）の他、アジア太平洋経済協力フォーラム (APEC) やASEAN地域フォーラム (ARF) 等への参加を含む環太平洋域における関連団体・会合等による多国間パートナーシップ組織によって支えられている。
2009年には天皇・皇后がカナダを訪問した。

### 南米
中央アメリカ（中米）諸国とは人的・文化的な交流に乏しいものの、経済的な関係を中心に平穏な関係を保つ。中米のキューバなどの社会主義国とも経済・文化の両面で友好的な関係が築かれ、ペルー日本大使公邸占拠事件でも日本の要請を受けたキューバがゲリラの亡命受け入れを受諾するなど協力した。
南アメリカ（南米）は地理的に地球の真裏に位置するが、下記のように19世紀の後半からペルーやアルゼンチンと深い友好関係を有する。かつて、日本からの移民を大量に受け入れた経緯もある。貿易関係では、チリとの関係が特に大きく、戦前からの友好関係が続くアルゼンチンやパラグアイといった親日的な国も多い。その他にもキューバ、コロンビア、パラグアイ、ボリビアなどに日系人が住み、その日系人を通じた伝統的友好関係が存在する。

#### アルゼンチン
アルゼンチン : 1898年（明治31年）、ロシアとの戦争に備えて軍艦リバダビア、モレノをそれぞれ春日、日進として購入し、それらが日露戦争で活躍したことなどから本格的な関係が始まった。またマルビナス戦争（フォークランド紛争）の最中、アメリカやイギリスなどからの再三の要請にもかかわらず、アルゼンチンへの禁輸措置を行わないなどの日本の独自外交はアルゼンチンの知日家から高く評価されている。

#### パラグアイ
パラグアイ : 1937年、パラグアイに日本人が初めて移民として入植して以来、日系パラグアイ人の貢献が高く評価されて伝統的に友好関係が続いている。1959年に締結された日本の国策による移住協定は、1989年に効力が無期限延長に改定され、8万5,000人の日本人移住者が受け入れ可能となっている。

#### ブラジル
ブラジル : 南米最大の国でもあるブラジルには約30万人近い日本人が移民として渡り、その子孫でもある日系ブラジル人を含めると200万人以上が住み、海外で最大規模の日系人社会が築かれている。日本の経済力・技術力やブラジルの資源など相互補完的な関係が結べることもあり、距離的には非常に遠いものの日本とブラジルはお互いにとって非常に重要な国であり、非常に密接な関係が築かれ、「遠くて近い国」とも呼ばれる。1990年より日系3世まで簡単に日本の労働ビザが習得できるようになったことから現在では約30万人のブラジル国籍者が日本に住んでおり、これは国籍別で見ると中国、韓国・朝鮮に次ぐ3番目である。しかしながら査証相互免除協定は結ばれておらず、今後の両国の大きな課題となっている。
両国とも政治・経済のみならず、文化的な面からも非常に深い関係を保つ。特にJリーグが始まって以降、ブラジル人選手が最多数の外国人選手であり続けている。ブラジルもG4として共に常任理事国を目指していることもあり、国際政治上で連携することも多い。

#### ペルー
ペルー : 1872年（明治5年）にマリア・ルス号事件をキッカケに修交が始まった。多くの移民が渡り、ペルーでは南米でブラジルよりも長い日系社会の歴史を持っており、ラテンアメリカで二番目に日系人口が多い。1990年に日系ペルー人2世であるアルベルト・フジモリ（スペイン語で「フヒモリ」）がペルーの大統領に就任して急速に関係が緊密化したが失脚後、日本に亡命した。その後、フジモリの人権問題が浮上するとフジモリが日本に滞在し続け、最終的には日本国籍を認められたことから特に反フジモリ派のペルー人の間には日本に対する反感を持つものもある。

#### メキシコ（北米と分類される時もある）
メキシコ : （中米諸国の中で最も関係が深い。）明治の開国以降に結ばれた日墨修好通商条約は、それまで列強各国の不平等条約に苦しめられてきた日本にとって初めての平等条約である。その関係で数ある諸外国の大使館の中でも国政の中枢地区ともいえる永田町に在るのは、メキシコ大使館のみである。メキシコでは多数の日本企業が進出するなど、経済的な関係も深い。ラテンアメリカでは、グアテマラの次の1894年に日本人移民（日系メキシコ人）が移住した国であり、今でも1万人ほどの日系人が同国に居住している。2004年9月17日、「日本・メキシコ経済連携協定」が両国間で署名された。これは小泉純一郎首相（当時）が世界経済安定化を図るために行った政策の一環であり、両国にとって歴史的なものであった。

### 欧州（NIS諸国を含む）
基本的には良好ではあるが、死刑存続や捕鯨、または記者クラブなどの問題で一部対立が存在することもある。

#### 欧州連合
第二次世界大戦以降、西ヨーロッパを中心とする北大西洋条約機構諸国と間接的な同盟関係にある。皇室は、イギリスやオランダ、スウェーデン、ベルギーなどのヨーロッパ各国の王室と深い友好関係を築いている。
欧州連合とは1991年7月、ハーグにおいて第1回日EU定期首脳協議を開催して以来、継続して定期首脳協議を開催しており、政治関係は概ね良好である。一方で日本側はアメリカやアジア諸国などとの関係を、欧州連合側はアジアでは中国やインドなどとの関係を強化していることから、日本と欧州連合との関係は相対的にむしろ希薄化が懸念されている。

#### オーストリア

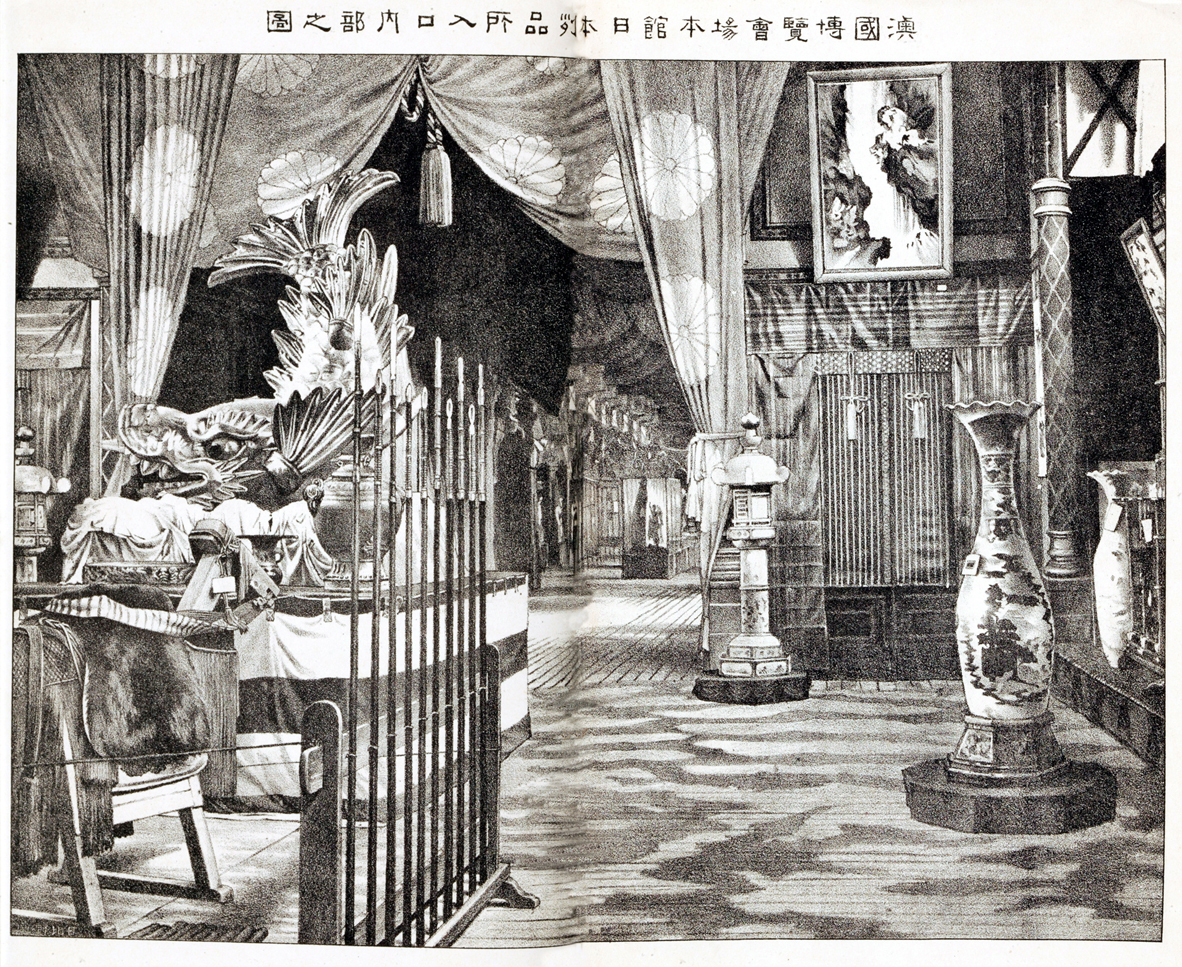
1873年ウィーン万博の日本館の様子。

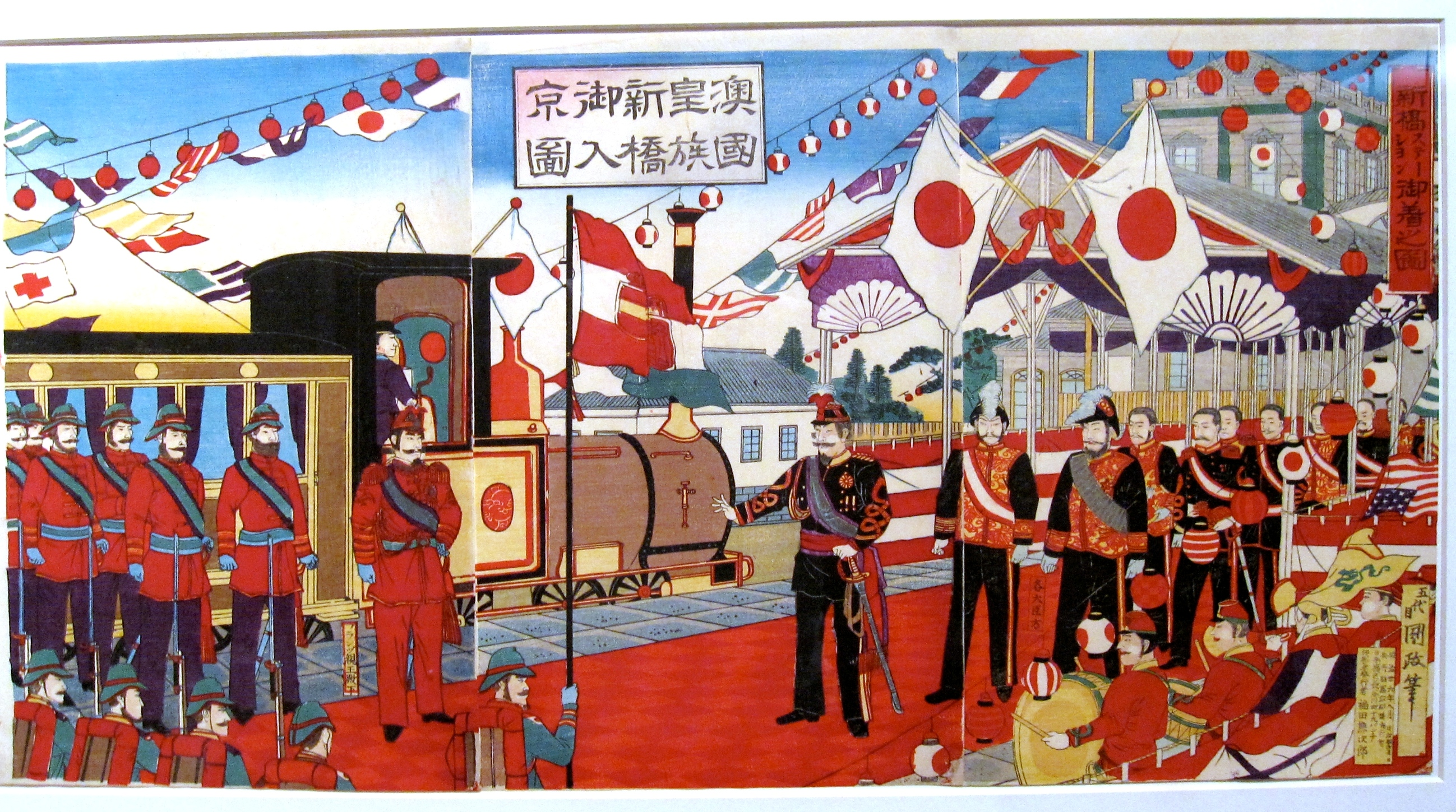
新橋駅に到着したフランツ・フェルディナントを描いた日本の錦絵（楳堂小国政画）。

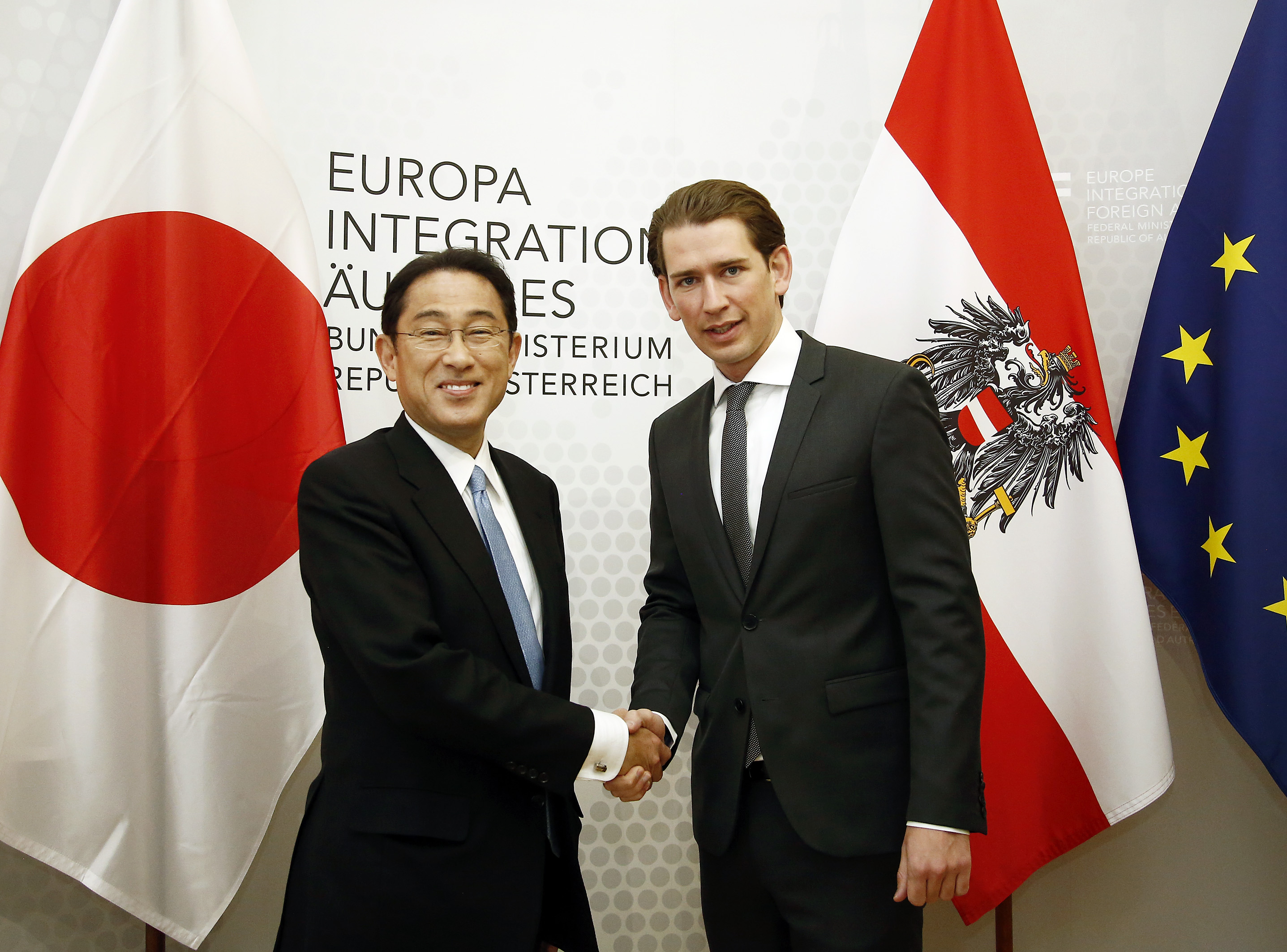
2017年、セバスティアン・クルツ首相（当時、右）と岸田文雄外務大臣（当時、左）の会談。

オーストリア : オーストリアでは、大国であるオーストリア帝国やハプスブルク家の動向はオランダ風説書を通じて江戸幕府に知らされていたが、正式な関係の始まりは明治時代に遡る。1869年、明治政府とオーストリア＝ハンガリー帝国は日墺修好通商航海条約を締結し、両国間の外交関係を樹立した。この条約は日本が欧米列強と結んだ最後の条約であり、領事裁判権などの分野で日本側に最も不利な規定となっていて、その内容は各国が日本と結んだ条約の最恵国待遇の規定によって全ての列強に対して自動的に適用されることとなった。そのため日本の不平等条約の集大成と呼ばれた。この国交樹立以後、1873年にはウィーン万国博覧会に初めて日本が公的参加を果たしている。
オーストリア＝ハンガリー帝国は列強として、日本の近代化には米英独仏露伊に次ぐ影響を及ぼした。オーストリア＝ハンガリー帝国のお雇い外国人は少数ではあるものの、考古学や民俗学の発展に寄与したハインリヒ・フォン・シーボルト、音楽教育に尽力したディットリヒ、解剖学や麻酔学を伝えたユンケル、薬剤学を教え後藤新平などを育てた医師ローレツ、はげ山復旧など森林土木分野に貢献したホフマン、宮内省雇用の音楽教師ドゥブラヴチッチなどが知られる。また特異な活躍をしたオーストリア人としては、日露戦争に勝利した日本陸軍視察のため訪日しスキーを伝えたレルヒ少佐、函館でハムやソーセージ製造を伝えたレイモン、日本人写真家を育てたシュティルフリートなどがいる。1892年には後に暗殺され第一次世界大戦のきっかけとなるフランツ・フェルディナントも世界一周の途上に日本に立ち寄り歓迎を受けている。その後ジャポニズムの影響を受けたフランツ・フェルディナントは1913年シェーンブルン宮殿に日本庭園を整備させた。逆に日本も文化的に影響を受けており、「シュラフ」、「コッヘル」、「ピッケル」、「リュックサック」、「ゲレンデ」、「ストック」など、登山やスキーにまつわるドイツ語の単語はオーストリアから齎されたものも多い。
日露戦争では日本とオーストリア＝ハンガリー帝国は反露で一致しており、支援こそなかったものの日本の勝利は好意的に伝えられた。しかし第一次世界大戦では宣戦布告を経ず交戦状態に至り、青島の戦いではカイザー・フランツ・ヨーゼフ1世級防護巡洋艦カイゼリン・エリザベート号などで構成されるオーストリア＝ハンガリー帝国海軍が実際に日本海軍と海戦を繰り広げた。この時に生じた捕虜は人道面に配慮されつつ日本国内の収容所に収容され、オーストリアの音楽や料理などの文化を伝えた。一方でオーストリア＝ハンガリー帝国内に残留していた日本人は逮捕・拘留され、外交上の懸案となった。第一次大戦後はオーストリア＝ハンガリー帝国は瓦解しオーストリア第一共和国との新たな関係が構築された。第二次世界大戦ではオーストリアはアンシュルスによってナチス・ドイツに占領されていたため、結果的にオーストリアはドイツの一部として日本と同じ枢軸国であった。
戦後は国交が回復し、現在では友好国として知られている。2020年時点の貿易関係は、オーストリアの対日輸出は構成比1.1％でアジア二位、対日輸入は構成比1.4％で同じくアジア第二位となっており、日本はオーストリアにとって中国に次ぐアジアで二番目に重要な貿易相手となっている。政治的には1990年以来「将来の課題のための日・オーストリア委員会」が設けられており、定期的に政治・経済・外交・社会等あらゆる分野での協議が行われている。2019年には外交関係150周年を迎え、経済や観光におけるさらなる協力関係の強化が示された。また特筆すべきは音楽分野での交流であり、ウィーンは音楽の都と日本人の間で広く認知されており、ウィーン国立音楽大学などに日本人留学生が多数いるほか、ウィーン少年合唱団やウィーン・フィルハーモニー管弦楽団は日本でも人気を博す。

#### オランダ
オランダ : 日蘭の出会いは16世紀末の1600年、オランダ商船のリーフデ号が豊後国に漂着したことに遡る。リーフデ号の航海士ヤン・ヨーステン（耶揚子）は江戸幕府に外交顧問として雇われたことで知られる。また船長クワッケルナックも江戸幕府に仕え、サントフォールトは堺で貿易商として短期間活躍した。鎖国政策の中にあっても江戸幕府は欧州諸国では唯一オランダとは長崎貿易を通じて外交関係を維持し続けた。オランダ人は南蛮人とは区別されて紅毛人と呼ばれ、彼らによって齎されるオランダ風説書で江戸幕府は国際情勢を知り対外政策を決定した。滞在するオランダ人は出島に収容され、オランダ商館が設置された。商館長（カピタン）は定期的に江戸参府が義務付けられた。また欧州の学問や技術はそのほとんどがオランダおよびオランダ語を通じて摂取されたため蘭学と呼ばれ、1700年代から1800年代前半にかけて全国に伝播し隆盛した。多数の蘭学者が生まれ、蘭学塾が開設され、蘭方医学が伝えられ、蘭学事始が綴られた。これらは幕末から明治維新にかけての急激な知的開国の下地を形成した。

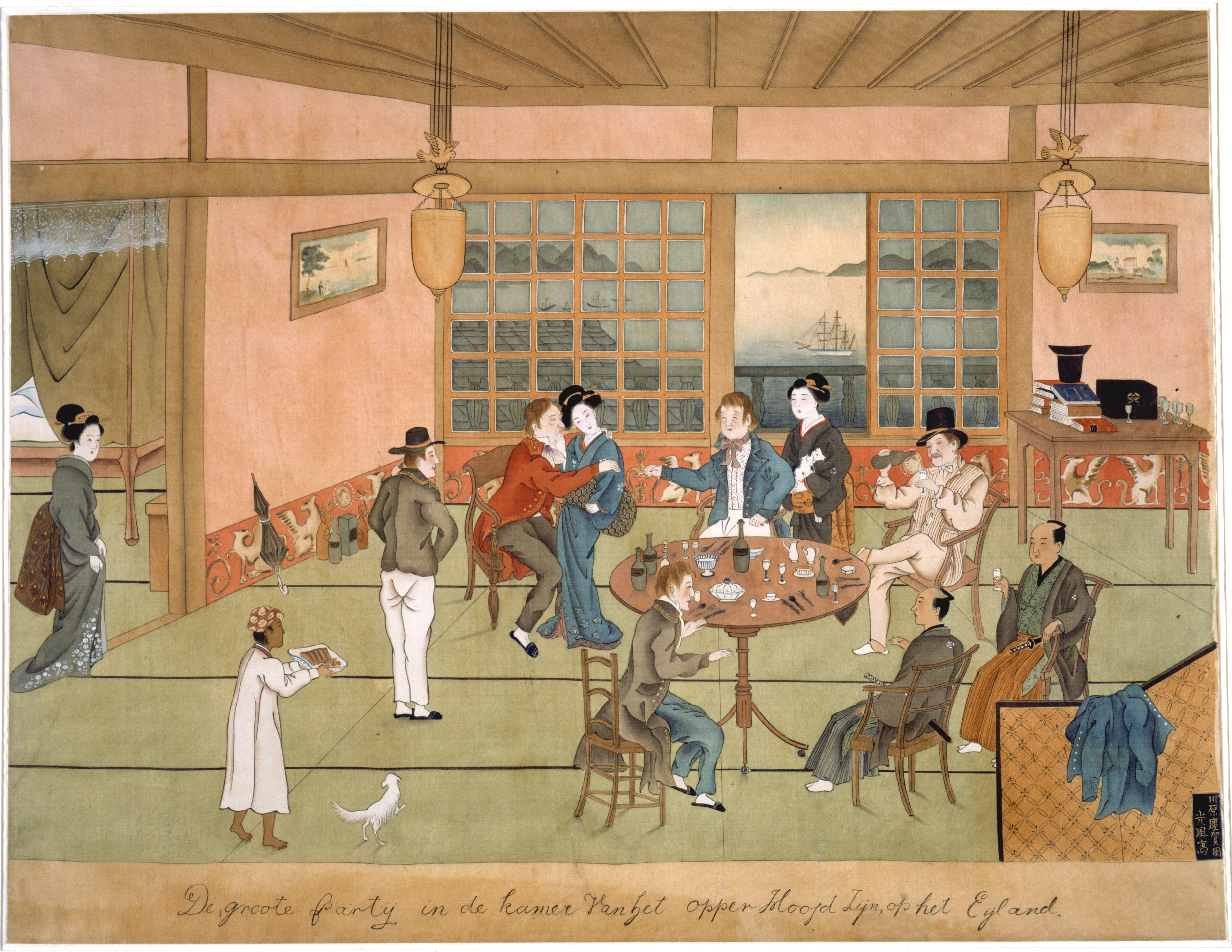
オランダ商館での食事会の様子。

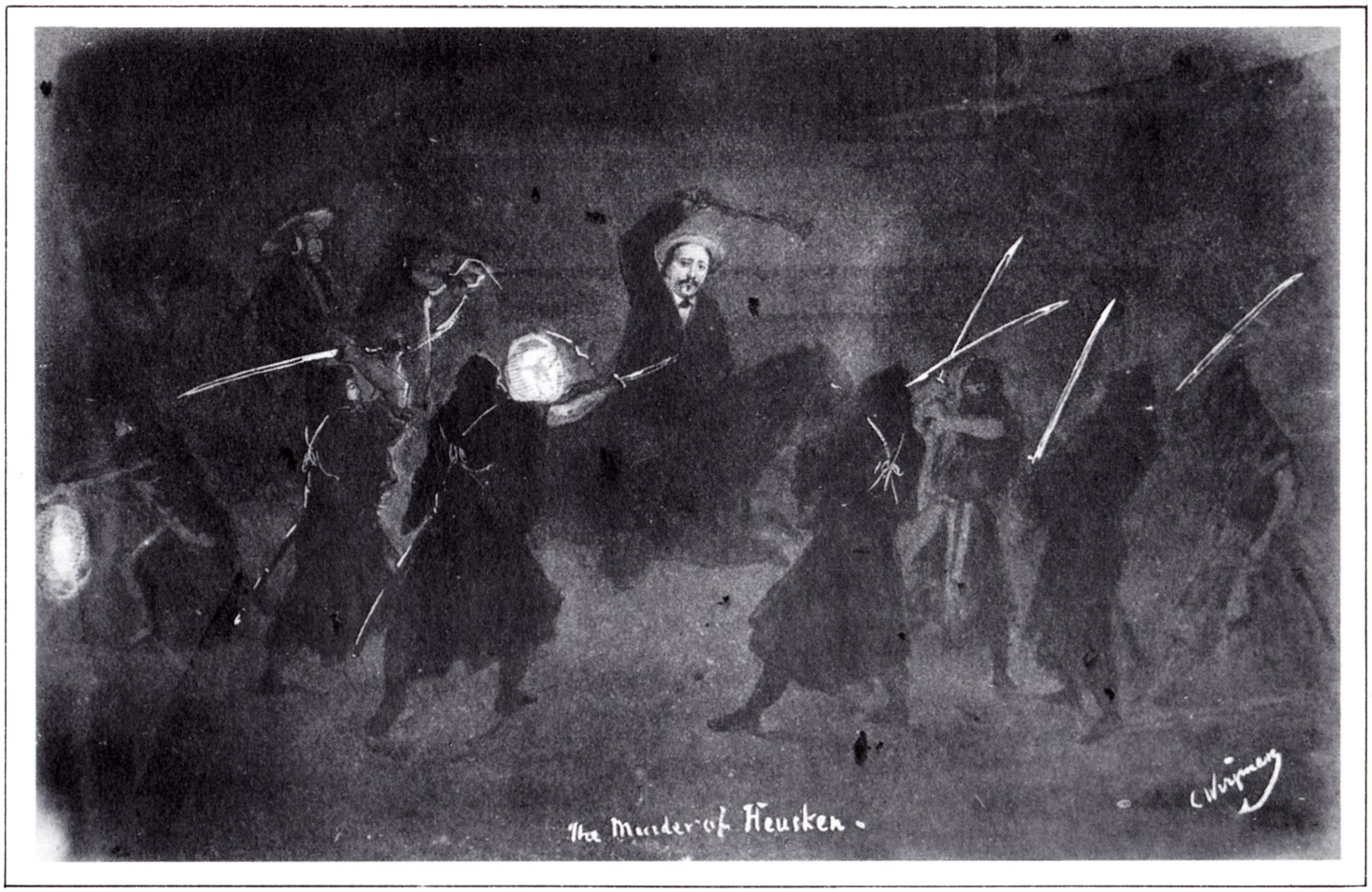
ヒュースケンが攘夷派浪士組に殺害される様子。

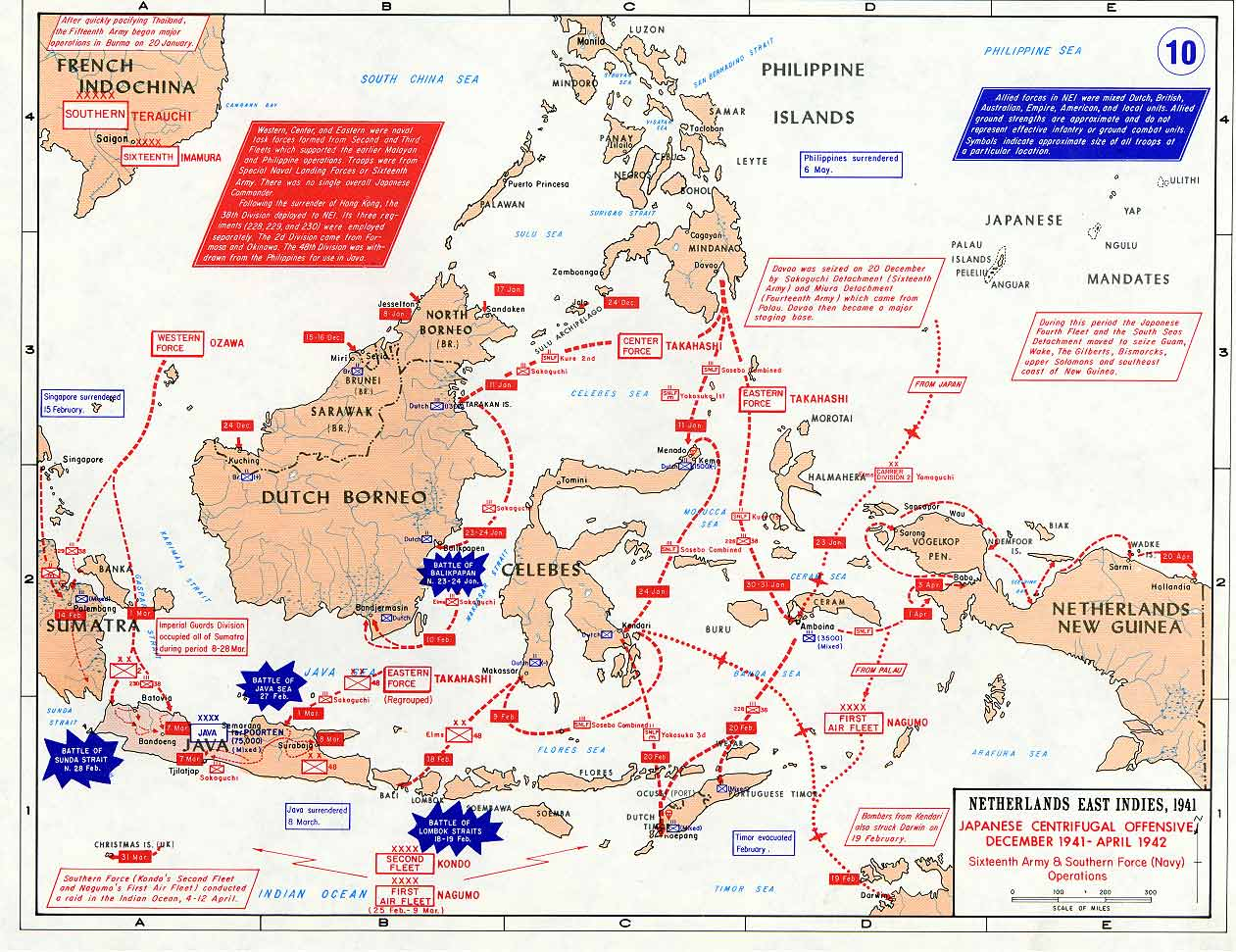
蘭印作戦における日本軍の進路。

その後、1854年に日蘭和親条約が、1858年に日蘭修好通商条約が締結され不平等条約に基づく新たな関係が築かれた。一方で日本の近代化にオランダが果たした影響は小さくない。長崎海軍伝習所ではライケン、 カッテンディーケ、「日本近代医学の父」と呼ばれるポンぺらオランダ人教師によって幕臣や雄藩藩士に西洋技術や航海術、医学が伝えられた。また下田のアメリカ総領事館で通訳兼秘書官を務めたヒュースケン、長崎製鉄所建設を監督したハルデスなどがおり、勝海舟らを乗せて太平洋を横断したことで知られる咸臨丸はオランダで建艦された。明治には多数のオランダ人がお雇い外国人として来日し、特にオランダは干拓によって国土を広げた経緯から河川や港湾、治水などの面で日本に強い影響を及ぼした。「日本砂防の父」として知られるデ・レーケ、利根運河を築いたムルデル、淀川・千代川・信濃川・江戸川・最上川などの改修工事に関与したエッセル、安積疏水開削に携わったドールンなどが知られる。また旧約聖書を翻訳したフルベッキなど独自の方面から日本に貢献した者も少なくない。文化的な影響も大きく、オランダ語から日本語に定着していったものとしては「ランドセル」、「スコップ」、「ピンセット」、「ピント」、「ペンキ」、「レンズ」などが挙げられる。明治末には日蘭通商航海条約締結によって不平等条約が改正された。
第一次世界大戦では日蘭とも連合国側に立って参戦した。戦間期にはオランダ領東インド（現在のインドネシア）は日本にとって綿布の重要な輸出先となり経済的な結び付きが強まったが、それは世界恐慌を受けてブロック経済を推し進めるオランダの方針にそぐわないものであった。そのため両国は日蘭会商で貿易利害の調整を試みたが、一方でABCD包囲網に参加しまもなく第二次世界大戦が勃発。ナチス・ドイツに占領され、ロンドンに亡命政府を立てたオランダは米英の要求で対日圧力を強めるに至り、宣戦布告と国交断絶を経て蘭印作戦で軍事的に衝突している。終戦後オランダ領東インドを占領していた日本兵は降伏したが、インドネシア独立戦争には数十名の日本人がインドネシアを支援し、日本・オランダ・インドネシアの三国に跨る複雑な植民地問題を残した。
サンフランシスコ講和条約によって国交が復活し、現在では友好関係にある。オランダ王室と皇室はともにいわゆるロイヤルファミリーとして親密な関係にあり、2006年には皇后雅子（当時親王妃）の療養にオランダ王室が離宮を提供した。2021年には海洋進出を強める中国に対抗して自衛隊とオランダ軍および米英が参加する共同訓練が四国沖で実施されるなど、安全保障上の協力も近年強めている。経済的には、オランダは日本にとってEUの中でも主要な貿易相手国・投資相手国であり、またオランダにとっても日本は中国、韓国、台湾と並ぶ主要な貿易相手となっている。一方で第二次世界大戦中おもに東南アジアで交戦した経緯からオランダ人慰安婦や捕虜の扱いに関する問題があり、オランダ下院ではオランダ人慰安婦問題への対日謝罪要求決議が可決するなど、2000年の天皇皇后のオランダ訪問で両国関係はおおむね改善され、2014年と2019年にウィレム・アレクサンダー国王の来日が実現している。

#### ギリシャ
ギリシャ : 1899年に日希修好通商航海条約が締結されたことで、日本とギリシャの外交関係が始まった。この締結の契機となったのはロシア帝国との外交摩擦で、黒海と地中海を繋ぐダーダネルス海峡観察の拠点とするためだった。その後、ギリシャと日本は直接的な接点はなかったものの第一次世界大戦で同じく連合国側に立った。1919年のパリ講和会議では日本が提案した人種的差別撤廃提案を米英が反対する中、ギリシャは支持している。1922年には日本はギリシャに公使館を開設。同年には希土戦争の難民を積荷を捨ててまで救助した貨物船「Tokei-Maru」の存在が知られており、これが現在の日希友好の基礎となったが、第二次世界大戦では対立し国交は断絶した。

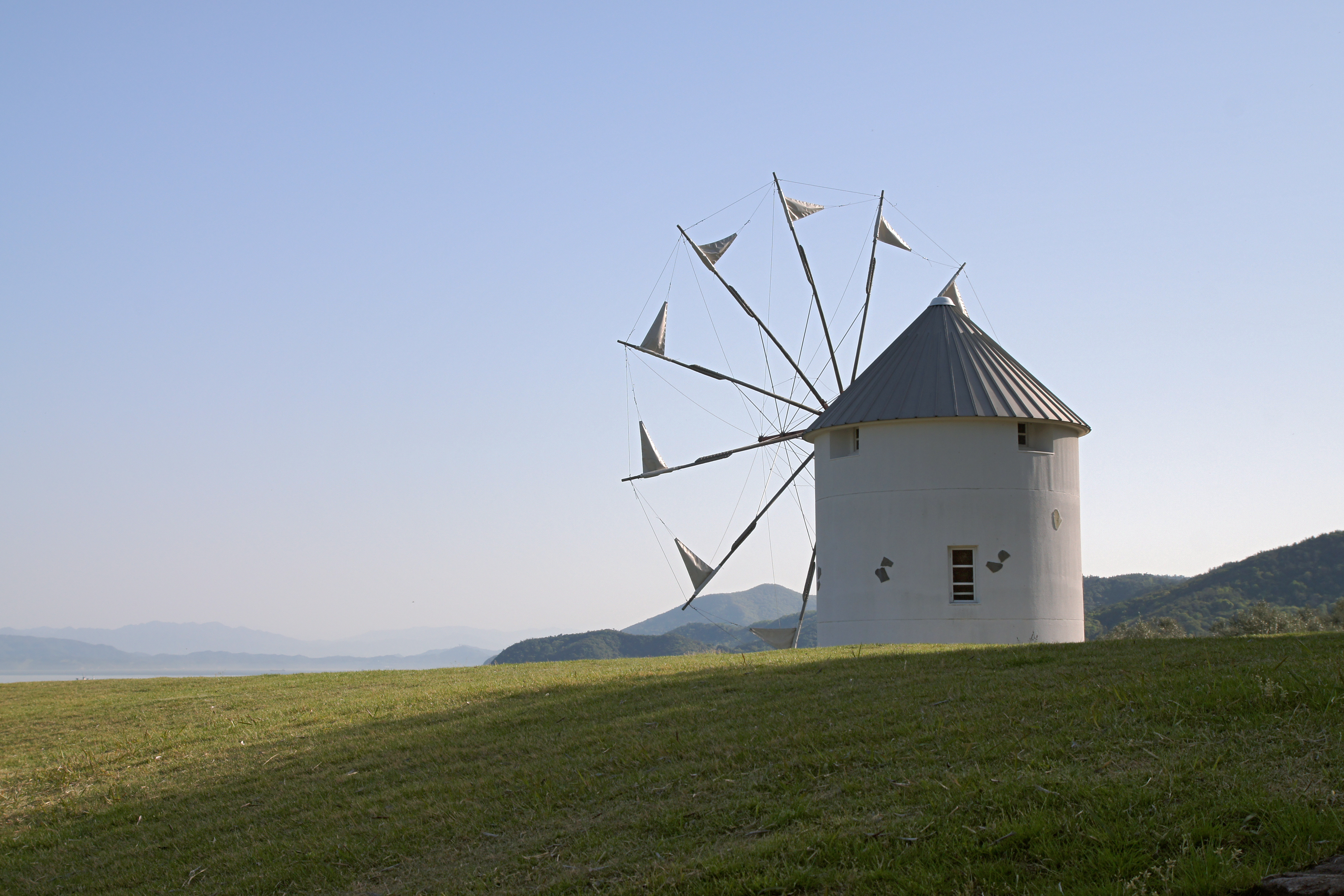
小豆島オリーブ公園（香川県小豆島町）のギリシャ風車。ミロス島との友好の証として1992年に建てられた。

終戦後はサンフランシスコ講和条約を契機に国交が再開した。戦前にはギリシャ側が東京に公使館設置を一度試みたものの様々な事情から1922年に断念されていたが、1956年にはギリシャ側が東京に公使館の設置を果たした。現在では友好国として知られており、ギリシャは日本の常任理事国入りを支持する一国である。一方でギリシャは経済的に中国と、政治的にはロシアと接近しつつあり、どちらも日本とは諸問題を抱える国であることから一定の不安定さが残っている。経済上の関係はやや希薄であるものの船舶における結びつきは伝統的に強く、日本はギリシャに対して船舶を多く輸出し、また船舶関連会社が進出している。
二国間関係で特筆すべきは文化における交流であり、東京や札幌や長野で開催された近代オリンピックはギリシャ発祥である。1981年には「日本政府とギリシャ共和国政府との間の文化協定」が結ばれ文化面であらゆる交流が進んでおり、また香川県の小豆島にはミロス島との友好の証であるギリシャ風車が小豆島オリーブ公園内に建設されている。また観光地としての人気も世界的に高く、ギリシャを訪れる日本人観光客はコロナ禍以前は増加傾向にあった。

#### スウェーデン
スウェーデン : スウェーデンとの二国交流は鎖国体制下にあった江戸時代に遡り、1647年にはスウェーデン人として初めてヨーハン・オーロフソン・ベリエンシェーナがオランダとの長崎貿易を通じて出島に到着した。その後もオランダ東インド会社を介する形で、オランダ領台湾の行政長官を務めたフレデリック・コイエットや、砲術や三角測量を伝えたユリアン・スヘーデルなど様々なスウェーデン人が訪日。スウェーデン人で最も有名なのは出島の三学者として知られるカール・ツンベルクで、箱根などでの採集活動や『日本植物誌』の編纂を通じて日本の植物学発展に寄与した。

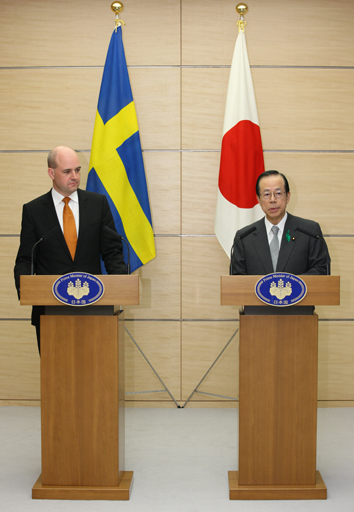
フレドリック・ラインフェルト首相（当時、左）と福田康夫内閣総理大臣（当時、右）の共同記者会見の様子。

正式な国交が樹立されたのは日本・スウェーデン＝ノルウェー修好通商航海条約が締結された1868年で、これも他の欧米諸国と結んだ条約同様に不平等条約の一つであった。スウェーデンが日本の近代化に果たした影響は列強諸国と比べると大きくないが、一方でスウェーデン人お雇い外国人の存在も1890年までに23人確認できる。日露戦争時にはストックホルムに北欧で初めての日本公使館が設置され、ここが対ロシアの情報収集拠点となった。二度の大戦ではスウェーデンはいずれも中立を守り日本との外交関係を維持していたが、日本の敗戦により一時断絶した。
戦後にはサンフランシスコ講和条約を経て国交が回復し、現在では友好国として知られる。現在、日本は人口減少や少子高齢化が社会問題となっているが、スウェーデンを含む北欧諸国は1980年代から1990年代にいち早くこれを経験しているため、日本の比較モデルの一つとして注目が集まっている。政治的には対露政策や自由貿易の推進などで一致しており、また日・スウェーデン社会保障協定の締結が模索されている。経済的にはスウェーデンにとって日本は中国に次いでアジアで二番目に重要な貿易相手で、日本国内ではスウェーデンが発祥の家具量販店であるイケアが一定の人気を博す。また、ともにロイヤルファミリーとしてスウェーデン王室と皇室の関係も良好で、カール16世は何度も日本を訪れている。文化面では俳諧など日本の伝統文化、漫画など日本のサブカルチャーが受容されており、1935年には北欧初の茶室「瑞暉亭」が建設され現在でも保存されている。

#### スペイン
スペイン : スペインも、ポルトガルと並んで日本が最初に接触した欧州の国である。16世紀から17世紀にかけては織田信長など戦国武将の庇護のもと南蛮貿易が推奨され、スペインやポルトガルが齎した文化は日本の衣食住にも影響を及ぼし南蛮文化を生んだ。ここから現在に至るまでの文化交流でスペイン語としては「プラザ」、「シャボン」、「ビロード」、「ポンチョ」、「ゲリラ」、「カルデラ」、「リアス」などが日本語の中に吸収されていった。日西関係黎明期に来日したスペイン人としてはフランシスコ・ザビエル（人種的にはバスク人）が最も有名で、イエズス会に所属する宣教師として九州や山口で布教活動を実施。大村純忠に洗礼を施したコスメ・デ・トーレスや、フアン・フェルナンデスなども同様の活躍をした。また彼らに日本での布教を決意させ案内したのはゴアに滞在していた日本人ヤジロウであった。当時の貿易はその多くが布教活動を伴うものであったが、宣教師ではなく商人として日本を訪れたアビラ・ヒロンがおり、彼は自らの見聞を『日本王国記』として書き残している。政治家ビベロも日本に漂着して『ドン・ロドリゴ日本見聞録』を記し、ビスカイノは金銀島探検のため日本に派遣され慶長三陸地震に遭遇した。逆に日本人としては1584年には天正遣欧少年使節がフェリペ2世に、1615年支倉常長がフェリペ3世に謁見している。1609年には座礁したスペイン船の船員が地元住民や幕府に厚遇を受けた返礼としてスペインから徳川家康に機械時計が送られた（徳川家康の洋時計）。

フランシスコ・ザビエルの肖像画。

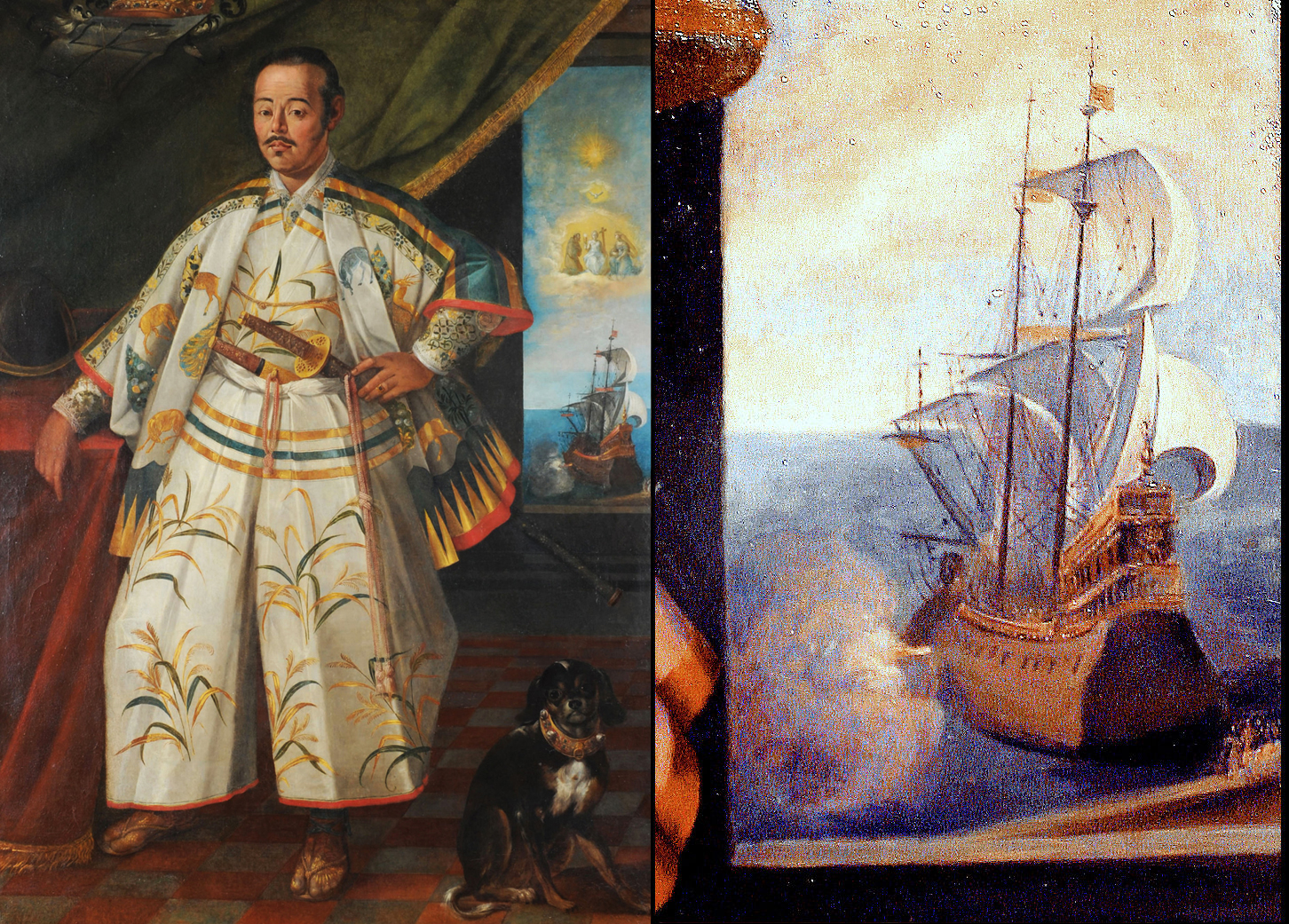
支倉常長と渡欧に使われたサン・ファン・バウティスタ号。

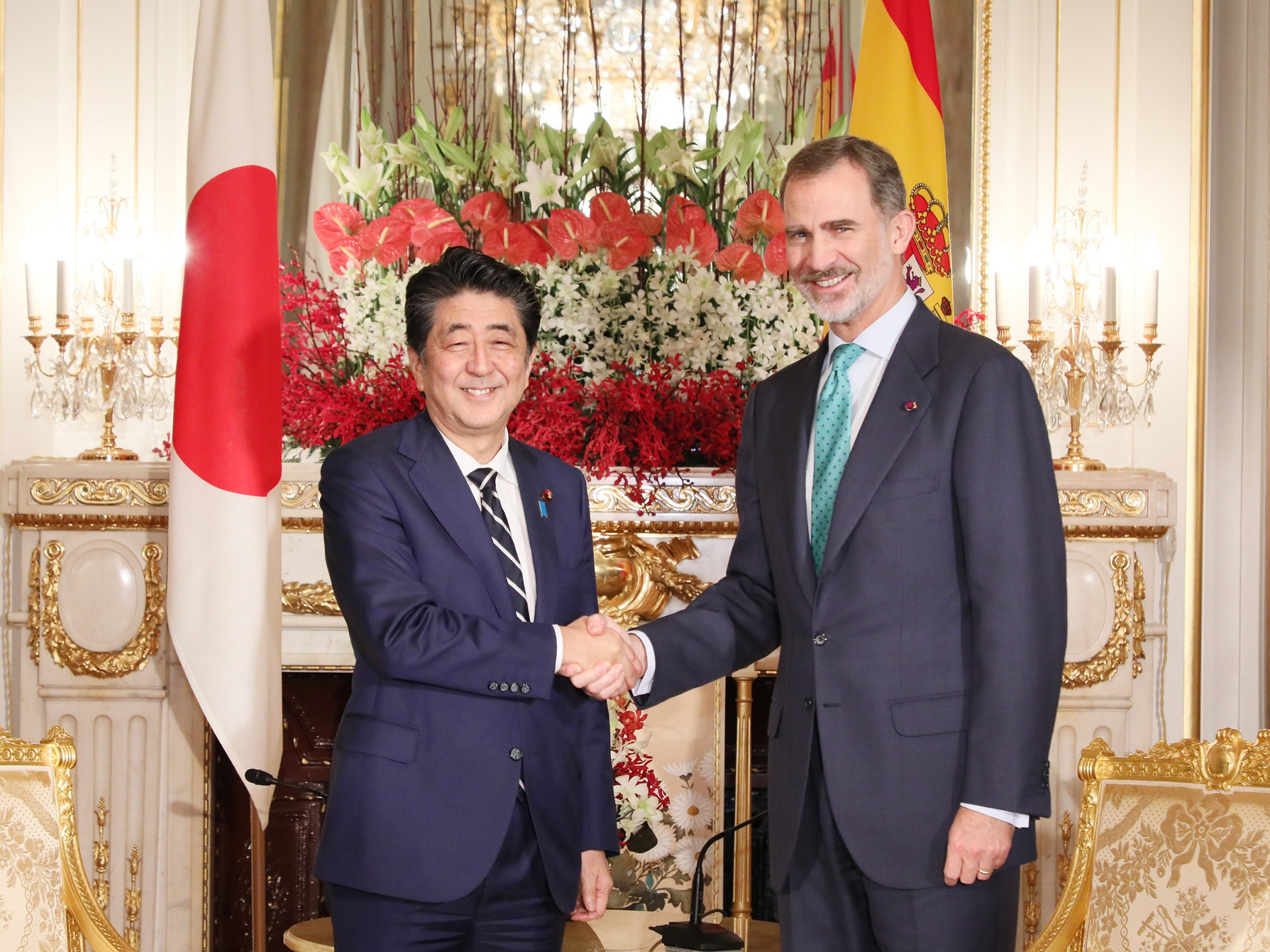
即位礼正殿の儀に際して行われた安倍晋三首相とフェリペ6世の会談。

しかし江戸幕府成立以降、キリシタン禁教の強化と鎖国体制の完成によってスペインとの交流は断絶した。ただしオランダ風説書を通じて江戸幕府はスペインの動向を把握しており、日本人町では依然としてスペイン人との交流が続いていた。国交が回復するのは明治に入った1868年の日西修好通商航海条約の締結以後で、これもまたほかの欧米諸国と結んだ条約同様に不平等条約の一つであった。一方でスペインはすでに大国としての地位になく、そのためスペインからのお雇い外国人もほとんどおらず明治時点で日西の結び付きは限定された。1895年には、台湾とフィリピンを隔てるバシー海峡を両国の境界線にする条約が結ばれた。
1936年にはスペイン内戦が勃発し、フランコ政権は日本に承認を要求する。これに加え独伊の要請もあり日本はフランコ政権を承認し、一方でフランコ政権は満州国を承認して互いに外交的孤立を緩和した。第二次世界大戦中、スペインは中立を守った一方で枢軸側に寄った姿勢を見せた。1939年には防共協定にスペインも参加し、さらには日独伊三国同盟の加入も模索、戦時下では外務省がアメリカ合衆国の情報を得るためスペインに諜報機関である東機関を設置し、ベラスコが日本のスパイ活動に協力した。しかし大戦末期になると枢軸国の不利が鮮明となり関係は希薄化、マニラの戦いなどを通じて対日感情も悪化しついには国交も断絶した。国交が回復したのは戦後の1952年である。
1975年のフランコ独裁体制の崩壊以後は、民主主義や自由主義といった理念をともにする友好国として知られる。特筆すべきはスペイン王室と皇室の緊密な交流で、親王時代の徳仁が外交官時代の小和田雅子と出会ったのは東宮御所で開かれたトレドで活躍した画家の「エル・グレコ」展覧会のレセプションであり、婚姻の重要な局面にもたびたびスペインが関わっていたとされる。貿易面ではスペインにとっての主要貿易相手国は多くが欧米である。一方で2020年の対日輸出・輸入はともに全体の構成比1％を超えるなど、日本は中国に次ぐアジアにおけるスペインの重要な貿易相手で、逆に日本にとってもスペインは重要なEUにおける経済パートナーである。安全保障上の繋がりは希薄だが、2021年にはグアムにて海上自衛隊の護衛艦「ゆうぎり」とスペイン海軍が共同訓練を実施。スペインとの訓練は稀であり、海洋進出を強める中国を念頭にしたものであった。外交関係樹立150周年にあたる2018年には関係を戦略的パートナーシップに格上げする共同声明が発表された。

#### チェコ
チェコ : オーストリア＝ハンガリー帝国の崩壊と同時に1919年にチェコスロバキアとして独立し、この時初めて外交関係が樹立された。戦間期にはフランク・ロイド・ライトの助手としてチェコ人建築家のアントニン・レーモンドが来日し、旧イタリア大使館日光別邸や聖路加国際病院などを建築。戦後にも日本に再来日し、群馬音楽センターなどモダニズム建築を建設した。第二次世界大戦のため1939年には国交が途絶えたが、1957年に回復し体制移行後は急速に関係が進展した。

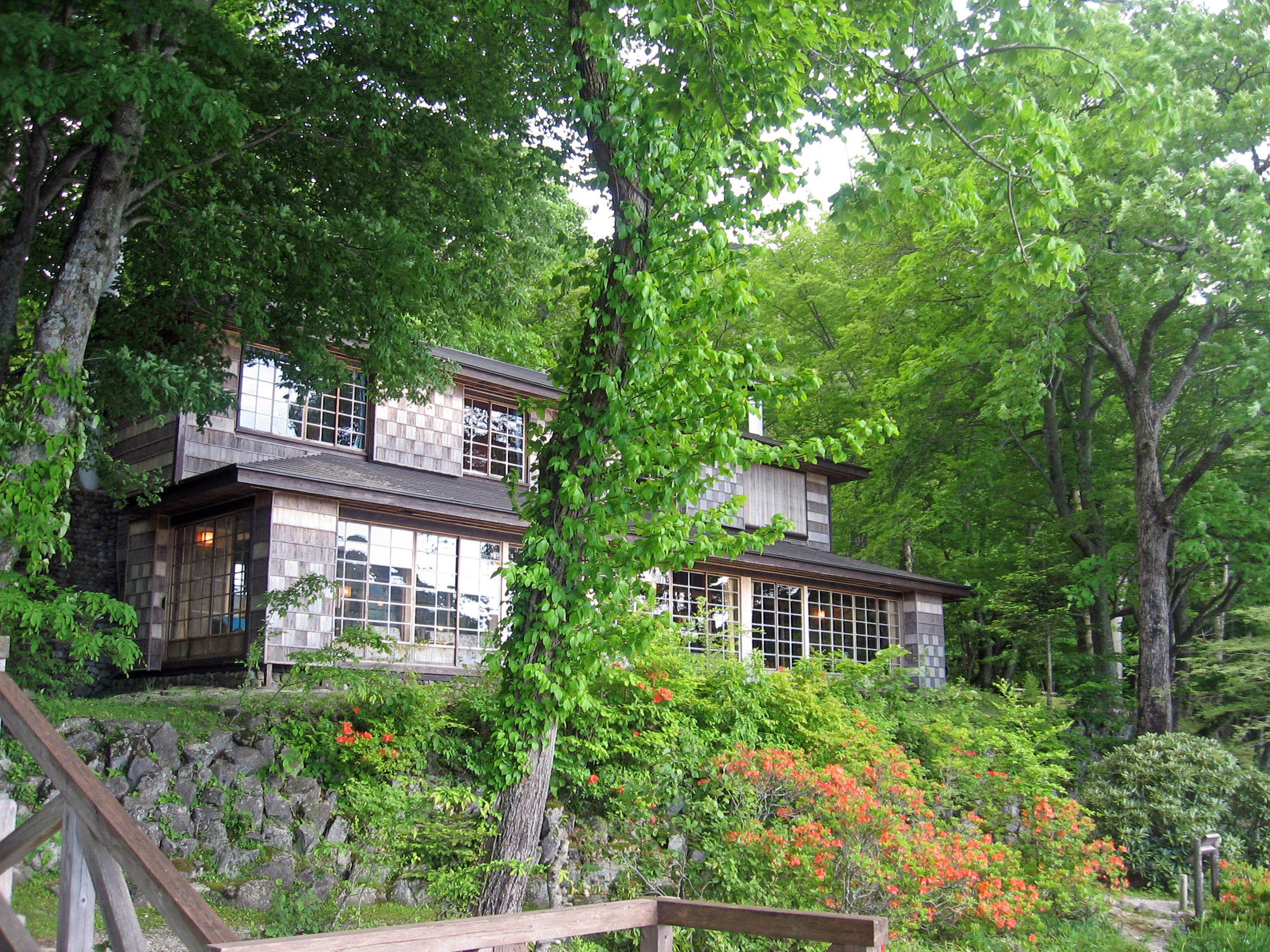
1928年にアントニン・レーモンドによって建築された旧イタリア大使館日光別邸。

1993年にチェコスロバキアは平和的に解体され、それ以降日本とチェコは友好的な関係を築けている。政治的には価値観を共有するパートナーとして認識されており、2003年には戦略的パートナーの関係となった。経済的にはチェコにとって日本は中国に次ぐアジアで第二位の貿易相手国となっており、体制転換直後は経済支援の対象であったが、現在ではトヨタの子会社が設立されるなど日系企業の中欧における製造拠点として機能している。2020年には交流100周年を迎えた。

#### デンマーク
デンマーク : デンマーク東インド会社を通じて1600年代初頭にはわずかな接点があったとされるが、正式な国交の樹立は1867年の日丁修好通商航海条約締結による。それに先んじた1866年にはデンマーク人鉱山技師フレデリック・クレブスがお雇い外国人として三菱に入社し後に幹部まで出世した。1871年には岩倉使節団がデンマークに立ち寄りクリスチャン9世に謁見した。1895年には日本・デンマーク通商航海条約が締結され不平等条約が改正された。

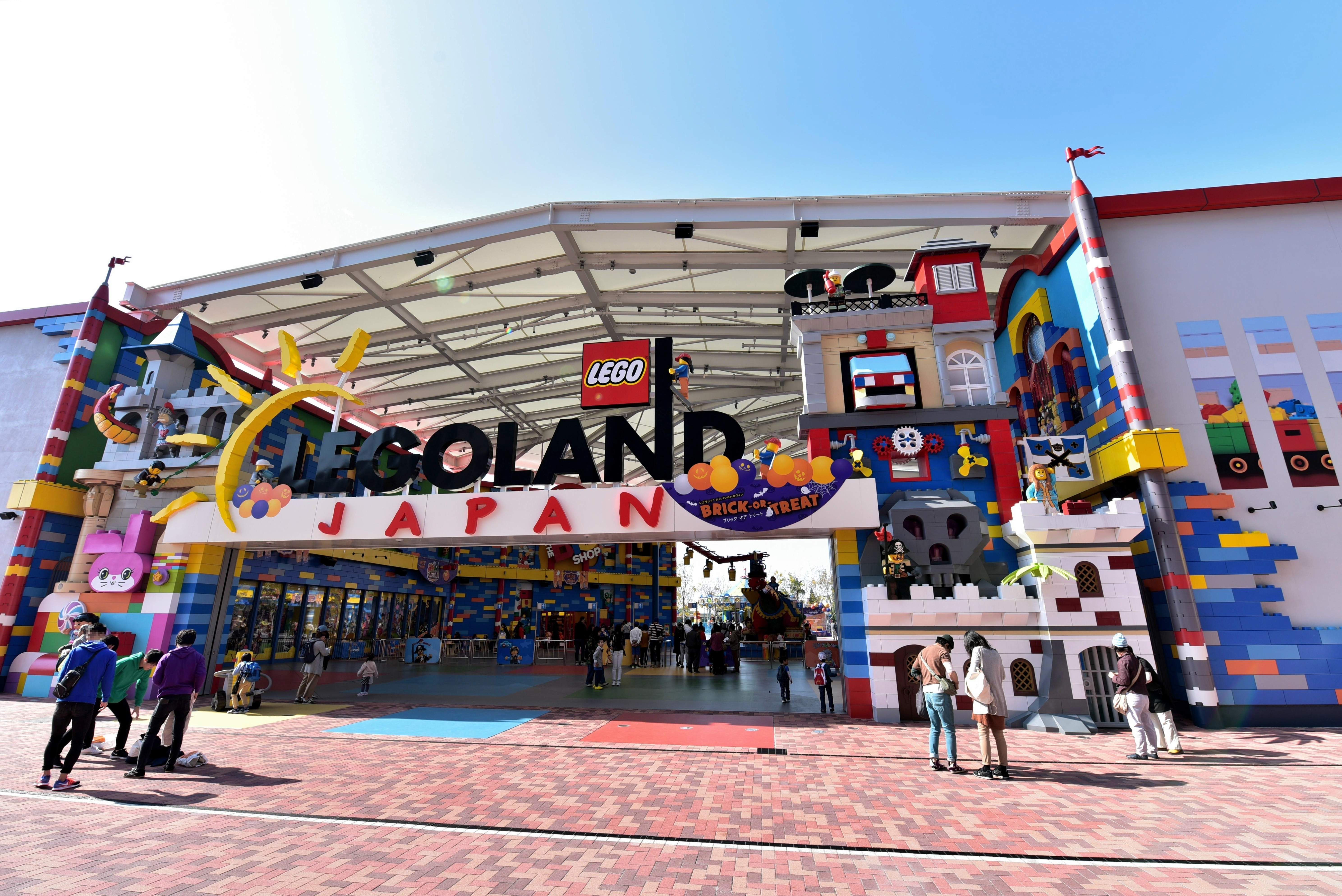
レゴはデンマーク発祥の多国籍企業。レゴランド・ジャパンは世界で8番目に開業したレゴランドである。

明治・大正期には農業の理想国として知られ、1911年に内村鑑三が『デンマルク国の話:信仰と樹木とを以て国を救ひし話』を講演しエンリコ・ダルガスの植林事業を優れた施策として紹介。1912年には東郷実がデンマークの農業改革を高く評価し『丁抹農業論』を著した。1923年には北海道庁が模範農家を招聘している。安城を中心とした碧海郡は先進的な農業体制から「日本丁抹」と呼ばれた。教育面ではデンマークの教育機関フォルケホイスコーレを参考に、1926年には加藤完治が日本国民高等学校を、1936年には松前重義が東海大学の母体となる私塾を開設。この時に形成された農業と教育の国というデンマークのイメージは現在でもある程度維持されている。また交通面ではデンマーク軍人によって世界で初めて飛行機でコペンハーゲンと東京が往復される偉業も達成されている。
第二次世界大戦後は外交関係が再構築され、現在では友好国として知られている。経済面では2011年の時点で日本はデンマークにとってアジアで二番目の貿易相手となっており、日本に進出するデンマーク企業としてはレゴが知られ半世紀にわたって人気を博しており、2017年には名古屋市に東アジア初のレゴランド・ジャパン・リゾートがオープンした。政治的には法の支配や自由貿易の推奨、北極政策など様々な面で立場を共にしており、戦略的パートナーとされる一国である。また皇室とデンマーク王室の関係も伝統的に良好である。

#### ドイツ
ドイツ : 幕末の時点で長崎におけるオランダとの貿易を通じてシーボルトやケンペルなどドイツ人が日本に滞在することはあったが、正式な日独関係の開始は1861年1月24日のF.A.オイレンブルクによる日普修好通商条約の締結で幕を開けた。プロイセンが中心となって統一を果たしたドイツ帝国は日本が近代化を進めるにあたってイギリスおよびアメリカとの関係に次いで重要な役割を果たし、例えばドイツを訪れていた伊藤博文はグナイストとシュタインから憲法や法学を学んでいる。また代表的なドイツ系お雇い外国人としてモッヘやロエスレルが実際に大日本帝国憲法の起草に貢献し、ベルツやミュルレル、スクリバが医学を、ナウマンが地質学を、ラートゲンが経済学を、ケルネルが土壌学を、クニッピングが気象学を、リースが科学的な歴史学を、ワグネルが陶磁器やガラスの製造を伝え、日本陸軍は特に普仏戦争以後はメッケルの指導のもとドイツ陸軍をモデルに装備・戦略・制度などの整備を進めた。逆に森鷗外はドイツに留学して衛生学・栄養学・細菌学を学んだ。他方、日本が日清戦争・日露戦争で勝利し次第に欧米列強に匹敵するほどの国力を持つようになったことでドイツの皇帝ヴィルヘルム2世やマックス・フォン・ブラントをはじめ黄禍論を唱え、1895年にはロシアやフランスと共に日本に三国干渉をかけて遼東半島を清に返還させ、その後曹州教案を理由に1898年山東半島南部の膠州湾租借地を獲得した。

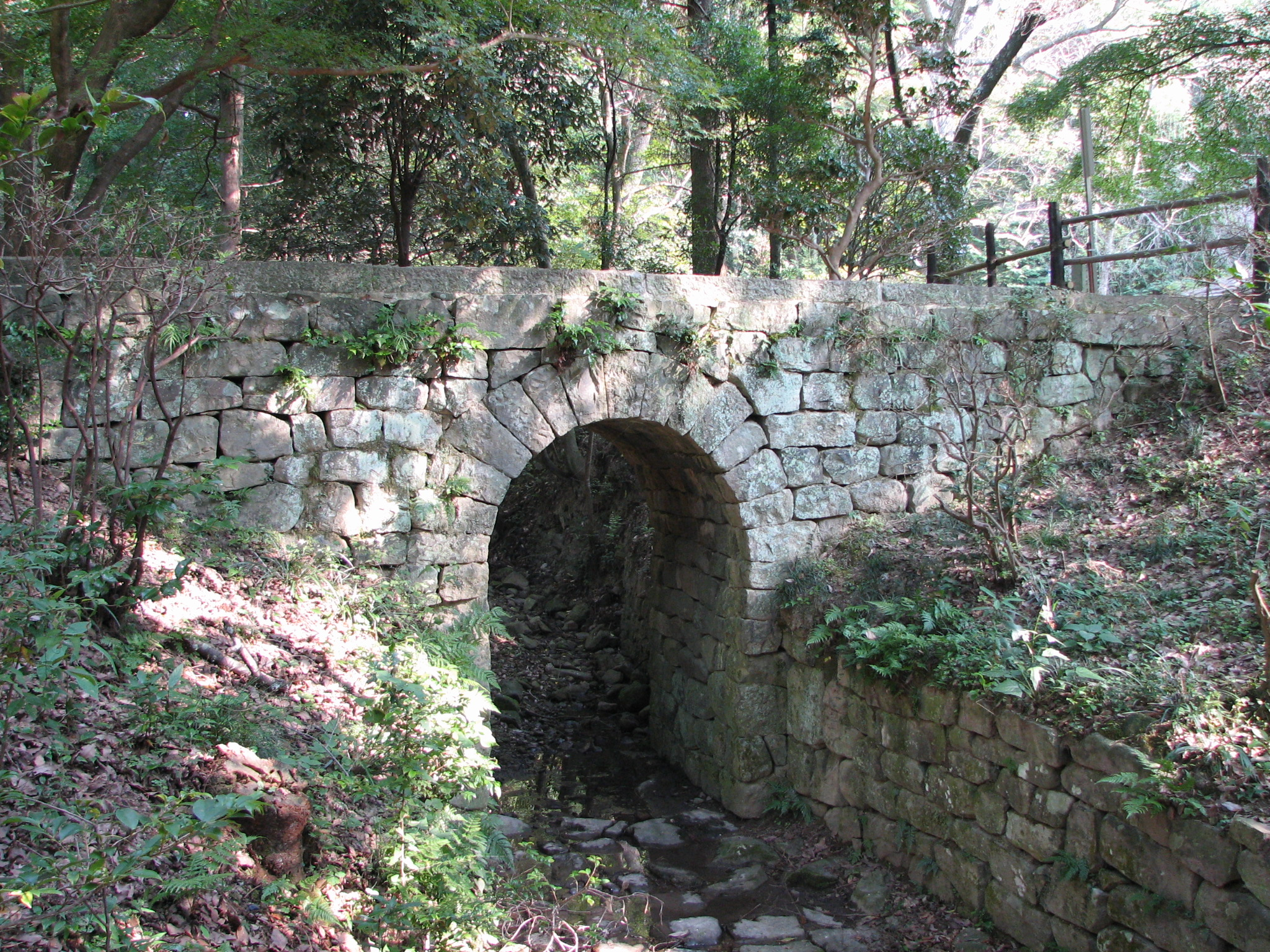
板東俘虜収容所の収容者たちが建設したドイツ橋。

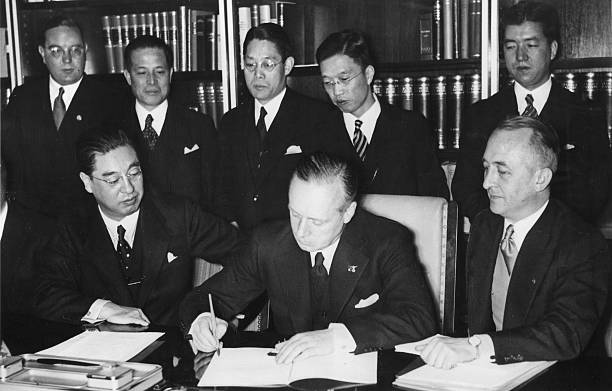
日独防共協定に調印するリッベントロップ外相とそれを見守る武者小路公共駐独日本大使（1936年11月25日）。

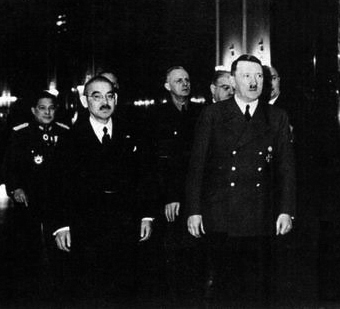
訪独し、アドルフ・ヒトラー総統との会談に臨む松岡洋右外務大臣（1941年3月）。

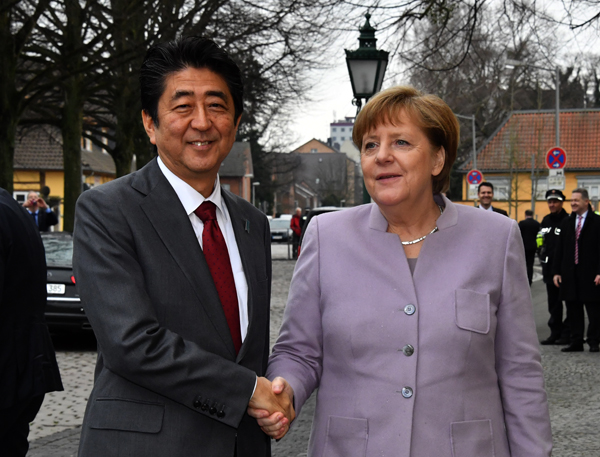
安倍晋三とアンゲラ・メルケルの握手。2017年。

第一次世界大戦では日本とドイツは交戦国になり、青島の戦いなどで衝突した。捕虜は板東俘虜収容所などに送られ、そこでの捕虜に対する人道的な扱いは戦後の日独友好関係に寄与した。捕虜は地元住民との交流が許されビールやドイツ料理を伝えたほか、建築技術の披露としてドイツ橋が建設され現在でも史跡として残っている。戦後、勝利した日本はアジア太平洋や中国におけるドイツ権益を引き継いだ。その後、日中戦争の際には日本と対立する国民党軍へドイツ軍事顧問団を派遣したり武器給与を行うなどの中独合作を実施したが、第二次世界大戦では両国は対ソ連を意識して防共協定や日独伊三国軍事同盟を結んだ。だが同盟はついに実効的なものとはなり得ず、両国は互いに不本意ながらアメリカ・イギリス・ソ連を敵に回しついに敗北するという結末となった。
戦後、ドイツは冷戦の開始により東西に分割された。その二国のうち、西ドイツとは1952年に国交を回復。焼け野原から共に奇跡の復興を果たした経済大国として平和的な関係に発展し、重要な経済的パートナーとしてイギリスやフランスを凌ぐ欧州最大の貿易相手国へと成長した。政治的にはともに1975年からG7に参加しており、日本はアジア最大の、西ドイツは欧州最大の経済力を背景にそれぞれ発言力を強めた。他方、ソ連の強い影響下に置かれ東側諸国となった東ドイツに対しては、西ドイツ政府への配慮もあり日本との外交関係樹立は遅れたが1972年に東西ドイツ基本条約が締結したことによって国交が樹立した。東ベルリンでは鹿島建設によって1978年に国際貿易センタービルが竣工し、その後も西ドイツよりも小規模ながら比較的安定した外交関係が1990年のドイツ再統一まで続いた。1989年2月の昭和天皇の葬儀・大喪の礼に際し、東ドイツからはマンフレート・ゲルラッハ国家評議会副議長が、西ドイツからはリヒャルト・フォン・ヴァイツゼッカー大統領が参列した。
ドイツ再統一後も、日独の友好は保たれている。経済的には未だに日本にとってドイツは欧州最大のパートナーであり、一方でドイツにとって日本は中国に次ぐアジア第二位の貿易相手である。2020年のドイツの対日輸出は構成比1.4%、対日輸入は構成比2.1%を占める。一方で経済的な競争も存在し、特に自動車産業においてはフォルクスワーゲン、メルセデス・ベンツ、BMW、アウディに代表されるドイツ車は日本車と世界シェアを争っている状況にある。日本における輸入車の販売数国別トップはドイツ車で2010年以降はその売り上げが失速しているものの6割超を占め、他方ドイツでは一定の人気を博しているものの最大でトヨタの2.3%、各社合計でも1割以下であるなど日本車のシェアは大きくない。
国際政治の面では、国際連合の国際連合安全保障理事会の改革では日独両国が常任理事国になる案も有力で、この点では両国はともにG4諸国として協力関係にある。安全保障においてはドイツはアジアに海外領土を持たないため、直接日本と関わることは少ないが、2021年には中国牽制のため日本にフリゲート艦が寄港し、同年には自衛隊・ドイツ軍による共同訓練も実施され、安保協力議論のための日独2プラス2も初めて開催。また米仏豪英印伊韓およびNATOに続いて日本と軍事情報包括保護協定も締結するなど、準同盟的な関係を強めている。文化的な交流として代表的なのはサッカーで、1964年の東京オリンピックに向けた日本代表（男子）の強化コーチであったデットマール・クラマーが日本代表をベスト8へと導き、他に日本サッカーリーグの創設など日本サッカー界の礎を築いたことから「日本サッカーの父」として知られる。また近代化におけるドイツの影響から日本語におけるドイツ語の借用は現在でも見られる。かつてカルテはすべてドイツ語で書かれていたように医学でそれは顕著であり、ほか日常生活で一般化しているものとしては労働を意味する「アルバイト」、馬の背に敷く布から派生して「ゼッケン」、童話や小話を意味する「メルヘン」、日独同様の意味で「エネルギー」、紋章を意味する「ワッペン」、加えて音楽用語や登山用語、スキー用語、写真用語にもドイツ語は多く見られる。

#### ハンガリー
ハンガリー : 両国の交流は18世紀後半から始まった。1771年にはモーリツ・ベニョヴスキーが千島列島から下って四国阿波国（現在の徳島県）や奄美大島に至っており、彼がオランダ商館に送った手紙はロシア帝国が千島列島に要塞を築いているという内容を含んだもので、林子平などがロシアの脅威を説くきっかけとなった。1846年にはバーナード・ジャン・ベッテルハイムが琉球王国に漂着。聖書を琉球語に翻訳し伝えたほか、種痘を伝授し、英琉辞書を編纂し、イギリスの対琉政策に影響を及ぼし、1854年琉米修好条約の締結のためマシュー・ペリーが来琉した際には琉球語の能力や知識が認められ彼のもとで働いた。

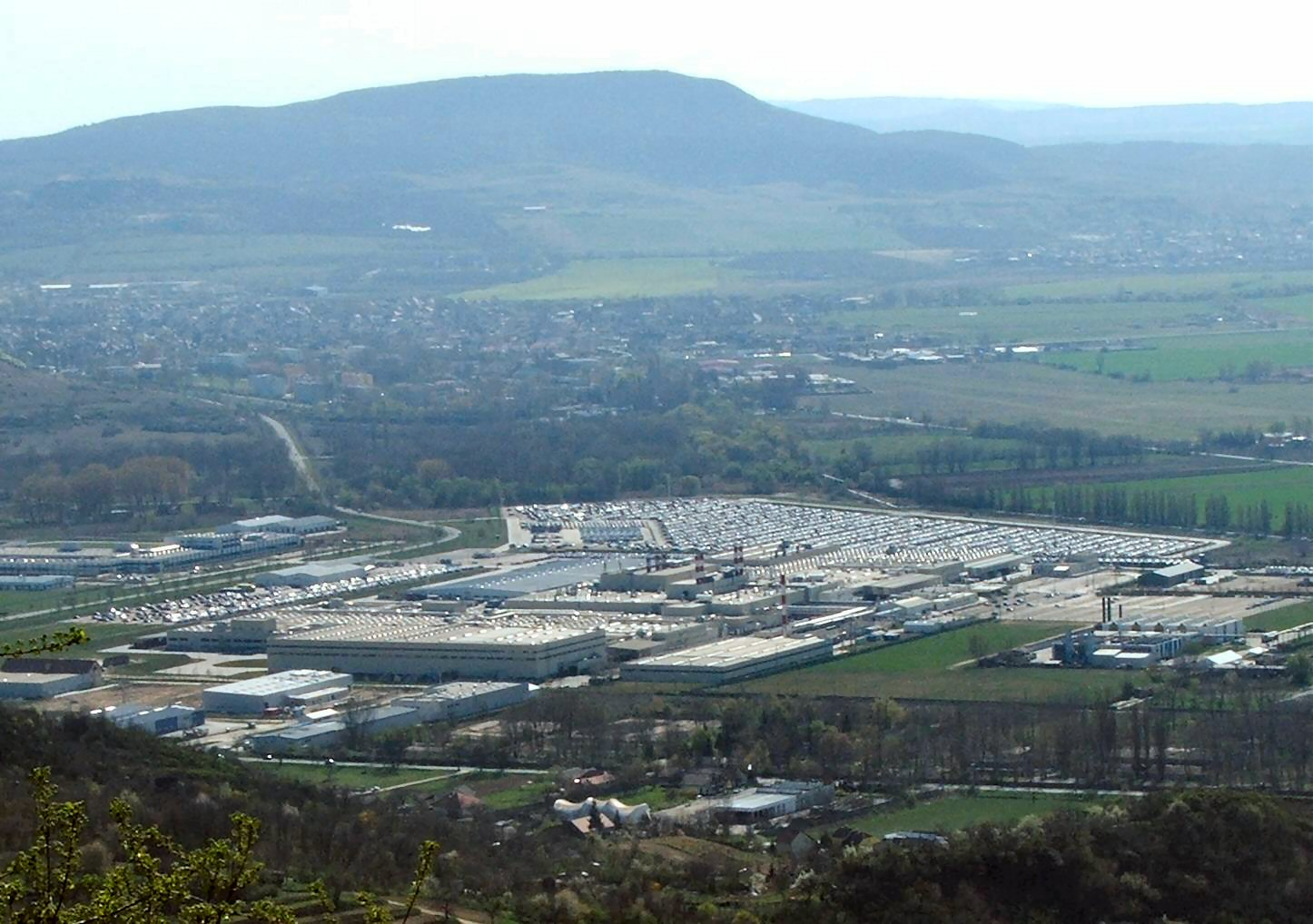
ハンガリーの都市エステルゴムに所在するマジャールスズキの工場は、2007年時点で6,300人以上の従業員を抱える。

正式な国交の成立はオーストリア＝ハンガリー帝国時代の1869年に日墺修好通商航海条約が締結されたことに始まる。近代化にも一定の影響を及ぼし、明治政府の騎兵隊は馬をハンガリーから購入し、また多くの陸軍士官がハンガリーで訓練を受けた。19世紀末にはハンガリーにもジャポニズムが波及し、日本語教育が開かれるなど日本が多方面で注目されるようになった。またツラニズムやウラル・アルタイ語族仮説の影響でハンガリー語と日本語の類似点が指摘され、マジャル人と大和民族が同祖であるという思想も広まった。日露戦争の日本勝利はハンガリーでは好意的に受け止められたが、第一次世界大戦では対立し帝国は瓦解。新たに誕生したハンガリー王国はツラニズムに基づきより一層日本との文化交流を進め、友好の印としてホルティ提督は昭和天皇に対して駿馬を送っている。第二次世界大戦では日本と同じ枢軸側に立った。
戦後は1959年に国交が復活。冷戦の中、今岡十一郎などが『ハンガリー語辞典』を編纂するなど友好に尽力し、1989年の体制転換以降の交流は活発である。経済的にはスズキが設立した現地法人マジャールスズキは乗用車の生産能力を持ち、東欧のみならず欧州全域に日本車を供給する一大生産拠点となっている。貿易においては日本はハンガリーにとって中国に次ぐアジアで二番目に重要な貿易相手で、2020年の対日輸出の構成比は0.6％、対日輸入の構成比は1.2％だった。また政治や安全保障、科学技術の分野でも協力が進んでいる。2019年には東京にハンガリー文化研究所が開設された。一方でハンガリー政府は国内の反発があるにも拘らず日本と諸分野で問題を抱える中国に接近する姿勢を見せており、不安定さをはらんでいる。

#### フランス
フランス : 歴史的な接触は17世紀に遡り、1615年に仙台藩の伊達政宗がローマに派遣した慶長遣欧使節の支倉常長がサントロペに上陸したことが日仏関係の始まりとされる。その後フランソワ・カロンがフランス東インド会社を通して日本との交易関係を確立しようとしたもののこれは失敗に終わった。しかし幕末にはオランダ風説書によってフランス革命の状況が伝わり幕府が興味を示すなど間接的な交流は存在していた。1858年にはグロ男爵の来訪で安政の五か国条約に数えられる不平等条約・日仏修好通商条約が締結されて外交関係が開設され、下関戦争や神戸事件では一時的に戦闘に陥るも国交が断絶することはなく、またブリュネに代表されるフランス軍事顧問団やフランス公使ロッシュなどが戊辰戦争や箱館戦争では幕府側に立つなど、幕末には米英と並んで強い影響力を持った。

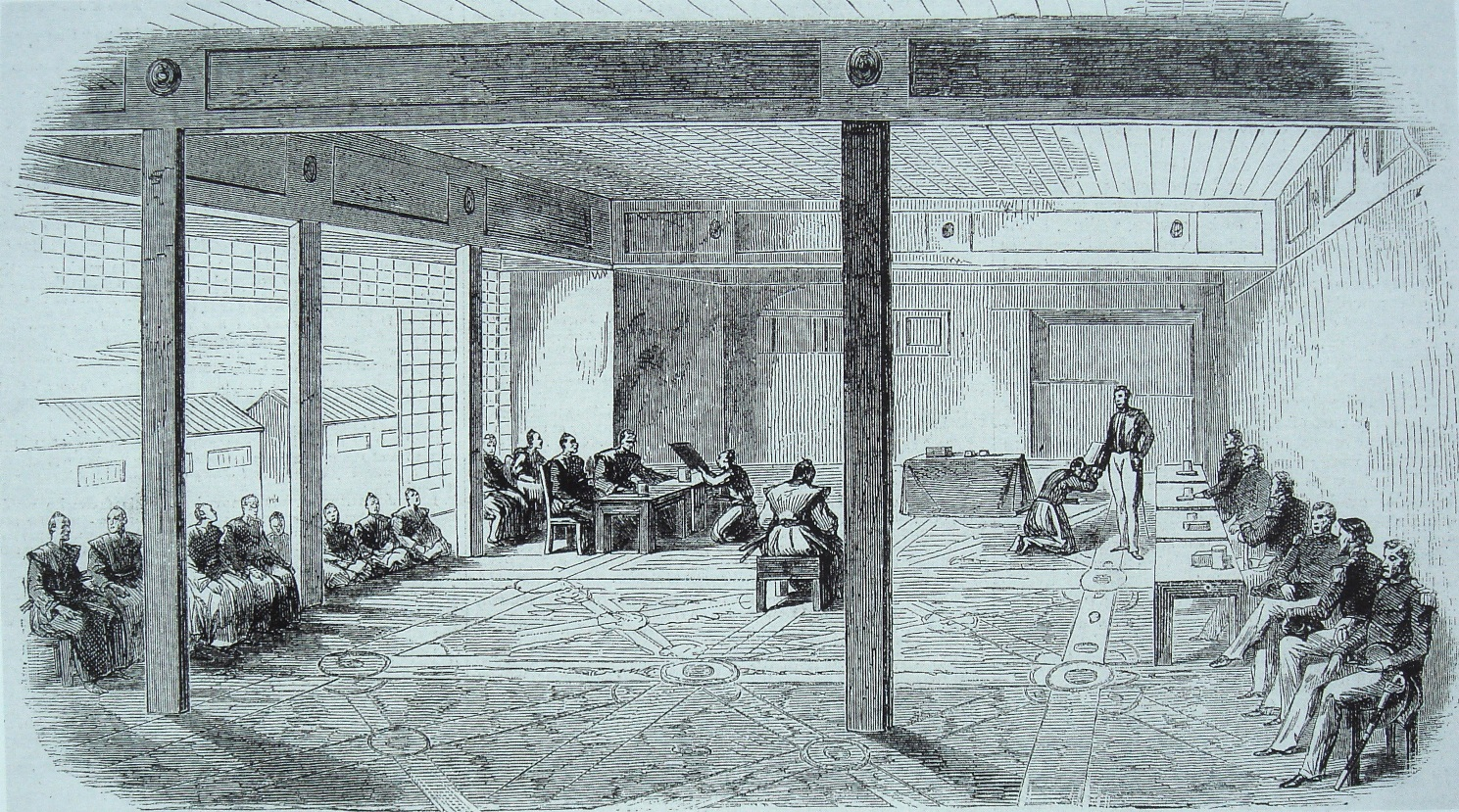
1858年、江戸での日仏修好通商条約締結の様子。

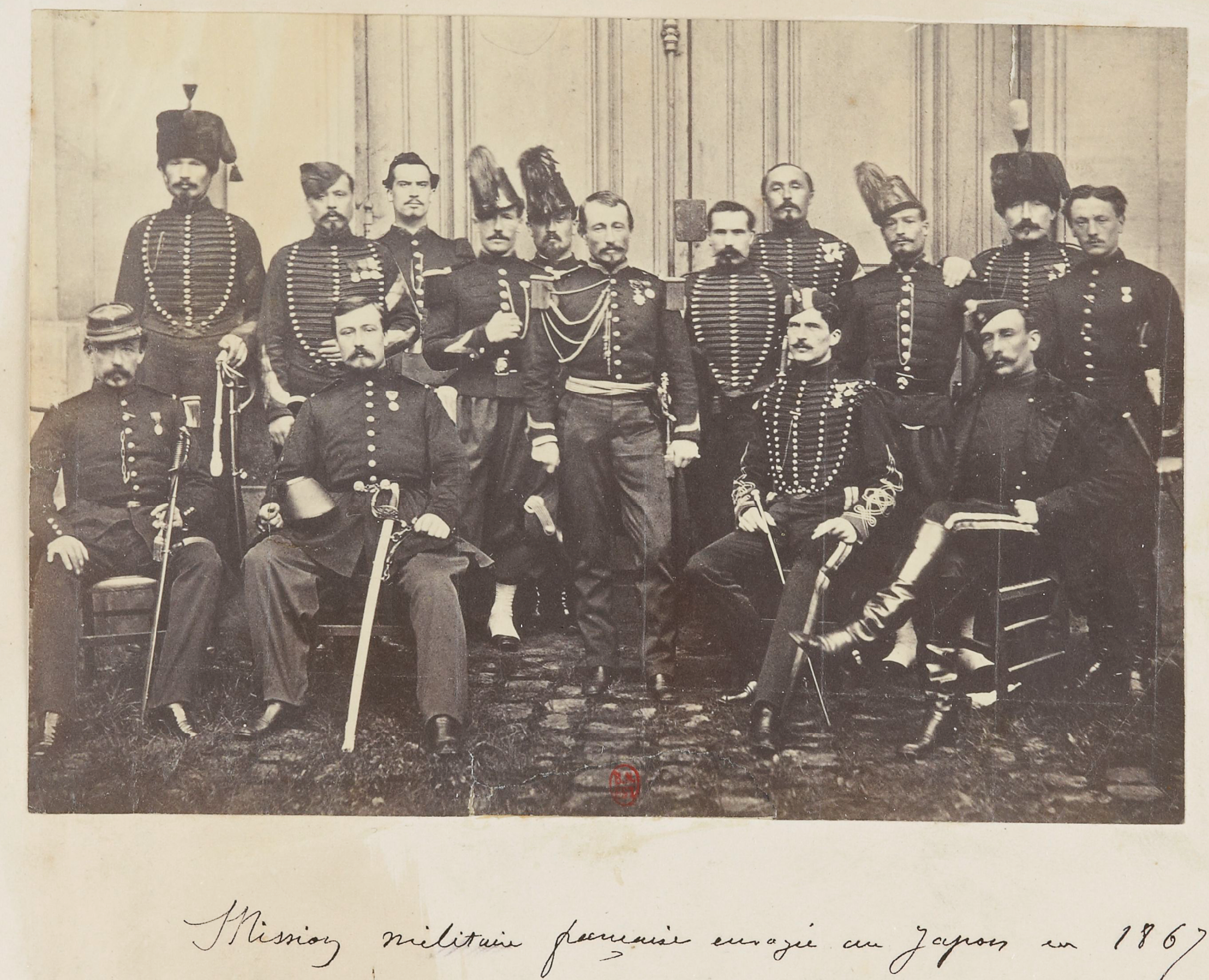
1867年、第1回フランス軍事顧問団が送られる。前列右から2人目がジュール・ブリュネ。

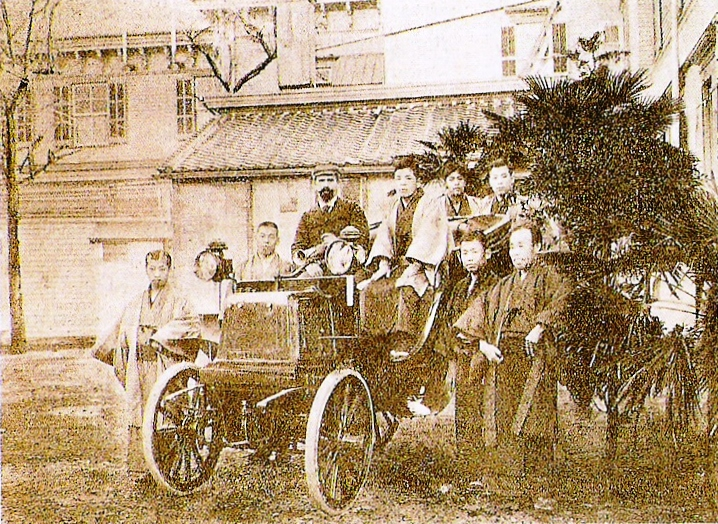
1898年、日本で初めて自動車パナール・ルヴァッソールが走る。

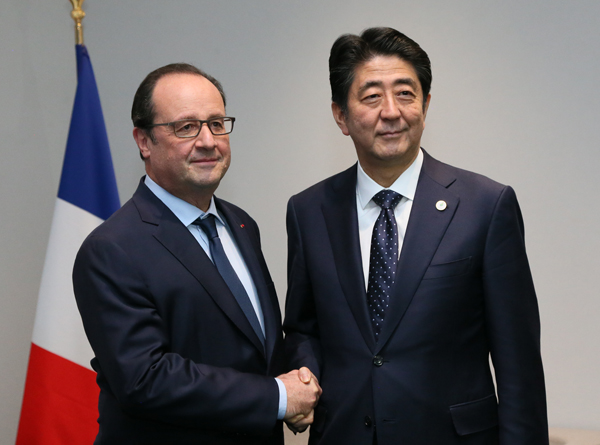
2015年、安倍晋三内閣総理大臣(当時、右側)とフランソワ・オランド仏大統領(当時、左側)の会談。

日本の近代化の過程でフランスは米英独に次いで重要な役割を果たしており、特にボアソナードは不平等条項の撤廃のため日本の国内法の整備に大きな貢献を果たし「日本近代法の父」と呼ばれている。ほか建築や開発面でフランスの影響は大きく、幕末にはヴェルニーが横須賀造兵廠や横須賀海軍施設ドックの建設を指導し、コワニエが生野銀山の開発に尽力した。明治期になると プレグランが日本初となる日本橋、銀座、横浜でのガス灯設置の指揮を執り、ボアンヴィルが皇居を設計、ブリューナやバスチャンが富岡製糸場の設立に貢献している。ほか、大日本帝国海軍を増強したベルタン、通訳や翻訳家として様々な事業の橋渡し役を担ったデュ・ブスケ、フランスに戻って日本の歴史を伝えたモンブラン、画家として雇われ数々の風刺画を残したビゴー、植物学に貢献したサヴァティエ、大浦天主堂を建設し隠れキリシタン発見に貢献したプティジャンなど特異な活躍をした者もいる。一方である程度の近代化が果たされると黄禍論に影響されてロシア帝国やドイツ帝国とともに三国干渉を行い、また露仏同盟に基づいて日露戦争ではロシア帝国を支持するなど日本と敵対的な姿勢を取った。
日露戦争後は日仏協約が締結されて関係は一定程度改善し、第一次世界大戦ではともに連合国として参戦した。その後設立された国際連盟ではともに常任理事国を務めた。またこの頃には渋沢栄一と駐日フランス大使クローデルの尽力で日仏会館が設置され、大戦以前より渡仏していた画家の藤田嗣治がパリで成功を収め、岡本太郎も渡仏した。第二次世界大戦では早期にフランス第三共和政が降伏し、その代わりに建ったヴィシー政権とは当初仏印進駐などで対立するも、ともに枢軸国としてマダガスカルの戦いなどで共闘している。一方でシャルル・ド・ゴールを中心とした自由フランスが対日宣戦布告をしたが、実際の戦闘は発生しなかった。
戦後は国交回復を経て一定の友好関係を取り戻した。1975年からはともにG7にも参加しており多くの場面で立場を共にする。ただしフランス政界での対日観は非常に多様であり、日本文化の愛好家として知られたジャック・シラクなど親日家がいる一方で、フランス首相を務めたエディット・クレッソンやニコラ・サルコジは反日的な姿勢を示すなど、一部には強硬な反日派もおり不安定さをはらんでいる。その繋がりは政治よりも文化面で特に顕著であり、美術、音楽、食文化、文芸、建築、芸能、服飾、美容などは日本の文化にも大きな影響を与え、これら分野の用語にはフランス語からの借用も多い。例えば美術面では本来鉛筆を意味する「クレヨン」や「アトリエ」、服飾なら「マネキン」や「ブティック」、美容では「ルージュ」や「サロン」、食文化なら「カフェ」や「コンソメ」、「ソムリエ」や「メニュー」などが、いずれもフランス語を由来とし日常会話の中で定着した。一方でフランスは日本文化の支持者が多い国である。19世紀後期はジャポニズムとして浮世絵や日本画、書道や陶磁器といった伝統文化がフランスに受容され、ゴッホやモネ、セザンヌやルノワールなどに影響を与えた。現代ではゲームやアニメ、漫画などサブカルチャーを中心に人気を博す。
経済面では競合関係にあり、特に高速鉄道や原子力発電所の受注では激しい競争を展開する。韓国や中国ではTGVが導入されたほか、ITERでもフランスが誘致合戦に勝利した。一方で科学技術開発においては原子力エネルギー分野など緊密な協力関係が構築され、2005年にはコンコルドの後継となる次世代型超音速商業飛行機の日仏共同開発を発表するなど、多面的な利害関係にある。安全保障上での協力は2010年代以降、海洋進出を強める中国を念頭に急速に拡大している。2011年には日仏情報保護協定が締結され、これはアメリカ以外の国家と結ぶ初の軍事情報包括保護協定となった。2015年には無人機などを中心に兵器の共同開発を進めていく方針が示され、2019年には自衛隊とフランス軍との間で物品を融通する日・仏物品役務相互提供協定が締結。2021年にはフランス軍が初めて日本の陸上演習に参加し、2022年にはフランスは日本をパートナー国に格上げしている。また日本の常任理事国入りにも賛成の姿勢を見せるなど、日仏は安全保障で協調している。

#### ベルギー
ベルギー : 両国との交流は1588年、イエズス会宣教師であるテオドロ・マンテルスが長崎に上陸したことに遡る。1866年には不平等条約の一つである日白修好通商航海条約を締結し正式な外交関係が始まった。1873年には岩倉使節団がベルギーを訪れ国王レオポルド2世に謁見している。日本の近代化にも一定の影響を及ぼし、ベルギー人のお雇い外国人もわずかに確認できるほか、明治初期には日本の模範の一つとされた。例えば1877年には周布公平が本格的なベルギー紹介書である「白耳義国志」を著わした。また久米邦武、井上毅、矢野龍渓等もベルギーを小国ながら大国に伍していると評価し、模範国の一つとするべきであると紹介している。さらに陸軍は大国の間にあって中立を堅持しているベルギーの軍事力に注目し、山縣有朋、有栖川宮熾仁親王、野津道貫らが視察に訪れ、また多くの士官を留学生として派遣した。

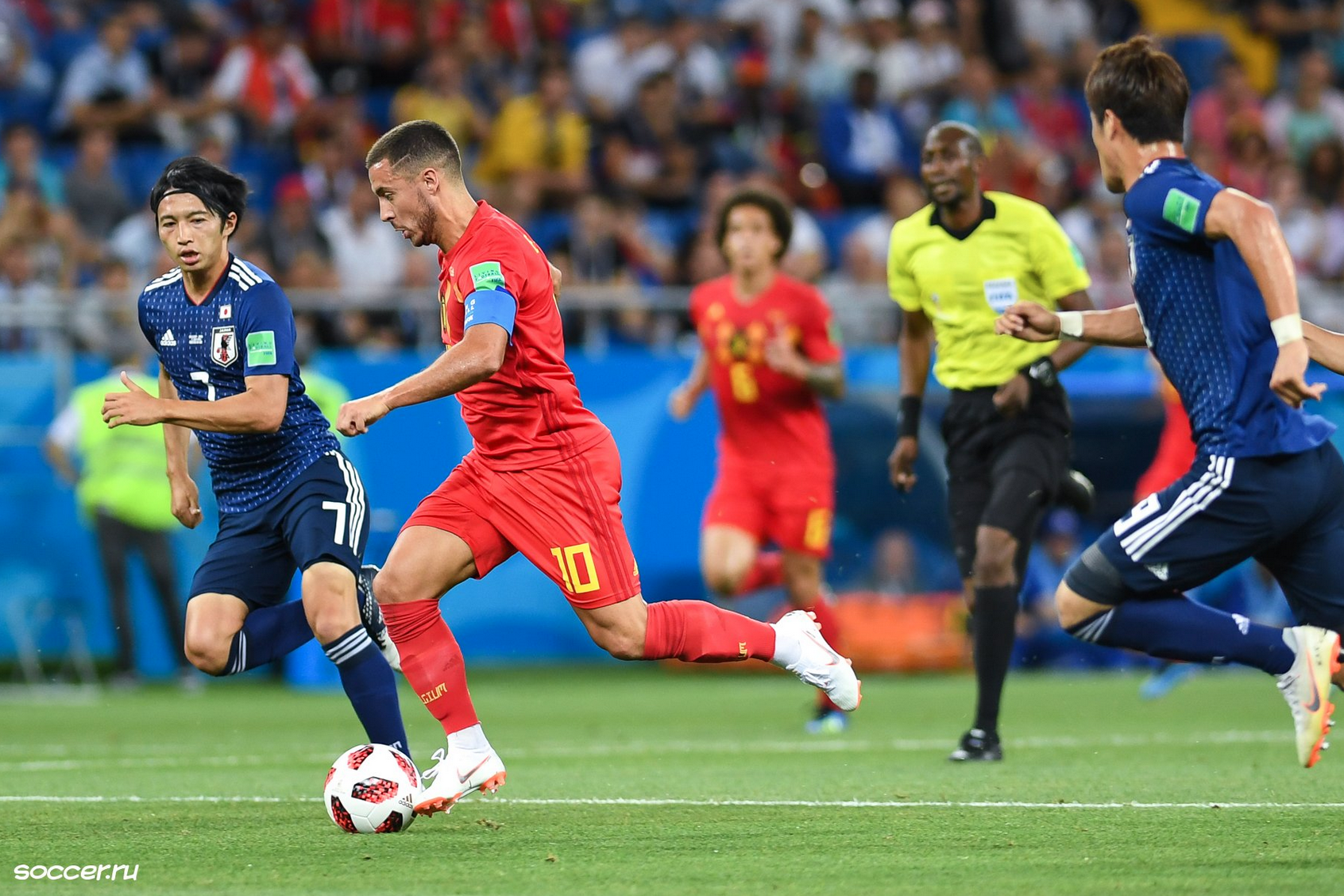
2018年ロシアワールドカップにおける日本とベルギーの試合(2018年7月2日)。「ロストフの死闘」として知られる。

第一次世界大戦ではベルギーはドイツ帝国の侵攻を受けた。この時、日本におけるベルギーへの注目はにわかに高まり、フランスやベルギーに在住していた日本人がフランス兵やベルギー兵に救護を行い、また東京や大阪では義捐活動も展開されていた。また友好の印として日本刀が朝日新聞から国王アルベール1世に献上されている。第一次大戦後は初代駐日ベルギー大使としてアルベール・ド・バッソンピエールが着任し日本を好意的に伝えた。第二次世界大戦ではベルギーの戦いののちナチス・ドイツに占領されたため、日本と直接的な接点は持たなかった。
サンフランシスコ講和条約を契機に戦後は国交が回復し、現在では友好国として知られる。経済的には、2020年のベルギーの対日輸出は構成比1%、対日輸入は構成比3%で、ベルギーにとって日本は中国やインドに次ぐ主要貿易相手となっている。また国際政治や安全保障でも協調姿勢が示されており、2021年には中国の海洋進出を念頭に自衛隊・アメリカ軍・フランス軍およびベルギー軍による共同訓練が実施された。ベルギー王室と皇室の関係も伝統的に良好で、友好150周年にはベルギー国王夫妻を招いた宮中晩餐会が開かれた。また1969年には日本・ベルギー協会が設立されこれが民間交流を促進。スポーツではサッカーの繋がりが顕著で、2018年ロシアワールドカップにおける日本対ベルギー戦は日本が最もベスト8に迫ったことから「ロストフの死闘」としても有名である。

#### ポーランド
ポーランド : 1642年にポーランド人のイエズス会宣教師ヴォイチェフ・メンチンスキーが鹿児島県に上陸しており、これが日本とポーランドの初めての接触である。逆に日本人が初めてポーランドを訪れたのは1892年で、ユーラシア大陸を横断中の福島安正少佐が独露支配下のポーランド地域を訪れている。日露戦争のさなかの1904年には後に「ポーランド建国の父」と呼ばれるユゼフ・ピウスツキが兄のブロニスワフとともに来日しており、ピウスツキは対露で一致する日本に好意的でポーランド軍団の対露参戦も検討していた。また兄のブロニスワフはアイヌなど民俗学の研究者でもあった。彼らの要望もあって日露戦争の捕虜は松山に収容されたが、中でもポーランド人兵士は厚遇されたことが知られている。また日露戦争の日本の勝利はロシア帝国に支配されるポーランド人の民族意識に少なからず影響を与えたとされる。

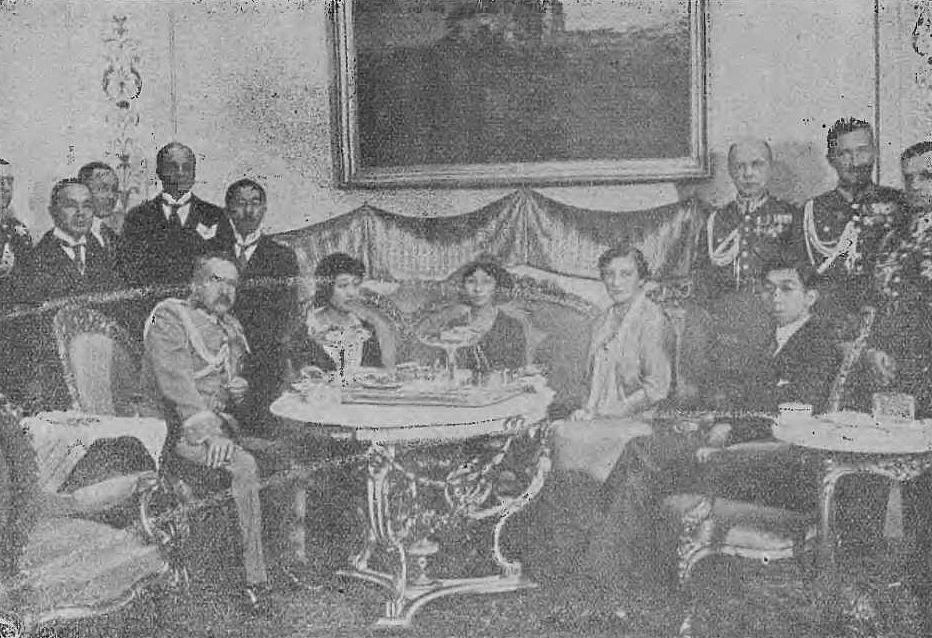
1930年、ワルシャワにて懇談するユゼフ・ピウスツキと高松宮宣仁親王。

ドイツ革命、ロシア革命の混乱のさなか、1918年にポーランドは独立を果たした。1919年に日本はこれを承認し、1922年には日本国波蘭国間通商航海条約が締結された。戦間期にはシベリア出兵で日本兵が当地に残留していたポーランド人孤児を救出し、「アウシュビッツの聖者」として知られるマキシミリアノ・コルベやゼノ・ゼブロフスキーが長崎で宣教活動を実施するなど、両国の関係は比較的安定したものだったが、第二次世界大戦ではポーランドはドイツやソ連に占領され、国交が途絶えた。この間、初代駐日ポーランド大使のタデウシュ・ロメルは杉原千畝の尽力により日本に避難してきたユダヤ人に対してアメリカやカナダへの渡航を許可するビザを発給し、命のバトンを繋いだと評価されている。
戦後は冷戦の影響で社会主義となったポーランド人民共和国と1957年に国交を再開し、体制転換後は同じく資本主義や民主主義を標榜する友好国として関係が緊密化している。政治的にはウクライナ支援や対露で方針が一致しており、2015年には戦略的パートナーの関係となった。日本の常任理事国入りにも支持を示している。また経済成長に伴って日本にとってポーランドはEU加盟国のうち主要な貿易相手へと成長しつつあり、2020年のポーランドの対日輸入は構成比1.9%を占めていた。予てより西欧向けの製造拠点が多く置かれていたが、現在では消費市場としての魅力も注目されている。寿司など日本文化も浸透しており、欧州随一の親日国として知られる。2019年には国交樹立100周年を迎えた。

#### ポルトガル
ポルトガル : ポルトガルは日本が最初に接触した欧州の国である。大航海時代に入るとポルトガルは覇権国として東南アジアや東アジアへ進出し始め、その過程で1543年ポルトガルの商船が大隅国種子島に漂着した。そして彼ら商人によって日本に鉄砲が伝来したことが『鉄炮記』によって知られており、これは戦国時代の日本に大きな軍事的変革を齎している。桶狭間の戦いや長篠の戦い、関ヶ原の戦いなどはいずれもその勝敗に鉄砲(火縄銃)の保有数や戦略が大いに関係していた。この接触以後、織田信長や大友義鎮などを代表とする戦国大名の庇護のもとで南蛮貿易が推奨され、ポルトガルはマカオを拠点に日本・中国・琉球・ポルトガルを結ぶ貿易システムを形成した。この時、日本にはカボチャ・スイカ・トウモロコシ・ジャガイモ・地球儀・眼鏡・煙草などの物品が流入した。また南蛮貿易は布教活動や技術・知識の伝播を伴うもので、ポルトガル人宣教師ルイス・フロイスは布教活動の傍ら『ヨーロッパ文化と日本文化』と『フロイス日本史』を記し、ジョアン・ロドリゲスも『日本大文典』を記している。ルイス・デ・アルメイダは西洋医学を持ち込み日本初の病院を開いた。1549年に来日したフランシスコ・ザビエルはスペイン人であるが東アジアに赴いたのはポルトガル王ジョアン3世の依頼である。布教活動の影響から日本にはキリシタン大名が生まれ、天正遣欧少年使節もリスボンに寄港している。1603年にはイエズス会によって『日葡辞書』が発刊された。

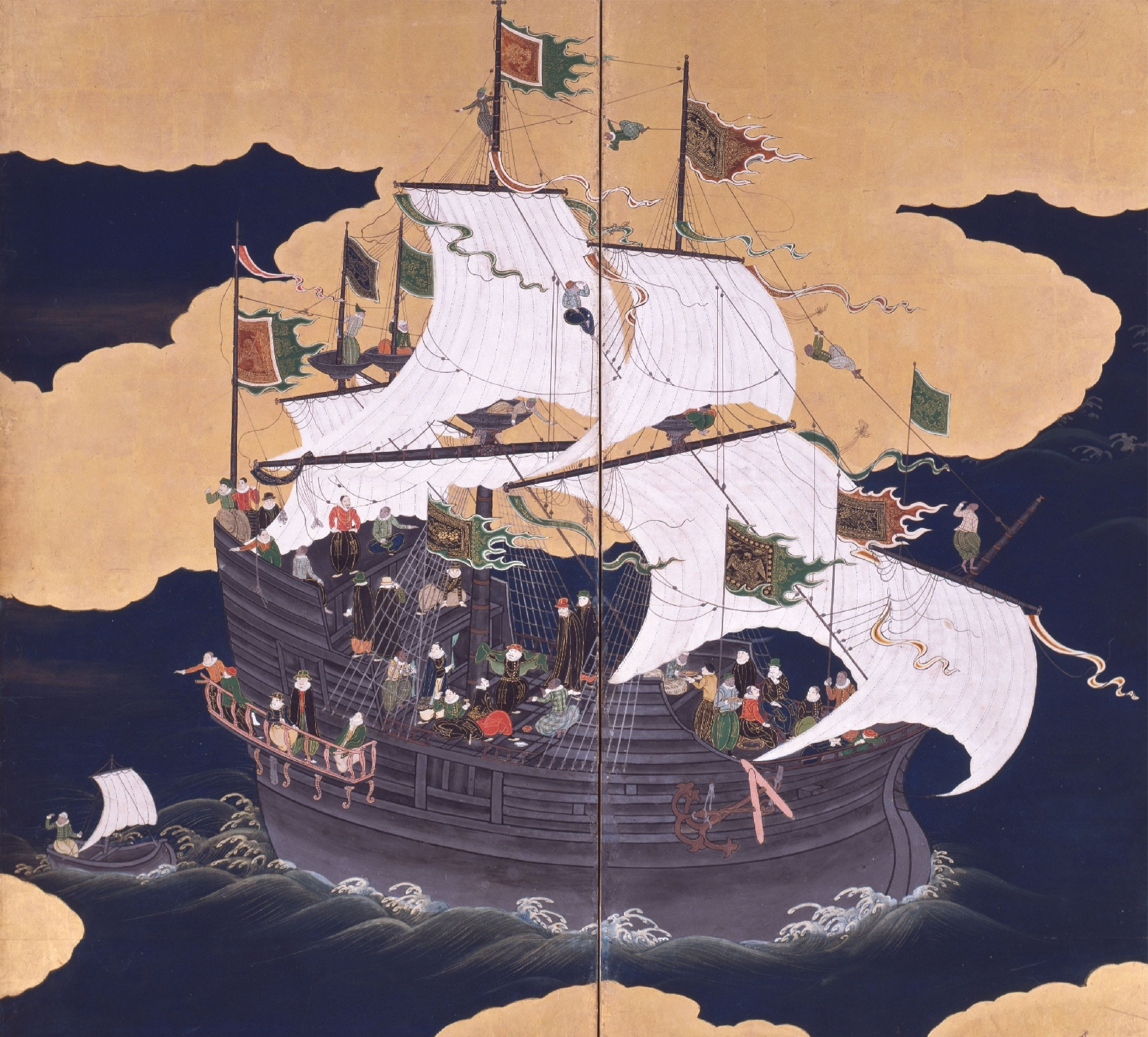
17世紀、長崎のポルトガル商船を描いた南蛮屏風の一部(リスボン国立古美術館所蔵)。

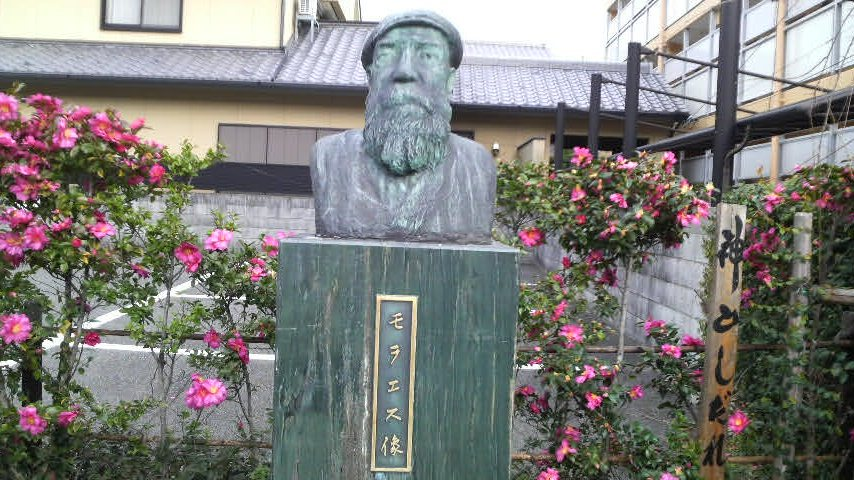
徳島県徳島市のモラエス通りにあるモラエス像。

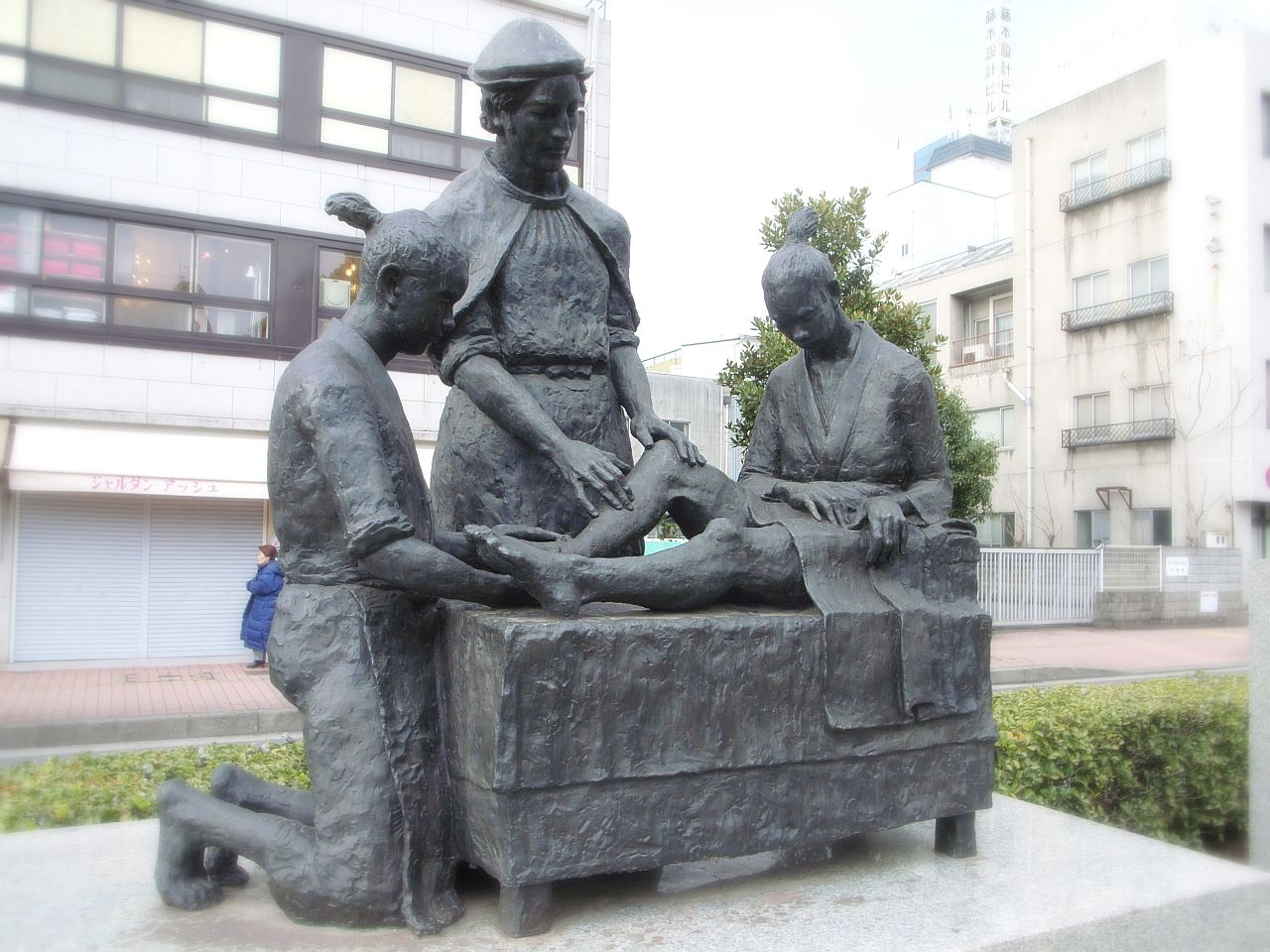
大分県大分市にある西洋医術西洋医術発祥記念像。中央がルイス・デ・アルメイダ。

しかし豊臣秀吉政権下では、当初は南蛮貿易が推し進められたもののバテレン追放令で一転してポルトガル人を含む宣教師は追放された。その背景には植民地拡大への危機感や日本人奴隷問題など諸説ある。江戸幕府もこの政策を踏襲し、徳川家康がキリスト教禁止令を出した。さらに幕府は当時ポルトガルと同君連合の関係にあったスペインとの関係を断ち切ったことで、ポルトガルとの交流は17世紀中盤にいったん途絶している。ただし東南アジアの各地にあった日本人町では依然としてポルトガル人との交流が続いており、また幕府もポルトガルの動向はオランダ風説書を通じて把握していたとされる。
幕末にあたる1860年には日葡修好通商条約が締結され国交が樹立し、およそ200年ぶりに通商関係が再開された。なお、これもほかの欧米諸国と結んだ条約同様、不平等条約の一つである。一方でポルトガルはこの時点で大国としての地位は大きく衰えておりアジアの植民地の大部分を喪失していて、貿易の拠点となったのはティモール島とマカオである。日本の近代化に果たした影響も限定的で、ポルトガル人のお雇い外国人としては日本の簿記を改革したヴィセンテ・ブラガが知られているのみである。また外交官として来日していたヴェンセスラウ・デ・モラエスは日本を賛美する著書を残し、モラエスの死後に日葡関係への貢献が評価された。第一次世界大戦ではともに連合国として戦ったが、第二次世界大戦では日本軍によってティモール島を占領され、一部のポルトガル人は連合国の協力者と見做され収容されたことを証言している。この時、日本とポルトガルの関係は再び断絶し、戦後に回復している。
現在では友好国として知られる。政治面では資本主義・自由主義・民主主義・平和主義や法の支配といった多くの価値観を共有しており、協力関係が築かれている。ただし鎖国以前ほど結びつきは強くなく、従って経済関係の規模も欧州主要国と比較してあまり大きくない。ただし、ポルトガルは世界最大の天然コルク生産国および輸出国であり、日本でも高いシェアを誇る。一方でポルトガルは欧州の中でも比較的賃金が安いことを背景に生産拠点として魅力が高く、日産がリチウムイオン電池工場を建設し、信越化学はポルトガル企業の子会社化により欧州市場への進出を果たした。文化面での繋がりは経済や政治以上に強く、欧州で最初に日本と直接交流を持った国であることが関係してポルトガル語から日本語へ借用された言葉は多い。その中でも現代で一般的に使われているものとしては食品として「パン」や「ビスケット」や「ボーロ」、服飾に関連して「合羽」や「ボタン」、またそのほか「シャボン」や「ビードロ」、「じょうろ」などが挙げられる。

#### イギリス
イギリス : 日英関係は16世紀末の1600年に遡る。オランダ船リーフデ号が豊後国（大分県）に漂着し、乗船していたイギリス人航海士ウィリアム・アダムス（三浦按針）が徳川家康の外交顧問となり最終的には武士の地位も与えられた。その後イギリス商船が来日し平戸にはイギリス商館が開設されて通商関係が確立されるも、ほどなくしてオランダ商館との競合から思うように対日貿易は伸びず、イギリスも日本から一方的に撤退した。その後貿易再開を求められるも、鎖国体制下ということもあり実現しなかった。ただしナポレオン戦争の余波が極東にまで及び1808年にはイギリス軍艦がオランダ船拿捕を目的として長崎港に進入するフェートン号事件が起きたほか、オランダ人の協力で初の英和辞典『諳厄利亜語林大成』が1814年に完成、また1835年には山本音吉が初めてロンドンを訪れるなど意図しない交流は起きていた。

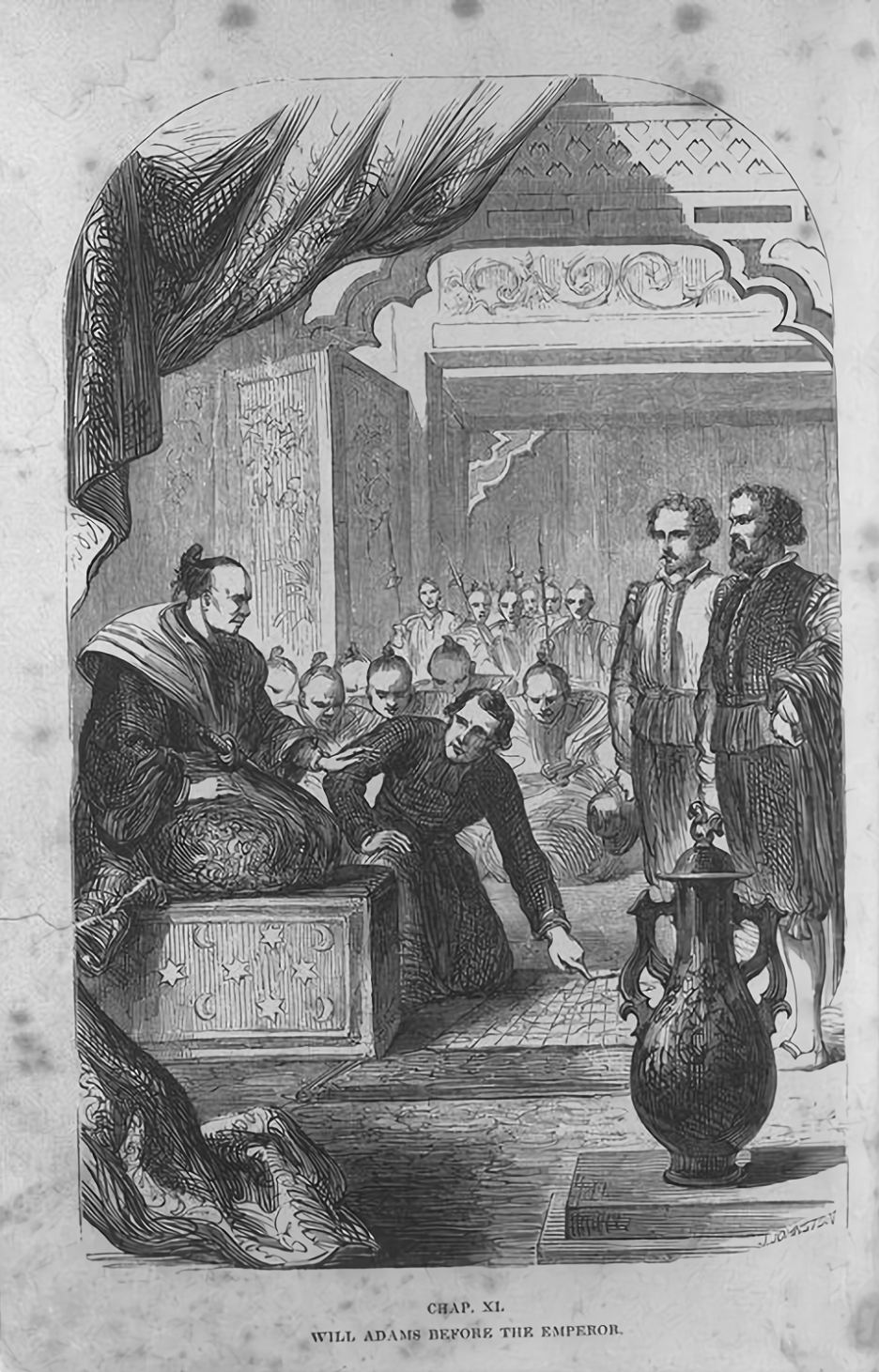
皇帝（大御所徳川家康）の前のウィリアム・アダムス。

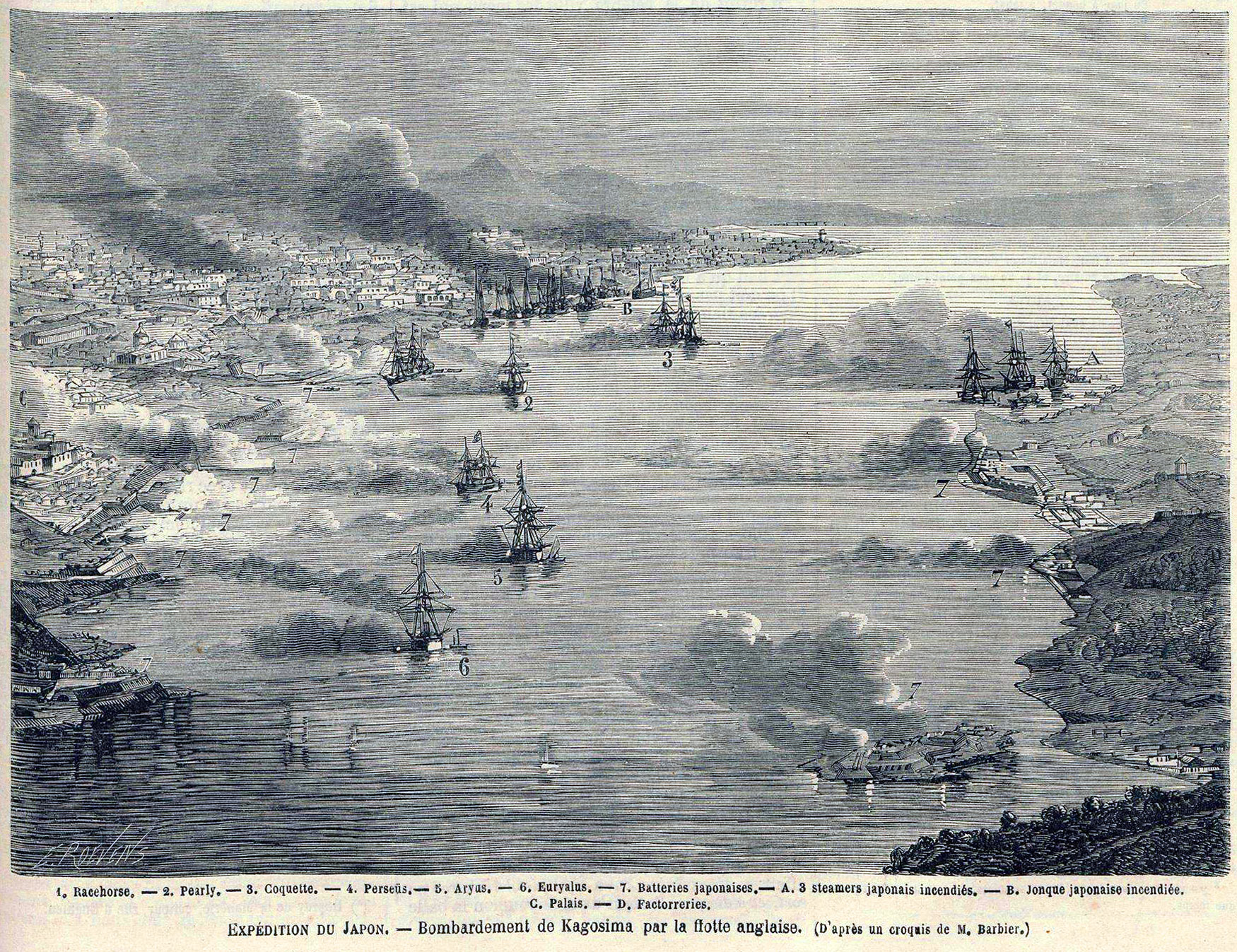
薩英戦争の様子。イギリス艦隊と薩摩砲台の戦闘。

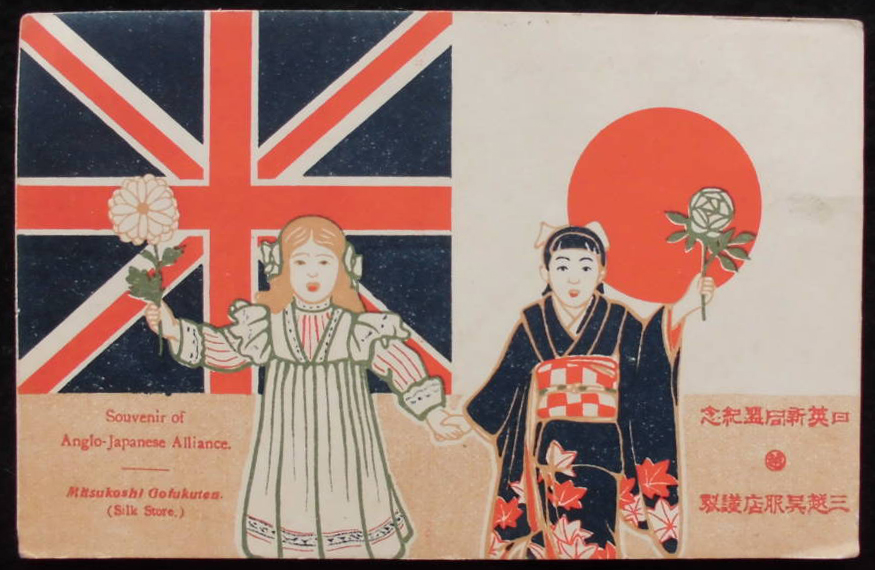
1905年、日英同盟を記念した絵葉書。

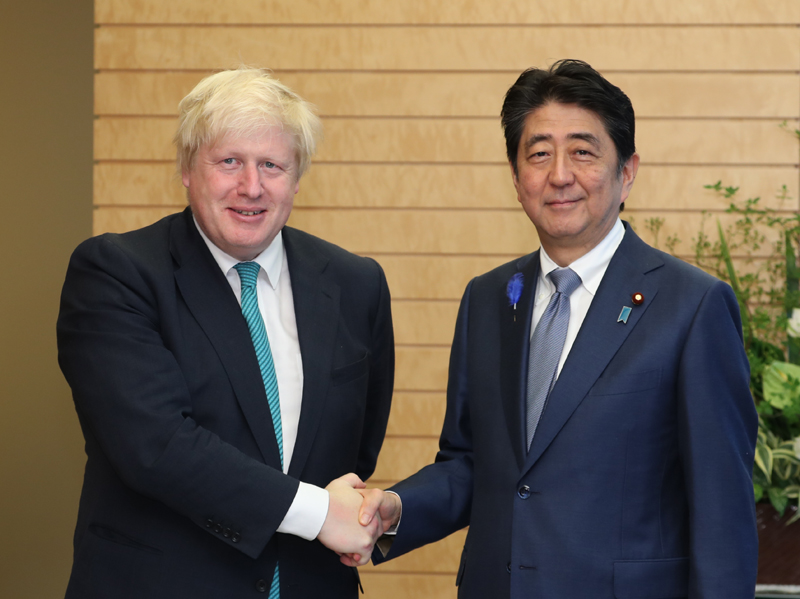
2017年、安倍晋三内閣総理大臣(当時、右側)とボリス・ジョンソン英外相(当時、左側)の会談。

1854年には日英和親条約、1858年に日英修好通商条約と不平等条約が立て続けに結ばれた。こののちオールコックが英国総領事館を開設し、グラバーは長崎を造船の町へと変貌させ高島炭鉱の開発・経営も実施し、アーネスト・サトウは日本学の基礎を築くなど、幕末からイギリスは日本の近代化に貢献した。一方で対英感情は決して良いものではなく、1861年には東禅寺事件が、1862年には生麦事件およびそれに起因する薩英戦争が、1863年には英国公使館焼き討ち事件が、1864年にはイギリスを含む欧米と下関戦争が発生するなど、日英関係は不安定であった。しかし、イギリスの実力を目の当たりにした薩摩藩や長州藩は反英から親英に転換していき、戊辰戦争でイギリスは実質的に新政府側を支援て明治維新後は急速に接近。イギリスは日本の近代化に大きな影響を齎した。1900年までのイギリス人お雇い外国人は4,353人で最も多く、新橋‐横浜間の日本初の鉄道建設を主導したモレル、西洋式技術教育を導入したダイアー、泉布観設計など煉瓦技術を持ち込んだウォートルス、鹿鳴館を設計したコンドル、日本の電気工学の礎を築いたエアトン、主要港の灯台を建設し「日本灯台の父」と呼ばれるブラントン、古墳を研究し「日本考古学の父」と称されるゴーランド、日本の書物を英訳したB.H.チェンバレン、「日本吹奏楽の父」と呼ばれ君が代作曲にも携わったフェントン、測量や気象観測の技術を伝えたマクヴェインなど、活躍した分野は多岐にわたる。
1886年にはノルマントン号事件が発生。これを契機に不平等条約改正の声が高まり、1894年日本はイギリスと日英通商航海条約を結び他国に先んじて条約改正を果たした。1902年にはロシアへの対抗として日英同盟を結び、これに基づいて日露戦争でイギリスは好意的中立を日本に示し、日本の戦費調達を金融面で支えた。第一次世界大戦やシベリア出兵ではともに同じ立場で参戦した。しかし戦間期には日米英仏による四カ国条約に拡大解消される形で日英同盟は失効し、盧溝橋事件や浅間丸事件を経て次第に日英関係は悪化、ついには第二次世界大戦で衝突した。日本軍とイギリス軍との間での激戦は数多く、マレー作戦や香港の戦い、シンガポールの戦い、インパール作戦などが知られている。終戦後、イギリスはイギリス連邦占領軍が連合国の日本占領に参加した。
現在ではともにG7に参加するなど安定した友好関係が築かれている。安全保障上の結び付きは中国を念頭に2010年代以降急速に強まっており、2014年から日英共同によるF35戦闘機搭載のミサイル研究が進められているほか、2013年には日英防衛装備品・技術移転協定および日英情報保護協定が署名され、2015年からは日英2プラス2が定期開催されている。2017年には自衛隊とイギリス軍とで物品を融通し合う日・英物品役務相互提供協定が締結され、イギリス軍に弾薬の提供が可能になった。また2021年には空母クイーン・エリザベスが日本に初来航し、自衛隊とイギリス軍の共同訓練も回数が重ねられ、両国部隊が入国しやすくなり共同訓練を円滑に進められるための協定締結も模索されるなど、その協力関係の深化は「新・日英同盟」とも言われる。また「自由で開かれたインド太平洋」や脱炭素へ向けた取り組みなどでも同じ立場にある。
貿易面では、イギリスにとって日本は中国本土や香港に次ぐ主要なアジアの貿易相手であり、日本にとってもイギリスは重要な欧州の貿易パートナーである。またイギリスのEU脱退を受けて2020年には改めて日英包括的経済連携協定(日英EPA)が締結され、自由な経済交流が推し進められている。一方でともに大国として経済的な競争も展開されている。イギリスが日本の近代化に大きく影響したこともあって、幕末から文化面における関係も緊密である。その代表的なものが皇室とイギリス王室との交流であり、昭和末期には、令和における天皇である徳仁がオックスフォード大学に留学しテムズ川の水運史を研究している。一方でイギリスでは日本食が一定の人気と定着を見せており、大規模イベントが開催されるなど日本のポップカルチャーも受容されている。2019年には大英博物館で日本の「マンガ展」が開催された。

#### ロシア連邦
ロシア : 日露関係は、断続的に関係が深まる時期をはさみつつも対立の時期が長い。これはロシアが伝統的に南下政策を取り、太平洋への出口を求めたため、日本の勢力圏と対立することが多かったためである。満州・朝鮮半島の支配権をめぐって1904年（明治37年）に始まった日露戦争や、1917年（大正6年）に起こったロシア革命に日本などの諸国が干渉して起こしたシベリア出兵、終戦直前にソ連軍が日ソ中立条約を一方的に破棄して日本支配地域に侵攻したソ連対日参戦などが起こってきた。
日本のポツダム宣言受諾による終戦後も南樺太と千島列島への侵攻を続け併合し(北方領土問題)、日本人を捕虜として連行してシベリア抑留するなどの行為が日本の人々の反感を生んだ。1956年（昭和31年）の日ソ共同宣言で国交が回復した後も、冷戦の中で緊張関係が続いてきた。1986年（昭和61年）以降に関係の改善が進み、現在の両国の間では、経済的な交流も盛んだが、領土問題やそれに起因する漁民銃撃・拿捕事件、平和条約問題、資源問題（サハリン2を参照）なども生じている。

### アフリカ
アフリカ諸国は日本とは歴史的に関係が薄かったが、近年アフリカ諸国に大使館を増やすなど外交を強化し、関係は深まりつつある。主に日本からアフリカ諸国への開発援助と、アフリカ諸国からの資源や農水産物の輸入、日本からの工業製品の輸出が、主な貿易関係である。
1993年（平成5年）からODAなどの経済支援を含む経済的・人的な交流を深める目的で日本、国際連合、アフリカのためのグローバル連合、世界銀行が共催し、アフリカ開発会議（TICAD：Tokyo International Conference on African Development）を開始した。ほか、サッカーなどスポーツの分野においてはアフリカ諸国を日本に招いた試合が行われたり、日本のテレビ番組でもアフリカ出身の外国人タレントが活躍するなど良好な関係を築いている。

#### ジブチ
ジブチ : 2011年より、戦後初の海外基地であると同時に日本史上初となるアフリカを拠点とする海外基地をジブチに構えている。

#### 南アフリカ
南アフリカ共和国 : アパルトヘイトで世界から孤立していた時代にも、多くの日本企業が進出して比較的密接な関係を築いていた。このため、国際社会から厳しい非難を浴びていた時期に日本人は同国から「名誉白人」（国連から非難決議を受けた）の扱いを受けていた。

## 国際機関
日本は以下の国際機関に加盟している。
- 国際連合（1956年）
  - 専門機関（国際連合食糧農業機関（FAO）、国際民間航空機関（ICAO）、国際農業開発基金（IFAD）、国際労働機関（ILO）、国際通貨基金（IMF）、国際海事機関（IMO）、 国際電気通信連合（ITU）、国際連合工業開発機関（UNIDO）、国際連合教育科学文化機関（UNESCO）、世界観光機関（UNWTO）、万国郵便連合（UPU）、世界銀行（WB）、世界保健機関（WHO）、世界知的所有権機関（WIPO）、世界気象機関（WMO））
- ハーグ国際私法会議（HCCH）
- 国際原子力機関（IAEA）
- 国際刑事警察機構（ICPO）
- 経済協力開発機構（OECD）

## 安全保障
- 日本国とアメリカ合衆国との間の相互協力及び安全保障条約（日米安全保障条約）（1960年6月発効）
- 安全保障協力に関する日豪共同宣言（日豪安保共同宣言）（2007年3月調印）
- 日本国とインドとの間の安全保障協力に関する共同宣言（日印安保共同宣言）（2008年10月調印）

### 物品役務相互提供協定(ACSA)
日本は自衛隊と他国軍の間で食料、燃料、弾薬、輸送、医療等の物品や役務の相互提供を可能とする物品役務相互提供協定(ACSA, Acquisition and Cross Servicing Agreement)の締結を推進している。
- アメリカ合衆国: 2016年9月署名、2017年4月発効[926] (旧協定は1996年6月署名、10月発効)
- オーストラリア: 2017年1月署名、9月発効[927] (旧協定は2010年5月署名、2013年1月発効)
- イギリス: 2017年1月署名、8月発効[928]
- カナダ: 2018年4月署名、2019年7月発効[929]
- フランス: 2018年7月署名、2019年6月発効[930]
- インド: 2020年9月署名、2021年7月発効[931]
- ドイツ: 2024年1月署名、2024年7月発効[932]
- イタリア: 2024年11月署名 [933]

## 経済連携協定（EPA/FTA）
日本は順次、各国と経済連携協定を締結をしている。具体的な協定内容は各協定の項目に譲り、以下では単に協定名を列挙する。

### 多国間での協定
- 日本・ASEAN包括的経済連携協定（2008年以降順次発効、外務省説明ページ）
  -  ベトナム（2008年12月1日発効）
  -  ラオス（2008年12月1日発効）
  -  シンガポール（2008年12月1日発効）
  -  ミャンマー（2008年12月1日発効）
  -  ブルネイ（2009年01月1日発効）
  -  マレーシア（2009年02月1日発効）
  -  タイ（2009年06月1日発効）
  -  カンボジア（2009年12月1日発効）
  -  フィリピン（2010年07月1日発効）
  -  インドネシア（2010年3月1日発効)。ただし実施は2018年3月1日。これはインドネシアの実施のための手続きが遅れ、インドネシアの財務大臣規定が2018年2月15日に公布され、2018年3月1日より施行されるまで協定の運用が開始されなかったため[934][935]。
    - 日本・ASEAN包括的経済連携協定にサービス貿易及び投資を追加する「日本・ASEAN包括的経済連携協定第一改正議定書」は、2020年8月1日に、日本、タイ、シンガポール、ラオス、ミャンマー、ベトナムについて発効した[936][937]。ブルネイは8月21日に国内手続の完了を通告したため、ブルネイについては2020年10月1日から改正議定書が発効した[938]。カンボジアは2020年12月14日に国内手続の完了を通告したため、カンボジアについては2021年2月1日から改正議定書が発効した[939]。フィリピンは2021年3月12日に国内手続の完了を通告したため、フィリピンについては2021年5月1日から改正議定書が発効した[940]。マレーシアは2021年4月13日に国内手続の完了を通告したため、マレーシアについては2021年6月1日から改正議定書が発効した[941]。改正議定書の効力を発生させるための通告を今後行うASEAN構成国（インドネシア）については、当該国が国内手続の完了の通告を行った日の属する月の後2番目の月の初日（例えば、6月25日に通告を行った場合は、8月1日）に効力を生ずる[注釈 17]。
- 環太平洋パートナーシップ協定（TPP）：2016年2月4日署名[942]、日本は2017年1月20日締結[943]。未発効。
- 環太平洋パートナーシップに関する包括的及び先進的な協定（CPTPP、TPP11）：2018年3月8日署名[944]、日本は2018年7月6日締結[945]。2018年12月30日発効[946]。
- 地域的な包括的経済連携協定（RCEP）:2020年11月15日署名[947][948]、日本は2021年6月25日締結[949]。2022年1月1日発効。2023年6月現在ミャンマー間のみ利用不可[950]）

### 二国間での協定
- シンガポール（2002年11月発効、2007年9月改正議定書発効、日本・シンガポール新時代経済連携協定、外務省説明）
- メキシコ（2005年4月発効、2012年4月改正議定書発効、日本・メキシコ経済連携協定、外務省説明）
- マレーシア（2006年7月発効、日本・マレーシア経済連携協定、外務省説明）
- チリ（2007年9月発効、日本・チリ経済連携協定、外務省説明）
- タイ（2007年11月発効、日本・タイ経済連携協定、外務省説明）
- インドネシア（2008年7月発効、日本・インドネシア経済連携協定、外務省説明）
- ブルネイ（2008年7月発効、日本・ブルネイ経済連携協定、外務省説明
- フィリピン（2008年12月発効、日本・フィリピン経済連携協定、外務省説明）
- スイス（2009年9月発効、日本・スイス経済連携協定、外務省説明）
- ベトナム (2009年10月発効、日本・ベトナム経済連携協定、外務省説明)
- インド（2011年8月発効、日本・インド経済連携協定、外務省説明）
- ペルー（2012年3月発効、日本・ペルー経済連携協定、外務省説明）
- オーストラリア（2015年1月発効、日本・オーストラリア経済連携協定、外務省説明）
- モンゴル（2016年6月発効、日本・モンゴル経済連携協定、外務省説明）
- EU[注釈 18]（2019年2月1日発効、日本・EU経済連携協定、外務省説明)
- イギリス （2021年1月発効、日英包括的経済連携協定、外務省説明）

### 交渉中のEPA/FTA
- 日中韓自由貿易協定
- 日本・トルコ経済連携協定
- 日本・コロンビア経済連携協定

### 交渉延期中または中断中の協定（EPAを含む）
- 日本・カナダ経済連携協定
- 日韓自由貿易協定
- 日・GCC（湾岸協力理事会）自由貿易協定

## 各国との国交樹立年

### アジア
| 国名           | 国交樹立（回復） | 国交断絶       | 備考 | 出典    |
| -------------- | ---------------- | -------------- | --- | ------- |
| インド         | 1952年4月28日    |                | 1952年、交換公文により国交樹立。 | [ 951 ] |
| インドネシア   | 1958年4月15日    |                | 1958年、日本国とインドネシア共和国との間の平和条約により国交樹立。                                                                         | [ 952 ] |
| カンボジア     | 1953年1月9日     |                | | [ 953 ] |
| シンガポール   | 1966年4月26日    |                | |         |
| スリランカ     | 1952年4月28日    |                | 1952年、サンフランシスコ平和条約により国交樹立。                                                                                           |         |
| タイ           | 1887年9月26日    | 1945年10月25日 | 1887年、日暹修好通商宣言により国交樹立。1945年、SCAPIN-189により日本政府の外交権が停止される。                                             |         |
| タイ           | 1952年4月28日    |                | 1952年、交換公文により外交関係再開が確認された。                                                                                           |         |
| 韓国           | 1876年2月26日    | 1905年11月23日 | 1876年の日朝修好条規により外交使節を駐在させるなど、朝鮮との近代的な外交関係が開始。1905年、第二次日韓協約により韓国は日本の保護国となる。 | [ 954 ] |
| 韓国           | 1965年6月22日    |                | 1965年、日韓基本条約により国交正常化。 | [ 954 ] |
| 中国           | 1871年9月13日    | 1894年8月1日   | 1871年の日清修好条規により外交使節を駐在させるなど、中国との近代的な外交関係が開始。1894年、日清戦争開戦により国交断絶。                   | [ 955 ] |
| 中国           | 1895年5月8日     | 1938年1月16日  | 1895年、下関条約により国交回復。1912年の中華民国成立後も国交継続。1938年、近衛声明により国民政府との国交が断絶状態になる。                 | [ 955 ] |
| 中国           | 1972年9月29日    |                | 1972年、日中共同声明により現在の中華人民共和国と国交を回復する。                                                                           | [ 955 ] |
| ネパール       | 1956年9月1日     |                | | [ 956 ] |
| パキスタン     | 1952年4月28日    |                | 1952年、サンフランシスコ平和条約により国交樹立。                                                                                           | [ 957 ] |
| バングラデシュ | 1972年2月10日    |                | | [ 958 ] |
| 東ティモール   | 2002年5月20日    |                | |         |
| フィリピン     | 1956年7月23日    |                | 1956年、サンフランシスコ平和条約により国交樹立。                                                                                           | [ 959 ] |
| ブータン       | 1986年3月28日    |                | | [ 960 ] |
| ブルネイ       | 1984年4月5日     |                | | [ 961 ] |
| ベトナム       | 1973年9月21日    |                | 東側諸国であった北ベトナムと日本は1973年に外交関係を樹立。その後、南ベトナムを吸収する形で統一し、現在のベトナム社会主義共和国となる。     | [ 962 ] |
| マレーシア     | 1957年8月31日    |                | | [ 963 ] |
| ミャンマー     | 1954年12月1日    |                | | [ 964 ] |
| モルディブ     | 1967年11月15日   |                | | [ 965 ] |
| モンゴル       | 1972年2月24日    |                | | [ 966 ] |
| ラオス         | 1955年3月5日     |                | | [ 967 ] |

### 中東
| 国名             | 国交樹立（回復） | 国交断絶       | 備考 | 出典    |
| ---------------- | ---------------- | -------------- | --- | ------- |
| アフガニスタン   | 1930年11月       | 1945年10月25日 | 1945年、SCAPIN-189により日本政府の外交権が停止される。                                                                               | [ 968 ] |
| アフガニスタン   | 1955年7月15日    |                | 1955年、交換公文により外交関係再開が確認された。                                                                                     | [ 968 ] |
| アラブ首長国連邦 | 1972年5月        |                | | [ 969 ] |
| イエメン         | 1990年5月25日    |                | | [ 970 ] |
| イスラエル       | 1952年5月15日    |                | 1952年、交換公文により国交樹立。 | [ 971 ] |
| イラク           | 1939年11月30日   | 1941年11月16日 | 1941年、イラクは対日国交断絶を通告。その後、1943年には対日宣戦布告を行う。                                                           |         |
| イラク           | 1955年8月18日    |                | 1955年、イラクがサンフランシスコ平和条約を批准したことにより国交回復。                                                               |         |
| イラン           | 1929年8月        | 1942年4月13日  | 1942年、イランは対日国交断絶を通告。その後、1945年には対日宣戦布告を行う。                                                           | [ 972 ] |
| イラン           | 1953年11月1日    |                | 1953年、イランのサンフランシスコ平和条約批准に先立ち、交換公文により国交回復。                                                       | [ 972 ] |
| オマーン         | 1972年5月7日     |                | |         |
| カタール         | 1972年5月        |                | |         |
| クウェート       | 1961年12月8日    |                | |         |
| サウジアラビア   | 1954年3月13日    |                | 1954年、サウジアラビアがサンフランシスコ平和条約を批准したことにより国交樹立。                                                       |         |
| シリア           | 1952年12月29日   | 1958年2月22日  | 1952年、シリアがサンフランシスコ平和条約を批准したことにより国交樹立。1958年、シリアがエジプトと合邦（アラブ連合共和国）し一旦消滅。 |         |
| シリア           | 1961年10月17日   |                | |         |
| トルコ           | 1924年8月6日     | 1945年1月6日   | 1924年、ローザンヌ条約により国交樹立。1945年1月、トルコは対日国交断絶を通告。その後、2月には対日宣戦布告を行う。                     |         |
| トルコ           | 1952年6月12日    |                | 1952年、トルコのサンフランシスコ平和条約批准に先立ち、交換公文により国交回復。                                                       |         |
| バーレーン       | 1972年5月        |                | |         |
| ヨルダン         | 1954年7月14日    |                | 1954年、交換公文により国交樹立。 |         |
| レバノン         | 1954年1月7日     |                | 1954年、レバノンがサンフランシスコ平和条約を批准したことにより国交樹立。                                                             |         |

### ヨーロッパ
| 国名                     | 国交樹立（回復） | 国交断絶       | 備考 | 出典                            |
| ------------------------ | ---------------- | -------------- | --- | ------------------------------- |
| アイスランド             | 1956年12月8日    |                | | [ 973 ]                         |
| アイルランド             | 1957年3月5日     |                | | [ 974 ]                         |
| アゼルバイジャン         | 1992年9月7日     |                | | [ 975 ]                         |
| アルバニア               | 1981年3月        |                | |                                 |
| アルメニア               | 1992年9月7日     |                | | [ 976 ]                         |
| アンドラ                 | 1995年10月       |                | |                                 |
| イタリア                 | 1866年8月25日    | 1943年9月27日  | 1866年、日伊修好通商条約により国交樹立。1943年、日本が「イタリア社会共和国」をイタリア政府として承認したことにより国交断絶状態となる。その後、1945年には対日宣戦布告を行う。                                                         | [ 977 ]                         |
| イタリア                 | 1952年4月28日    |                | 1952年、交換公文により戦争状態終結と外交関係再開が確認された。 | [ 977 ]                         |
| ウクライナ               | 1992年1月26日    |                | | [ 978 ]                         |
| ウズベキスタン           | 1992年1月26日    |                | | [ 979 ]                         |
| イギリス                 | 1858年8月26日    | 1941年12月8日  | 1858年、日英修好通商条約により国交樹立。1941年の日英開戦により国交断絶。 | [ 901 ]                         |
| イギリス                 | 1952年4月28日    |                | 1952年、サンフランシスコ平和条約により国交回復。 | [ 901 ]                         |
| エストニア               | 1921年1月26日    | 1940年8月6日   | 1921年、国交樹立。1940年、ソ連の侵攻により外交関係停止。 | [ 980 ]                         |
| エストニア               | 1991年10月10日   |                | | [ 980 ]                         |
| オーストリア             | 1869年10月18日   | 1914年8月23日  | 1869年、日墺修好通商航海条約により国交樹立。1914年、日本が対独宣戦布告（日独戦争）したことにより、ドイツと同盟関係のオーストリア＝ハンガリーとも国交断絶。                                                                           |                                 |
| オーストリア             | 1920年7月16日    | 1938年3月12日  | 1920年、サン＝ジェルマン条約により国交回復。1938年、アンシュルスによりドイツに併合され消滅。 |                                 |
| オーストリア             | 1955年           |                | |                                 |
| オランダ                 | 1858年8月18日    | 1941年12月10日 | 1858年、日蘭修好通商条約により国交樹立。1941年、オランダ亡命政府が対日宣戦布告し国交断絶。 | [ 981 ]                         |
| オランダ                 | 1952年4月28日    |                | 1952年、オランダのサンフランシスコ平和条約批准に先立ち、交換公文により国交回復。 | [ 981 ]                         |
| カザフスタン             | 1992年1月26日    |                | | [ 982 ]                         |
| 北マケドニア             | 1994年3月1日     |                | |                                 |
| キプロス                 | 1962年6月        |                | |                                 |
| ギリシャ                 | 1899年5月20日    | 1941年12月23日 | 1899年、日希修好通商航海条約により国交樹立。1941年、ギリシャ亡命政府は対日国交断絶を通告。その後、1945年には対日宣戦布告を行う。 |                                 |
| ギリシャ                 | 1953年7月6日     |                | 1953年、ギリシャがサンフランシスコ平和条約を批准したことにより国交回復。 |                                 |
| キルギス                 | 1992年1月26日    |                | |                                 |
| クロアチア               | 1993年3月5日     |                | |                                 |
| コソボ                   | 2009年2月25日    |                | |                                 |
| サンマリノ               | 1996年11月       |                | |                                 |
| ジョージア               | 1992年8月3日     |                | |                                 |
| スイス                   | 1864年2月6日     | 1945年10月25日 | 1864年、日瑞修好通商条約により国交樹立。1945年、SCAPIN-189により日本政府の外交権が停止される。 |                                 |
| スイス                   | 1952年4月28日    |                | 1952年、交換公文により外交関係再開が確認された。 |                                 |
| スウェーデン             | 1868年11月11日   | 1945年10月25日 | 1868年、日スウェーデン修好通商航海条約により国交樹立。1945年、SCAPIN-189により日本政府の外交権が停止される。 |                                 |
| スウェーデン             | 1952年4月28日    |                | 1952年、交換公文により外交関係再開が確認された。 |                                 |
| スペイン                 | 1868年11月12日   | 1945年4月12日  | 1868年、日西修好通商航海条約により国交樹立。1945年、スペインは対日国交断絶を通告。 | [ 983 ]                         |
| スペイン                 | 1952年4月28日    |                | 1952年、交換公文により外交関係再開が確認された。 | [ 983 ]                         |
| スロバキア               | 1993年2月3日     |                | |                                 |
| スロベニア               | 1992年10月12日   |                | |                                 |
| セルビア                 | 1882年           | 1941年6月7日   | 1941年、日本はドイツによるユーゴスラビア侵攻によって生まれた「クロアチア独立国」を承認したことにより国交断絶状態となる。1942年にユーゴスラビア亡命政府は対日宣戦布告を行った。                                                       | [ 984 ]                         |
| セルビア                 | 1952年4月28日    | 1992年4月27日  | 1952年、交換公文によりユーゴスラビア連邦人民共和国との戦争状態終結と国交回復を確認。1992年のユーゴスラビア解体後に成立したユーゴスラビア連邦共和国（新ユーゴ）は旧ユーゴの継承を主張したが日本を含む国際社会からは認められなかった。 | [ 984 ]                         |
| セルビア                 | 1997年           |                | 1997年、新ユーゴと外交関係開設。2006年の連邦解体後はセルビア共和国が国交を継承した。 |                                 |
| タジキスタン             | 1992年2月2日     |                | |                                 |
| チェコ                   | 1920年1月12日    | 1939年3月15日  | 1939年、ナチス・ドイツによるチェコスロバキア解体により消滅。1941年、チェコスロバキア亡命政府は対日宣戦布告を行う。 | [ 985 ]                         |
| チェコ                   | 1957年5月8日     |                | 1957年、日本国とチェッコスロヴァキア共和国との間の国交回復に関する議定書により国交回復。 | [ 985 ]                         |
| デンマーク               | 1867年1月12日    | 1945年5月23日  | 1867年、日丁修好通商条約により国交樹立。1945年、デンマークは対日国交断絶を通告。 | [ 986 ]                         |
| デンマーク               | 1952年4月28日    |                | 1952年、交換公文により外交関係再開が確認された。 | [ 986 ]                         |
| ドイツ                   | 1861年1月24日    | 1914年8月23日  | 1861年、日普修好通商条約により国交樹立。1914年、日本が対独宣戦布告（日独戦争）したため国交断絶。 | [ 987 ] [ 988 ] [ 989 ] [ 990 ] |
| ドイツ                   | 1920年1月20日    | 1945年6月5日   | 1920年、ヴェルサイユ条約により国交回復。1945年、第二次世界大戦によりドイツ国が消滅し、連合国の統治下に入ったため、西ドイツと国交を回復するまでドイツとの外交関係が停止。                                                             | [ 987 ] [ 988 ] [ 989 ] [ 990 ] |
| ドイツ                   | 1952年4月28日    |                | 1952年、交換公文により外交関係再開が確認された。1990年に東ドイツを編入し統一。 | [ 987 ] [ 988 ] [ 989 ] [ 990 ] |
| トルクメニスタン         | 1992年4月22日    |                | |                                 |
| ノルウェー               | 1905年11月7日    | 1942年3月30日  | 1942年、ノルウェー亡命政府は対日国交断絶を通告。その後、1945年には対日宣戦布告を行う。 | [ 991 ]                         |
| ノルウェー               | 1952年4月28日    |                | 1952年、ノルウェーのサンフランシスコ平和条約批准に先立ち、交換公文により国交回復。 | [ 991 ]                         |
| バチカン                 | 1942年2月11日    | 1945年10月25日 | 1942年、国交樹立。1945年、SCAPIN-189により日本政府の外交権が停止される。 |                                 |
| バチカン                 | 1952年4月28日    |                | 1952年、交換公文により外交関係再開が確認された。 |                                 |
| ハンガリー               | 1869年10月18日   | 1914年8月23日  | 1869年、日墺修好通商航海条約により国交樹立。1914年、日本が対独宣戦布告（日独戦争）したことにより、ドイツと同盟関係のオーストリア＝ハンガリーとも国交断絶。                                                                           |                                 |
| ハンガリー               | 1921年7月31日    | 1945年3月28日  | 1921年、トリアノン条約により国交回復。1945年、矢十字党政権崩壊により国交断絶状態となる。 |                                 |
| ハンガリー               | 1959年8月29日    |                | 1959年、交換公文によりハンガリー人民共和国との外交関係再開が確認された。 |                                 |
| フィンランド             | 1919年5月24日    | 1944年9月22日  | 1944年、フィンランドはモスクワ休戦協定締結後に対日国交断絶を通告。 |                                 |
| フィンランド             | 1957年3月8日     |                | |                                 |
| フランス                 | 1858年10月9日    | 1944年8月9日   | 1858年、日仏修好通商条約により国交樹立。1944年、ヴィシー政権が消滅したことにより国交断絶状態となる。同年、フランス共和国臨時政府が連合国共同宣言に署名したため日仏は戦争状態となる。                                                 |                                 |
| フランス                 | 1952年4月28日    |                | 1952年、サンフランシスコ平和条約により国交回復。 |                                 |
| ブルガリア               | 1939年10月12日   | 1944年11月7日  | 1944年、クーデターにより成立した社会主義政権は対日国交断絶を通告。 |                                 |
| ブルガリア               | 1959年9月12日    |                | 1959年、交換公文によりブルガリア人民共和国との外交関係再開が確認された。 |                                 |
| ベラルーシ               | 1992年1月26日    |                | |                                 |
| ベルギー                 | 1866年8月1日     | 1941年12月18日 | 1866年、日白修好通商条約により国交樹立。1941年12月18日、ベルギー亡命政府は対日国交断絶を通告。その後、12月20日には対日宣戦布告を行う。                                                                                               | [ 992 ]                         |
| ベルギー                 | 1952年4月28日    |                | 1952年、ベルギーのサンフランシスコ平和条約批准に先立ち、交換公文により国交回復。 | [ 992 ]                         |
| ポーランド               | 1919年3月22日    | 1941年10月4日  | 1939年の独ソによるポーランド侵攻後も日本はポーランド亡命政府との関係を維持していたが、1941年10月になって断交した。その後、1941年12月にはポーランド亡命政府が対日宣戦布告を行う。                                                     | [ 993 ]                         |
| ポーランド               | 1957年5月18日    |                | 1957年、日本国とポーランド人民共和国との間の国交回復に関する協定により国交回復。 | [ 993 ]                         |
| ボスニア・ヘルツェゴビナ | 1996年2月9日     |                | |                                 |
| ポルトガル               | 1860年8月3日     | 1945年10月25日 | 1860年、日葡修好通商条約により国交樹立。1945年、SCAPIN-189により日本政府の外交権が停止される。 |                                 |
| ポルトガル               | 1953年10月22日   |                | 1953年、交換公文により外交関係再開が確認された。 |                                 |
| マルタ                   | 1965年7月        |                | |                                 |
| モナコ                   | 2006年12月14日   |                | |                                 |
| モルドバ                 | 1992年3月16日    |                | |                                 |
| モンテネグロ             | 2006年7月22日    |                | |                                 |
| ラトビア                 | 1921年1月26日    | 1940年8月5日   | 1921年、国交樹立。1940年、ソ連の侵攻により外交関係停止。 | [ 994 ]                         |
| ラトビア                 | 1991年10月10日   |                | | [ 994 ]                         |
| リヒテンシュタイン       | 1996年6月        |                | |                                 |
| リトアニア               | 1919年1月3日     | 1940年8月3日   | 1919年、国交樹立。1940年、ソ連の侵攻により外交関係停止。 | [ 995 ]                         |
| リトアニア               | 1991年10月10日   |                | | [ 995 ]                         |
| ルーマニア               | 1921年           | 1944年10月31日 | 1944年、ルーマニアは対日国交断絶を通告。 |                                 |
| ルーマニア               | 1959年9月1日     |                | 1959年、交換公文によりルーマニア人民共和国との外交関係再開が確認された。 |                                 |
| ルクセンブルク           | 1927年11月       | 1940年         | |                                 |
| ルクセンブルク           | 1953年3月10日    |                | 1953年、交換公文により戦争状態終結と外交関係再開が確認された。 |                                 |
| ロシア                   | 1855年2月7日     | 1904年2月10日  | 1855年、日露和親条約により国交樹立。1904年、日露戦争開戦により国交断絶。 | [ 996 ] [ 997 ]                 |
| ロシア                   | 1905年11月25日   | 1917年11月7日  | 1905年、ポーツマス条約により国交回復。1917年、日本は十月革命によるソヴィエト政権を認めず1925年まで国交断絶状態が続いた。 | [ 996 ] [ 997 ]                 |
| ロシア                   | 1925年2月25日    | 1945年8月9日   | 1925年、日ソ基本条約によりソビエト連邦と国交回復。1945年、ソ連対日参戦により国交断絶。 | [ 996 ] [ 997 ]                 |
| ロシア                   | 1956年12月12日   |                | 1956年、日ソ共同宣言により国交回復。1991年のソ連崩壊後はロシア連邦が国交を継承（継承国）。 | [ 996 ] [ 997 ]                 |

### 北アメリカ
| 国名           | 国名           | 国交樹立                    | 国交断絶      | 備考                                                                               | 出典    |
| -------------- | -------------- | --------------------------- | ------------- | ---------------------------------------------------------------------------------- | ------- |
| アメリカ合衆国 | アメリカ合衆国 | 1854年3月31日 1952年4月28日 | 1941年12月8日 | 1941年の日米開戦により国交断絶状態。1952年の対日平和条約により国交が再び回復する。 | [ 998 ] |

### オセアニア
| 国名           | 国名           | 国交樹立 | 国交断絶 | 備考 | 出典 |
| -------------- | -------------- | -------- | -------- | ---- | ---- |
| オーストラリア | オーストラリア | 1940年   |          |      |      |

### 過去に国交があった国
| 国名                           | 国交樹立       | 国交断絶      | 備考 | 出典     |
| ------------------------------ | -------------- | ------------- | --- | -------- |
| ハワイ共和国                   | 1871年         | 1898年8月12日 | 1871年、日布修好通商条約により国交樹立。1898年、アメリカに併合され消滅。                                   |          |
| 満洲国                         | 1932年9月15日  | 1945年8月18日 | 1932年、日満議定書により国交樹立。1945年、日本の敗戦により政府解散。                                       |          |
| スロバキア共和国               | 1939年6月1日   | 1945年5月8日  | |          |
| 中華民国（汪兆銘政権）         | 1940年11月30日 | 1945年8月16日 | 1940年、日華基本条約により国交樹立。1945年、日本の敗戦により政府解散。                                     |          |
| クロアチア独立国               | 1941年6月7日   | 1945年5月8日  | |          |
| ビルマ国                       | 1943年8月1日   | 1945年3月27日 | |          |
| イタリア社会共和国（RSI）      | 1943年9月27日  | 1945年4月25日 | 1943年、イタリア王国政府が連合国に降伏したため、日本はRSIをイタリア政府として承認。1945年、政権崩壊。      |          |
| フィリピン共和国（第二共和国） | 1943年10月14日 | 1945年8月17日 | 1945年、日本の敗戦により政府解散。                                                                         |          |
| 中華民国（台湾）               | 1952年8月5日   | 1972年9月29日 | 日華平和条約で国交回復。日中国交正常化により1972年に断交。現在は非公式な実務関係を維持している。           | [ 999 ]  |
| ベトナム共和国                 | 1952年8月26日  | 1975年4月30日 | 南ベトナム。同じ西側諸国である日本は、外交関係を樹立。ベトナム戦争により1975年に消滅し、北ベトナムへ編入。 |          |
| イエメン・アラブ共和国         | 1970年9月22日  | 1990年5月22日 | 北イエメン。1990年、南イエメンと統合し消滅。                                                               | [ 1000 ] |
| イエメン人民民主共和国         | 1974年4月10日  | 1990年5月22日 | 南イエメン。1990年、北イエメンと統合し消滅。                                                               | [ 1001 ] |
| 東ドイツ                       | 1973年5月15日  | 1990年10月3日 | 西ドイツへ編入し、消滅                                                                                     |          |